# FC Barcelone (football)
Pour les articles homonymes, voir FCB.
Vous lisez un « article de qualité » labellisé en 2011.
Cet article concerne la section football du club omnisports FC Barcelone. Pour les autres sports, voir FC Barcelone.
Ne doit pas être confondu avec l'Espanyol de Barcelone, un autre club de football de Barcelone et le Barcelona SC, un club de football équatorien.
Maillots
Actualités
Le Futbol Club Barcelona, communément appelé FC Barcelone (diminutif Barça), est un club de football espagnol fondé en 1899, basé à Barcelone, capitale de la Catalogne, et qui évolue dans le championnat d'Espagne. C'est la section football du club omnisports du même nom.
Le club a remporté au total vingt-huit championnats, trente-deux coupes d'Espagne, cinq Ligues des champions, quatre coupes des vainqueurs de coupe, trois coupes des villes de foires et trois coupes du monde des clubs.
Établis initialement au stade des Corts, les Blaugranes sont basés depuis 1957 au rebaptisé Camp Nou (catalan pour « nouveau stade »), le plus grand stade d'Europe avec 99 354 places.
L'histoire du FC Barcelone en a fait un des porte-drapeaux de la Catalogne et du catalanisme, un rôle souligné par sa devise « més que un club ». Ceci n'empêche pas le club d'avoir des supporteurs dans tout le pays et même en dehors de l'Espagne. Il nourrit une très ancienne et profonde rivalité avec le Real Madrid, le club de la capitale espagnole. Leur duel, connu comme el Clásico, décide souvent de l'issue du championnat d'Espagne dont les deux clubs dominent largement le palmarès. Les deux institutions sont d'ailleurs les seules, avec l'Athletic Club de Bilbao, à avoir participé à toutes les éditions de la Primera División depuis sa création en 1929.
Depuis le mandat du président Joan Laporta, initié en 2003, le Barça connaît un succès sportif inédit dans son histoire, et devient le club le plus populaire d'Europe. Pep Guardiola rencontre en quatre ans un succès exceptionnel, dont un inédit sextuplé en 2008-2009 (Championnat, Coupe et Supercoupe d'Espagne, Ligue des champions, Supercoupe de l'UEFA et Coupe du monde des clubs). Pour sa première saison sur le banc, l'entraîneur Luis Enrique remporte en 2014-2015 la Ligue des champions, le Championnat et la Coupe.
Le club est dirigé par Joan Laporta, qui succède à Josep Maria Bartomeu le 7 mars 2021.

## Histoire

### Construction sous la direction de Joan Gamper (1899-1930)

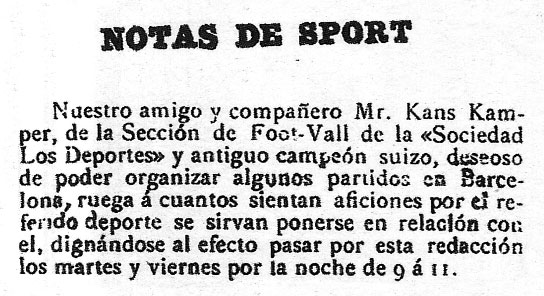
Petite annonce publiée par Gamper en 1899 dans Los Deportes

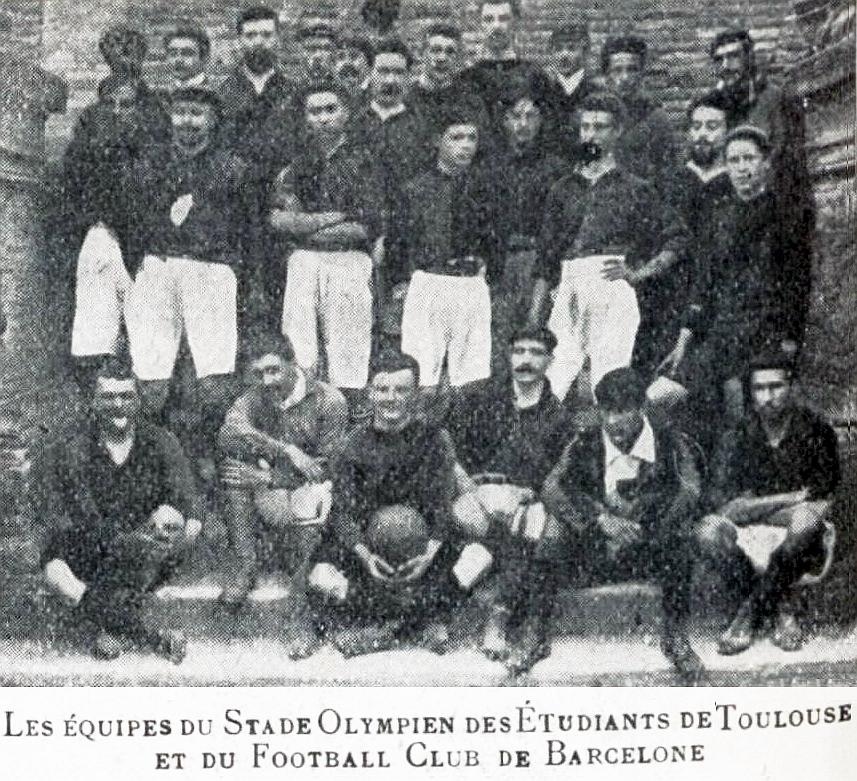
Équipes de football de S.O.E.Toulouse et du FC Barcelone (victoire de Barcelone à Toulouse 2-3, en mai 1904).

La pratique du football tarde à conquérir l'Espagne, et la Catalogne en particulier. À la fin du XIXe siècle, Barcelone est cependant en plein essor industriel et attire les étrangers, dont Hans Gamper, un expert-comptable suisse amateur de football. Il cherche d'abord à intégrer l’équipe du Gimnasio Tolosa, mais devant le refus du club d'intégrer des étrangers, il décide de créer un nouveau club de football. Le 22 octobre 1899, il fait publier une annonce dans le journal Los Deportes. Les réponses positives justifient la tenue d'une réunion le 29 novembre 1899 au Gimnasio Solé. Le groupe des onze jeunes hommes présents, composé en majorité d'Anglais, de Suisses et d'Allemands, fonde à cette occasion le Foot-Ball Club Barcelona. On choisit comme couleurs du nouveau club le bleu et le grenat, et Walter Wild, le doyen du groupe, en devient le premier président.
Le premier match est disputé le 8 décembre 1899 au Vélodrome de Bonanova contre des Anglais expatriés et se solde par une défaite 1-0. Le club organise ses matchs d'abord à l'Hôtel Casanovas en 1900, déménage à la ruelle d'Horta en 1901, puis à la rue Muntaner à partir de 1905,. Fort de ses nombreux joueurs étrangers, l'équipe obtient très vite de bons résultats, que ce soit en championnat de Catalogne (connue initialement comme la Copa Macaya) dont la première édition a lieu en 1900, qu'en coupe d'Espagne (la « Coupe du Roi »), première compétition nationale lancée en 1902, et connaît un succès rapide auprès du public local de classe moyenne. Dauphins du Hispania Athletic Club lors de la première édition du championnat catalan, les Barcelonais menés par Gamper prennent leur revanche dès la saison suivante et remportent ainsi leur premier trophée officiel. Inscrits à la première édition de la Coupe du Roi, ils battent le Madrid FC, futur Real Madrid, avant de s'incliner en finale (1-2) face au Club Vizcaya de Bilbao, qui donnera naissance à l'Athletic Bilbao.

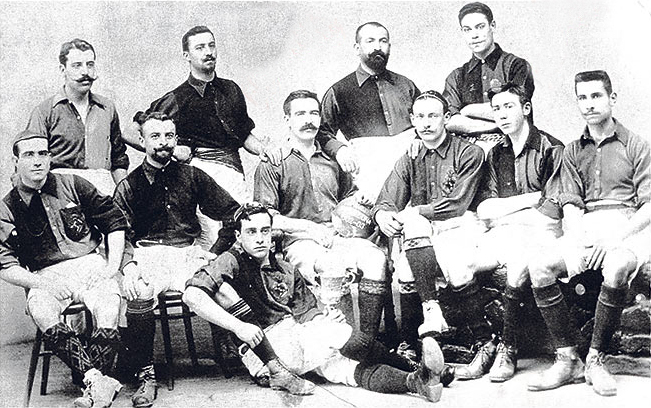
Le Barça en 1903, vainqueur de la Copa Barcelona. Debout : Llobet, Terradas, Reig et Vidal. Assis : Lluís d'Ossó, Steinberg, Meyer, Witty, Gamper, Harris et Lassaleta.

Vainqueur de la Copa Barcelona en 1903 puis du championnat de Catalogne en 1905, le club connaît pourtant d'importantes difficultés financières et sportives les années suivantes. Son fondateur Hans Gamper, retiré des terrains en 1903, est devenu un homme d'affaires intégré à la vie barcelonaise, si bien qu'il se fait appeler « Joan », un prénom catalan. Le 2 décembre 1908, il prend la présidence pour éviter la dissolution du club, son prédécesseur Vicenç Reig ayant démissionné au bout de 22 jours seulement devant la situation désastreuse du club.

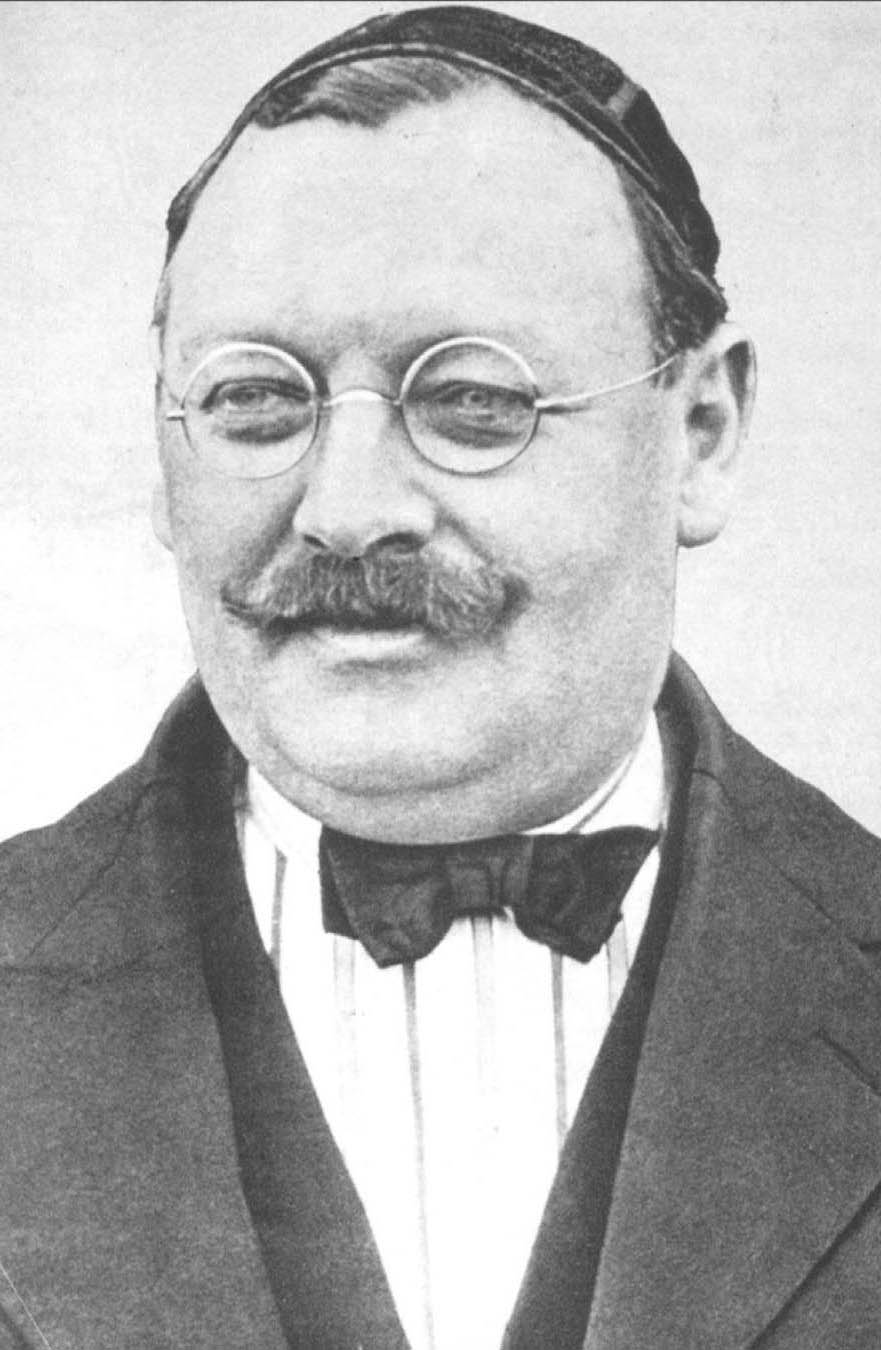
Joan Gamper en 1910.

Joan Gamper entreprend de structurer le club. Le 14 mars 1909, le stade de la rue Indústria, premier terrain appartenant au club et dont la capacité initiale est de 6 000 spectateurs, est inauguré, tandis que l'équipe retrouve le succès en remportant le championnat de Catalogne en 1909, un titre qu'il conserve trois ans, puis sa première Coupe du Roi en mars 1910 (face au Club Español de Madrid 3-2). Il remporte également la première édition de la Coupe des Pyrénées, une compétition de football franco-espagnole réputée dont il conserve le titre les trois années suivantes. C'est à cette époque que le club, qui opte pour la langue catalane au lieu du castillan, commence à se forger en symbole de l'identité et des aspirations catalanes. Pour de nombreux supporteurs, soutenir le club est davantage une question de revendication identitaire qu'une passion pour le jeu lui-même,. Ce caractère contribue à nourrir la rivalité avec l'Español de Barcelone, un club d'ouvriers bâti en opposition au Barça et ses tendances séparatistes, dont l'allégeance au roi Alphonse XIII d'Espagne est marquée par l'ajout du mot « Real » à son nom en 1912.
Gamper, qui a abandonné la présidence le 14 octobre 1909 pour des raisons professionnelles, revient aux affaires le 17 novembre 1910 à la demande des membres du club et en poursuit la restauration économique. Il recrute notamment en 1912 Paulino Alcántara, qui deviendra le meilleur buteur de l'histoire du Barça avec 357 buts. Les Barcelonais remportent une nouvelle fois la Coupe du Roi en 1912 (2-0 sur Gimnástica Madrid) puis en 1913 (2-1 sur la Real Sociedad), au cours d'éditions marquées par un schisme du football espagnol. Gamper part en 1913 puis revient entre 1917 et 1919, recrute l'Anglais Jack Greenwell comme entraîneur à plein-temps, fait venir le célèbre gardien de but Ricardo Zamora, le milieu de terrain Agustín Sancho et l'attaquant Josep Samitier, complément parfait d'Alcántara dont il prendra bientôt la relève. Champion de Catalogne de 1919 à 1921, le club remporte une nouvelle fois la Coupe du Roi en 1920, face à l'Athletic Bilbao (2-0).
Devant l'affluence grandissante les jours de match, il apparaît nécessaire de se trouver un stade plus spacieux. Gamper, redevenu président en 1921, verse un million de pesetas pour la construction d’un grand stade dans le quartier Les Corts, situé à l’ouest de la ville, qu'il inaugure le 20 mars 1922. L'enceinte, décrite à son inauguration comme la « cathédrale du football », est connue comme le stade des Corts. Sa capacité initiale de 22 000 spectateurs sera portée à 60 000 à son plus haut. Les Barcelonais fêtent ce déménagement en réalisant le doublé championnat catalan et Coupe du Roi, grâce à une victoire en finale sur Real Unión de Irún (5-1).
Des querelles internes au club conduisent Joan Gamper à redevenir président le 1er juin 1924. Pour ses 25 ans, le Barça compte un record de 12 207 socis en français : « adhérents » (en espagnol : « socios »), avant de réaliser à nouveau le doublé Coupe du Roi-championnat de Catalogne en 1925. En juin 1925, au cours d'un match avec le CE Jupiter donné en hommage à l'Orféo catalan, les spectateurs du stade des Corts signifient leur opposition à la dictature de Primo de Rivera, installée depuis 1923, en sifflant la Marcha Real, l'hymne espagnol[source insuffisante]. Les autorités ferment le stade six mois pour activités anti-espagnoles. Accusé de militer pour l'indépendance de la Catalogne, Gamper doit quitter le pays en décembre

Le Barça vainqueur de la Coupe d'Espagne en 1928. Debout : Forns (entr.), Mas, Castillo, Llorens, Walter, Guzmán, Carulla et Platko. Assis : Piera, Sastre, Samitier, Arocha et Sagi.

Au départ de son fondateur emblématique, le FC Barcelone compte six Coupes du Roi et onze titres de champion de Catalogne à son palmarès, et s'apprête à connaître un véritable âge d'or sportif : il remporte toutes les éditions du championnat de Catalogne entre 1924 et 1932 (sauf en 1929) et la Coupe du Roi en 1925 (face à l'Arenas Club de Getxo 2-0), 1926 (face à l'Atlético Madrid 3-2) et 1928 (face à la Real Sociedad 3-1, après deux matchs d'appui). Cette dernière finale épique inspire au poète Rafael Alberti son Ode à Platko, hommage au match extraordinaire du légendaire gardien hongrois du Barça,.
Logiquement, le Barça participe à la première édition du Championnat d'Espagne de football en 1929, qui rassemble les dix principaux clubs du pays. Un début de championnat poussif provoque la démission en mars du président Arcadi Balaguer et de l'entraîneur Romà Forns, qui accepte de devenir l'adjoint de l'Anglais James Bellamy, venu de Brescia. Ce dernier parvient à faire remonter les Blaugranes au classement, jusqu'à remporter la compétition avec deux points d'avance sur le Real Madrid et cinq sur l'Athletic Bilbao.

### Marginalisation sur fond de dictature et de guerre civile (1930-1945)
À la suite du décès par suicide de Joan Gamper le 30 avril 1930, ruiné par la crise de 1929 et tenu à l'écart du club par les autorités, la ville donne son nom à une rue du quartier des Corts et le club lui réserve le numéro 1 de soci. Les Blaugranes s'apprêtent dès lors à connaître une période difficile longue de nombreuses années. Malgré des joueurs du niveau de Martín Ventolrá, Josep Raich ou Josep Escolà, le club est ballotté par les tensions politiques qui traversent la société espagnole, et son déclin est patent que ce soit sur le plan financier, social (marqué par une forte diminution du nombre des membres) ou sportif.
En 1934, sous la République, la sportive catalane Anna Maria Martínez Sagi devient la première femme dirigeante du club.
Un mois après le début de la Guerre d'Espagne en 1936, qui voit plusieurs joueurs barcelonais prendre les armes dans le camp républicain, le président du Barça Josep Sunyol est arrêté par l'armée de Franco près de Madrid et est fusillé. Alors que les compétitions nationales sont interrompues, le club effectue en 1937 une tournée en Amérique du Nord, où il est reçu comme un ambassadeur de la Seconde République espagnole. Cette tournée améliore la santé financière du club mais de nombreux joueurs en profitent pour demander l'asile politique, notamment au Mexique et en France,.

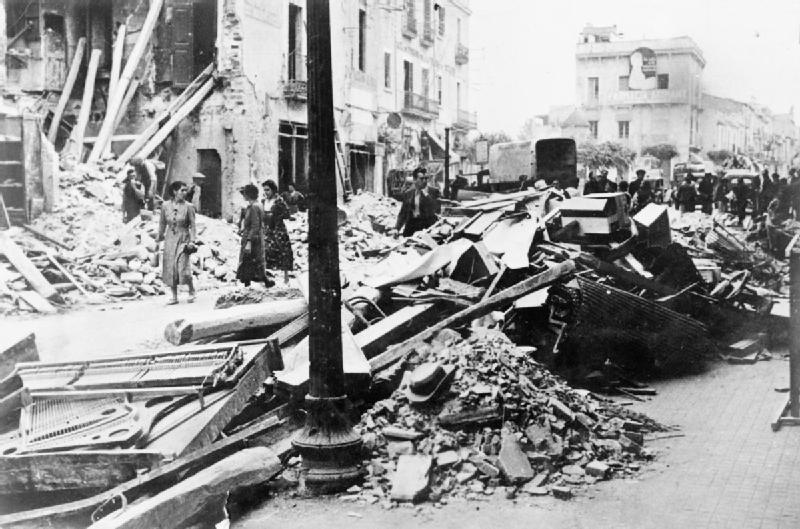
Destruction de Granollers, à proximité de Barcelone, en 1938.

Dans la nuit du 16 mars 1938, l'armée de l'air italienne, du côté des nationalistes, bombarde Barcelone, faisant plus de 3 000 morts et détruisant en partie le local social du club, où sont entreposés ses trophées et documents d'archive. Quelques mois plus tard, Barcelone tombe aux mains de l'armée franquiste. Franco s'attache à supprimer les particularismes culturels et politiques d'Espagne, et notamment ceux de la Catalogne ; le club va alors faire face à de nombreuses difficultés. En mars 1940, un collaborateur de Franco, Enrique Piñeyro Queralt, est imposé comme président. Le nom du club est « espagnolisé » pour devenir le Club de Fútbol Barcelona (le Barça ne reprendra son nom d'origine qu'en 1973), et sur l'écusson le drapeau catalan à quatre bandes rouges est remplacé par le drapeau espagnol jusqu'en 1949. De cette période d’oppression culturelle, le club acquiert une nouvelle dimension et devient l'un des symboles du catalanisme.
Premier club non relégable du championnat d'Espagne en 1942, le club remporte pourtant cette année-là sa neuvième Coupe d'Espagne, devenue la « Copa del Generalísimo », face au Club Atlético de Bilbao. La saison suivante, le FC Barcelone affronte le Real Madrid en demi-finale. Après leur large victoire à domicile (3–0), les Blaugranes sont battus 11-1 au retour, à l'issue d'un match dont l'arbitrage suscite une polémique et qui voit le directeur de la police de Franco intervenir auprès d'eux dans les vestiaires. Malgré la proximité avec le pouvoir, le président Piñeyro démissionne en protestation contre le traitement infligé à son club.
Par la suite, le régime veillera à normaliser ses relations avec le club et à ne pas le défavoriser sportivement, afin de ne pas en faire un facteur de désunion nationale. De grandes cérémonies de « loyauté » au pouvoir vont ainsi être organisées avant les matchs dans les années 1940 et 1950.

### Ambitions retrouvées (1945-1957)
Le club remonte la pente sportivement au cours des années 1940. Sous la direction de l'entraîneur Josep Samitier, les coéquipiers de l'attaquant César Rodríguez et du gardien de but Velasco remportent enfin la Liga en 1945, seize ans après le premier titre du club, et la Copa de Oro Argentina, ancêtre de la supercoupe d'Espagne. Nommé en 1947, l'entraîneur uruguayen Enrique Fernández mène le Barça, renforcé par le recrutement du jeune Estanislao Basora, à deux nouveaux titres nationaux, en 1948 et 1949, et remporte la coupe Eva Duarte, qui remplace la Copa de Oro Argentina. Qualifiés à ce titre pour la première édition de la Coupe Latine, qui oppose les champions italien, espagnol, portugais et français, les Barcelonais l'emportent en finale face au Sporting Clube de Portugal (2-1). Quand le FC Barcelone fête ses 50 ans, il compte 24 893 adhérents, et à son palmarès vingt-et-un championnats de Catalogne, neuf Coupes d'Espagne et quatre Liga.
Avec le recrutement de l'attaquant hongrois László Kubala, accompagné des Espagnols Moreno et Eduardo Manchón, l'éclosion du gardien Ramallets à la place de Velasco, le club atteint un sommet sportif sous la direction du tchèque Ferdinand Daučík. Après avoir remporté la coupe d'Espagne en 1951, le club catalan réalise le doublé coupe - championnat d'Espagne deux années d'affilée, en 1952 et 1953. Les Blaugranes remportent également une seconde fois la coupe latine en 1952 (face à l'OGC Nice 1-0, après avoir écarté la Juventus) et la coupe Eva Duarte en 1952 et 1953.

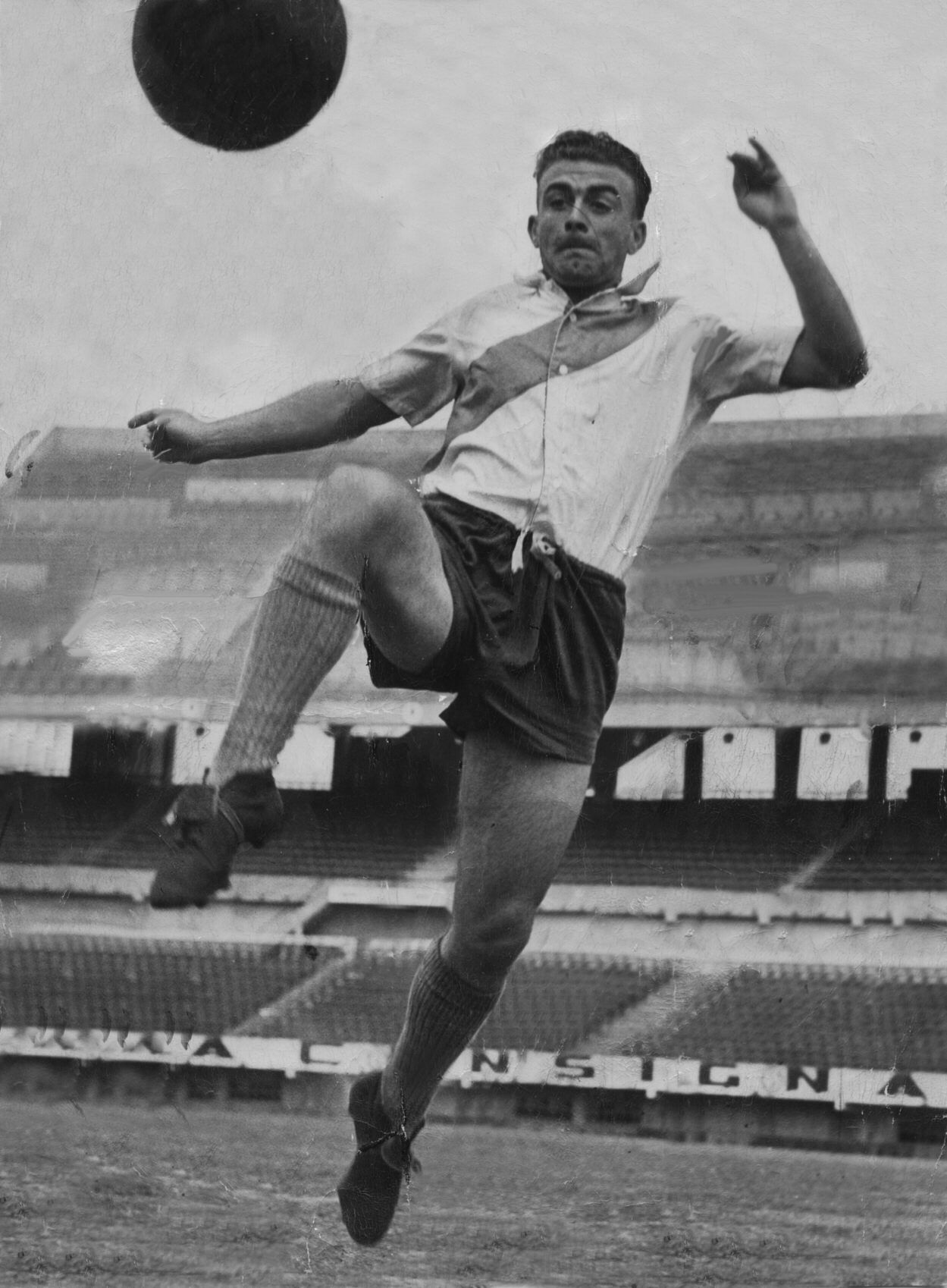
L'Argentin Di Stéfano, sujet de conflit entre Real et Barça en 1947.

En mai 1953, les dirigeants sont très proches de recruter l'attaquant argentin Alfredo Di Stéfano, qui « appartient » au club colombien de Millonarios de Bogota, où il joue, et au CA River Plate, son club précédent. Tandis que le joueur participe à plusieurs matchs amicaux avec le Barça, les dirigeants s'accordent avec le club argentin mais ne parviennent pas à trouver un arrangement avec les Colombiens, ce dont profitent les responsables du Real Madrid pour intervenir dans la négociation. À l'issue d'un imbroglio dénoué par la FIFA puis par les autorités espagnoles, le joueur rejoint finalement le Real. Le rôle du régime de Franco dans ce transfert suscite une polémique et ravive les tensions entre les deux clubs, d'autant qu'il initie une historique période de domination madrilène (le Real Madrid remporte huit titres de champion en onze ans et les cinq premières Coupes des clubs champions européens). Le président Enric Martí Carreto est contraint de démissionner, tandis que le club obtient du régime le droit d'organiser de nouveau des élections présidentielles auprès de ses socis.
Francesc Miró-Sans, candidat favori des autorités, est élu en septembre 1953, avec pour programme la construction d'un nouveau stade, rendue nécessaire par les succès et la popularité croissante du club. Entre décembre 1955 et mars 1956, le Barça de l'entraîneur hongrois Franz Platko connaît une série inédite de onze victoires consécutives en championnat et en Coupe des villes de foires (un record qui ne sera battu qu'en 2006 par l'équipe de Rijkaard). Malgré tout, à l'issue de la saison 1955-1956, le Barça emmené par Kubala et Luis Suárez doit se contenter de la deuxième place de la Liga, à un point de l'Athletic Bilbao.

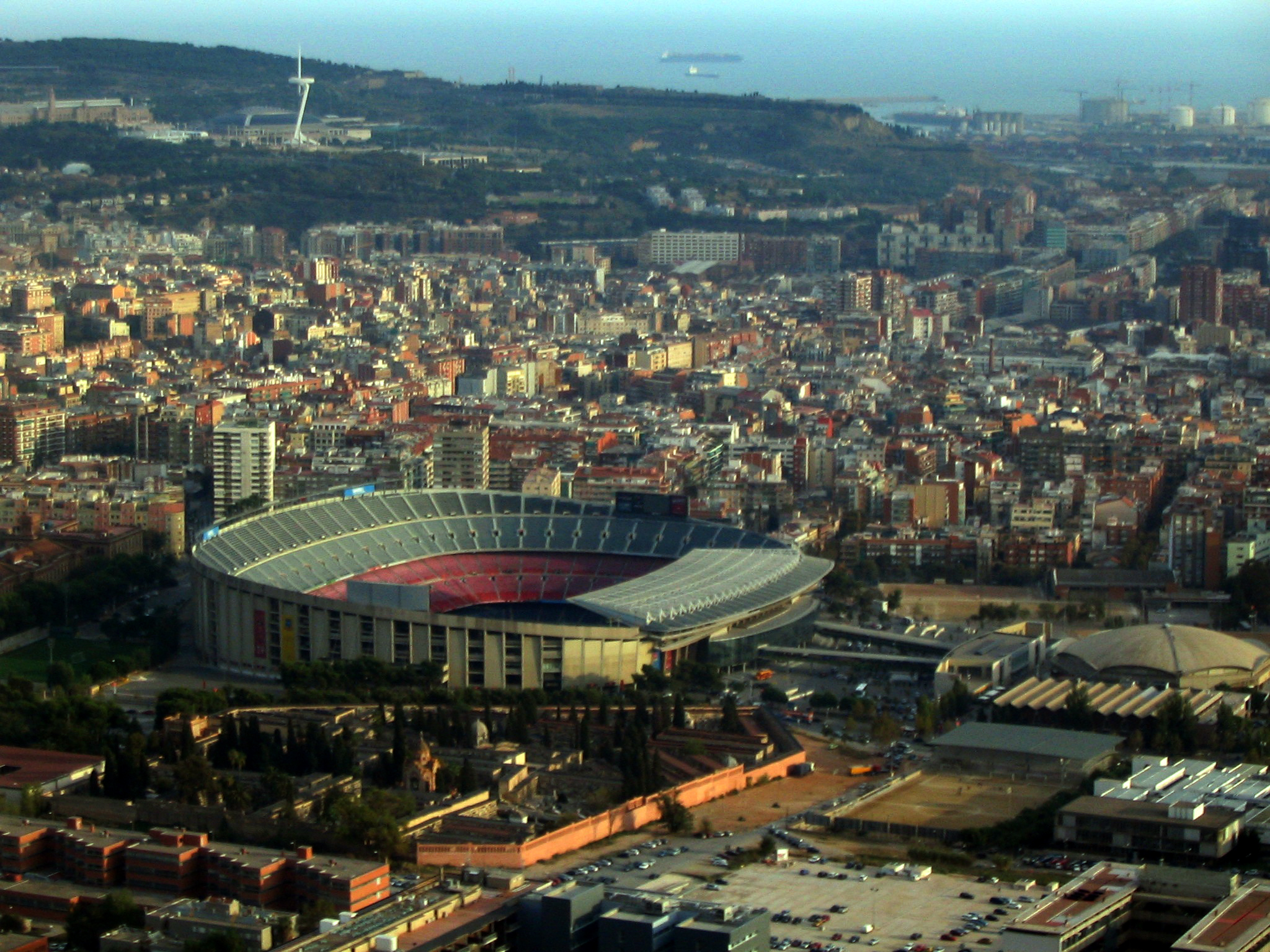
Vue aérienne du Camp Nou

À la suite de l'insurrection de Budapest et de l'intervention soviétique de 1956, plusieurs footballeurs du « Onze d'or hongrois » émigrent en Europe de l'Ouest et rejoignent Ladislao Kubala sur les terrains espagnols. Sándor Kocsis et Zoltán Czibor rallient le Barça, et Ferenc Puskás le Real Madrid. Le 24 septembre 1957, le Barça quitte le stade des Corts, surnommé sur sa fin le Camp Vell, et inaugure le Camp Nou, une enceinte de 90 000 places à la mesure d'un club comptant 49 000 socis et qui ambitionne de rivaliser avec le grand Real Madrid d'Alfredo Di Stéfano. Les dirigeants souhaitent le baptiser « stade Joan Gamper » mais le régime franquiste l'en empêche.

### Le Camp Nou, siège du catalanisme (1957-1978)
Le Barça, entraîné par le Franco-Argentin Helenio Herrera à partir de 1958, parvient progressivement à ses fins. Après la quête de la coupe d'Espagne en 1957 et 1959 et des deux premières éditions de la Coupe des villes de foires en 1958 (face à une sélection londonienne en finale) et 1960 (face à Birmingham City), les Suárez, Collado Cano, Kubala, Kocsis, Czibor, Eulogio Martínez, Villaverde, Olivella, Gensana, Segarra, Gràcia, Vergés et autres Tejada parviennent à briser la domination du Real sur la scène nationale en remportant le championnat en 1959 et 1960 (à la différence de buts). Mais battu en demi-finale de la coupe d'Europe des clubs champions 1960 par le Real Madrid (1-3, 1-3), le Barça voit son rival remporter un cinquième titre de champion d'Europe.
Les Barcelonais prennent leur revanche l'année suivante en devenant le premier club à éliminer les Merengues en coupe des clubs champions. Kubala, âgé de 34 ans, mène le club en finale, où malgré son statut de favori, il s'incline face au Benfica Lisbonne (3-2) lors d'un match spectaculaire et indécis. Cette cruelle défaite marque profondément le club, qui ne parvient plus à remporter de titre majeur dans la décennie, que ce soit en championnat, où il subit la domination du Real Madrid, que lors des compétitions européennes. Les Blaugranes, qui terminent au sixième rang en Liga en 1963 et 1965, remportent malgré tout la coupe d'Espagne en 1963 et la Coupe des villes de foire en 1966.
En 1968, le FC Barcelone vit une année symbolique forte. C'est d'abord Narcís de Carreras, président nouvellement élu, qui dans son discours en janvier déclare « el Barça es més que un club » en français : « le Barça est plus qu'un club », en référence à l'identité catalane dont le club se pose en porte-drapeau. La sentence devient la devise du club. Quelques mois plus tard, les Barcelonais dirigés par Salvador Artigas, ancien pilote de l'armée républicaine, s'offrent une nouvelle coupe d'Espagne en l'emportant en finale (1-0) sur le Real, à Madrid et devant Franco.

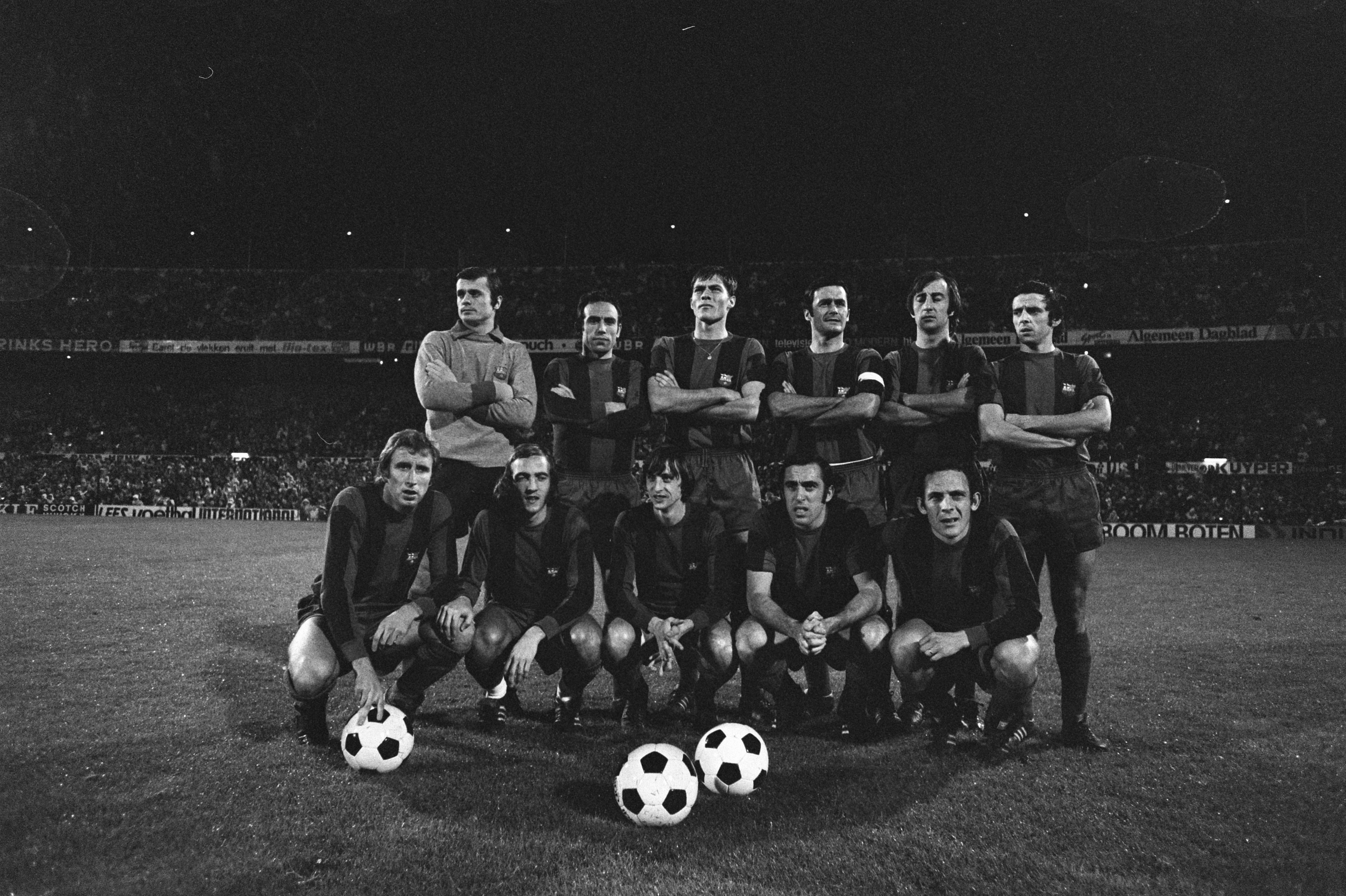
Le Barça Champion d'Espagne en 1974.

Le président suivant, Agustí Montal i Costa, poursuit l'œuvre d'affirmation du catalanisme de son prédécesseur, poussant les limites imposées par la dictature de Franco ce qui conduira à un certain nombre de frictions avec les autorités. Sur le plan sportif, il fait signer en 1971 l'entraîneur néerlandais Rinus Michels, le théoricien du « football total » qui vient de mener l'Ajax Amsterdam à la victoire lors de la Coupe des clubs champions européens 1970-1971. Celui-ci fait venir à l'été 1973 son ancien meneur de jeu Johan Cruijff, vainqueur du Ballon d'or en 1971 et considéré comme le meilleur joueur d'Europe, contre une indemnité de 60 millions de pesetas, un record mondial à l'époque.

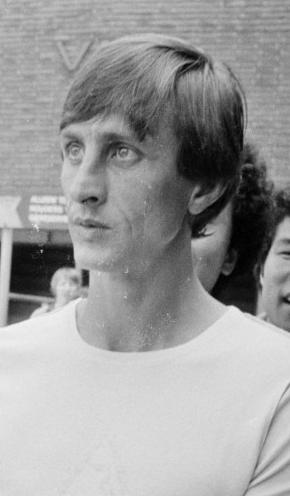
Cruijff en 1982.

La venue de Cruijff à Barcelone suscite un grand émoi chez les supporteurs catalans. Le Néerlandais est d'autant plus apprécié qu'il a déclaré avoir préféré signer pour le Barça plutôt que pour le Real Madrid, parce que celui-ci était soutenu par Franco. Cette prise de position donne une aura extraordinaire à celui que les socis appelleront El Salvador en français : « le Sauveur ». Le club, qui s'apprête à fêter son 75e anniversaire, n'a plus gagné la Liga depuis 1960, ce qui rend la pression populaire énorme. L'équipe barcelonaise ne peut cependant compter sur sa recrue qu'à partir du 28 octobre, pour de sombres problèmes politico-administratifs. L'impact est immédiat : l'équipe, qui compte dans ses rangs Juan Manuel Asensi, Carles Rexach ou encore Hugo Sotil, ne perd alors plus aucun match et remporte finalement le championnat, en signant notamment une écrasante victoire le 17 février 1974 sur le terrain du Real Madrid (5-0). L'aura de Cruijff est encore accrue par son adaptation à la vie catalane, illustrée par sa sélection en équipe de Catalogne en novembre 1973. Ses performances lui valent de remporter le Ballon d'or à deux reprises, en 1973 et 1974, devenant le premier joueur à le remporter trois fois.
Cruijff, dont le niveau se normalise les années suivantes, quitte finalement le Barça en 1978 sur une victoire en Coupe du Roi. Si d'un point de vue sportif le bilan de son passage au Barça est maigre avec deux titres, son talent individuel et son catalanisme assumé lui valent de rester une idole aux yeux des « culers », les supporteurs barcelonais.

### Stabilisation et développement sous la présidence Núñez (1978-2003)
En 1978, quelques mois après la fin du régime franquiste, le processus de démocratisation connu par le pays conduit le club à organiser une élection présidentielle, remportée par Josep Lluís Núñez. Son programme est de porter le club au plus haut niveau mondial, en assurant notamment sa stabilité sur le terrain et en dehors, notamment sur un plan financier. En vingt-deux ans, Núñez se fera fort de conserver ce credo, en s'évertuant à modérer la masse salariale quitte à entraîner le départ des stars de l'équipe.
Pour sa première saison, il voit son équipe remporter sa première compétition européenne de l'UEFA avec la Coupe d'Europe des vainqueurs de coupe. Après avoir écarté les Belges d'Anderlecht, tenants du titre, elle bat les Allemands du Fortuna Düsseldorf en finale, 4-3 après prolongation, à Bâle devant 30 000 supporteurs barcelonais.
Sur les conseils de Cruijff, Núñez inaugure quelques mois plus tard la Masia, le centre de formation du club, installé dans les locaux du siège. Pour autant, les résultats des Barcelonais en Liga restent décevants. Vainqueur en 1981 de la Coupe du Roi, le Barça remporte la saison suivante pour la deuxième fois la Coupe d'Europe des vainqueurs de coupe. Après avoir écarté Tottenham Hotspur en demi-finale, le Barça bat, au Camp Nou, les Belges du Standard de Liège (2-1).

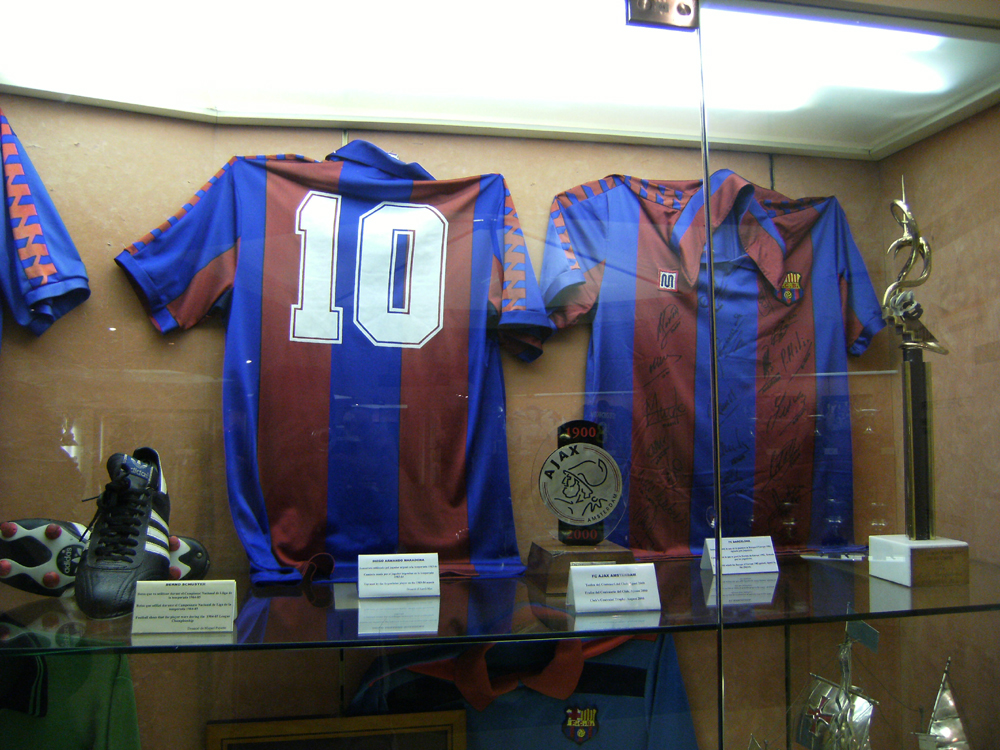
Maillot de Maradona exposé au musée du Barça.

En juin, juste avant la Coupe du monde pour laquelle la capacité du Camp Nou est portée à 120 000 spectateurs, le club annonce le recrutement du meneur de jeu argentin de Boca Juniors, Diego Maradona, contre une indemnité record de 1,2 milliard de pesetas dont le montant provoque une importante polémique. Pour sa première saison, il est le meilleur buteur de l'équipe dirigée par Udo Lattek, avec laquelle il remporte la Coupe du Roi. Agressé par le défenseur de l'Athletic Bilbao Andoni Goikoetxea en septembre 1983, il est arrêté plusieurs mois. Ses frasques, sur et en dehors du terrain, notamment lors de ses retrouvailles avec Bilbao en finale de Coupe du Roi, provoquent finalement son départ en 1984 au SSC Naples.
L'entraîneur anglais Terry Venables, nommé en 1984, mène pour sa première saison le Barça de l'Allemand Bernd Schuster et du capitaine José Ramón Alexanko à la conquête du championnat, onze ans après le dernier titre.
En coupe d'Europe (coupe des vainqueurs de coupe), le club est cependant éliminé, dès le premier tour, par le FC Metz à la surprise générale, surtout après avoir gagné le match aller 4-2 en Lorraine (défaite 4-1 au retour au Nou Camp).
La saison suivante, le club termine deuxième de Liga, est battu en finale de Coupe du Roi, et surtout s'incline de nouveau en finale de la Coupe des clubs champions européens, face au Steaua Bucarest lors de la séance de tirs au but, le gardien roumain Helmuth Duckadam arrêtant les quatre tirs espagnols. Le recrutement du buteur anglais Gary Lineker et du gardien Andoni Zubizarreta ne permet pas à Venables de remporter le titre, ce qui provoque son remplacement par Luis Aragonés. Quelques semaines avant leur victoire en Coupe du Roi face à la Real Sociedad (1-0), les joueurs, menés par un Schuster sur le départ, convoquent une conférence de presse au cours de laquelle ils réclament une augmentation des salaires et le départ du président Núñez,. Cet épisode, connu comme la « mutinerie de l'Hesperia » (en espagnol : el motin del Hesperia), est mal reçu par les supporteurs, qui soutiennent majoritairement les dirigeants.

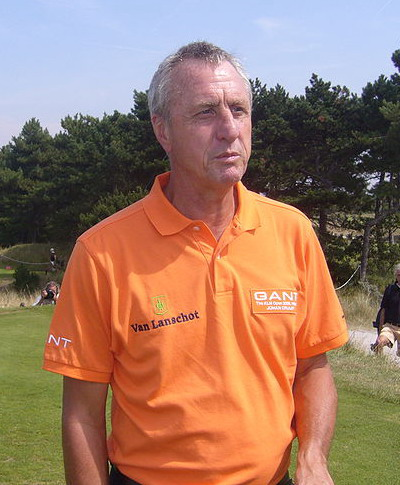
L'entraîneur Johan Cruijff.

En fin de saison, le président Núñez annonce le retour de Johan Cruijff en tant qu'entraîneur, dont l’ambition est de faire revivre le « football total » connu sous l’ère Rinus Michels et à qui il est demandé de renouveler profondément l'effectif. Cruijff construit progressivement une équipe répondant à ses attentes, avec un mélange de joueurs espagnols, en majorité basques ou catalans, comme Josep Guardiola, José Mari Bakero et Txiki Begiristain et de joueurs internationaux de grand talent comme Ronald Koeman, Michael Laudrup, Romário ou Hristo Stoitchkov,.

« La qualité sans les résultats est inutile. Les résultats sans la qualité sont ennuyeux. »

— Johan Cruijff
Le Barça bat la Sampdoria en finale de la Coupe d'Europe des vainqueurs de coupe en 1989, puis remporte la Coupe du Roi devant le Real Madrid la saison suivante, au cours de laquelle le mandat du Néerlandais paraît menacé. Les résultats arrivent lors de la saison 1990-1991, au cours de laquelle Cruijff est victime d'un infarctus, quelques mois avant que son équipe ne remporte finalement son premier titre de champion et mette ainsi fin à l'hégémonie de la « Quinta del Buitre » du Real sur le football espagnol. La Dream Team, référence à l'imbattable sélection américaine de basket-ball, est en place : elle conserve son titre de champion la saison suivante puis remporte à Wembley, face à la Sampdoria encore, sa première Coupe des clubs champions européens (1-0 a.p.). Vainqueur dans la foulée de la Supercoupe de l'UEFA puis de deux nouveaux titres de champion, le Barça pratique un football spectaculaire qui fait l'admiration des observateurs.
| Zubizarreta (C) Juan Carlos Koeman Nando Ferrer Bakero Eusebio Guardiola Laudrup Salinas Stoitchkov |
| Onze initial en finale de la Coupe d'Europe 1991-1992 à Wembley.                                    |
| Zubizarreta (C) Juan Carlos Koeman Nando Ferrer Bakero Eusebio Guardiola Laudrup Salinas Stoitchkov |

Avec Cruyff le Barça gagne 4 Liga consécutives, dont 3 arraché a la dernière journée alors que le club est chaque fois second et dépendant du résultat du premier, en 1992 le Real s'incline a la surprise général 3-2 sur la pelouse de Tenerife après avoir mené 0-2, la saison suivante exactement le même scénario a la 38e le Real se déplace a Tenerife ou il s'incline 2-0. En 1993-1994, le Deportivo La Corogne reçoit le FC Valence pour le compte de la dernière journée et peut devenir champion en cas de victoire, alors que le score est toujours de 0-0, le club galicien obtient un penalty à la fin du temps réglementaire, qui peut sceller le sort du match ainsi que celui de la course au titre. Bebeto, star incontestée du Deportivo et tireur habituel des pénaltys en l'absence de Donato, refuse de prendre cette responsabilité. Miroslav Đukić s'en charge à sa place, et le manque. Quelques minutes plus tard, le FC Barcelone est sacré champion d'Espagne à la différence de buts.
La sévère défaite en finale de la Ligue des champions en 1994 face au Milan AC (4-0) marque la fin de cette glorieuse génération.
Avec onze trophées en huit saisons, Cruijff est alors l'entraîneur le plus titré de l'histoire du club, et celui qui est resté le plus longtemps en poste. Cependant, après deux dernières saisons sans titre et des désaccords de plus en plus marqués avec le président Núñez, Cruijff quitte le club en 1996.

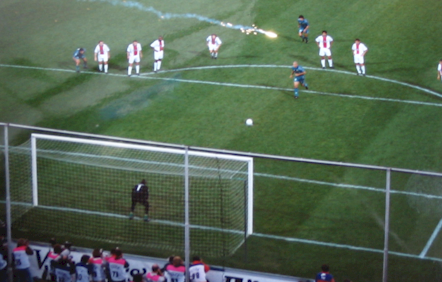
But de Ronaldo en finale de Coupe des Coupes face au PSG, en 1997.

Le Néerlandais est remplacé par l'Anglais Bobby Robson, qui fait venir Ronaldo du PSV et réalise le triplé des Coupes dès sa première saison en remportant Coupe du Roi, supercoupe d'Espagne et Coupe d'Europe des vainqueurs de coupe, la troisième au palmarès des Catalans, face au Paris SG (1-0). Malgré ces bons résultats, le style de jeu « pragmatique » de son équipe ne lui permet pas de faire oublier son prédécesseur, d'autant que les dirigeants se sont accordés depuis plusieurs mois avec Louis van Gaal, jeune entraîneur ayant mené l'Ajax Amsterdam à la conquête de l'Europe.
Malgré le départ de Ronaldo, Van Gaal dispose d'une équipe brillante et offensive composée de Luís Figo, Luis Enrique et Rivaldo, bientôt rejoints par son ancien attaquant Patrick Kluivert. Le Néerlandais réalise pour sa première saison le doublé Coupe du Roi-championnat. Cette même année, le président Núñez doit faire face à une motion de censure connue comme l'« Elefant Blau », conduite par Lluís Bassat et Joan Laporta, en réaction au licenciement de Johan Cruijff et à l'augmentation des dettes du club. En 1999, le club fête son centenaire en conservant son titre de champion, tandis que Rivaldo devient le quatrième joueur du Barça à remporter le Ballon d'or. Pourtant, la décevante saison 1999-2000, où le club perd son titre et est éliminé par le Valence CF en demi-finale de la Ligue des champions, provoque le départ de Van Gaal, puis du président Núñez, démissionnaire et affaibli par les divisions symbolisées par le mouvement Elefant Blau.
Lluis Bassat prend la tête de la liste d’opposition, mais c’est finalement Joan Gaspart, vice-président de Núñez, qui est élu. Gaspart nomme Lorenzo Serra Ferrer entraîneur de l'équipe première. Le club se sépare de sa star et capitaine Luís Figo, cédé au Real Madrid pour 61 millions d'euros, un record mondial à l'époque, à la grande colère des supporteurs. Le Barça termine à une décevante quatrième place en championnat. Josep Guardiola quitte le club, remplacé par le jeune Catalan Xavi Hernández.
Malgré le recrutement de nombreux joueurs sud-américains, la saison 2001-2002 n'est pas plus réussie que la précédente, tandis que la suivante voit le Barça terminer à une piètre sixième place, se qualifiant seulement lors de la dernière journée pour la Coupe UEFA. Face à un bilan sportif et financier désastreux, Joan Gaspart démissionne finalement.

### L'âge d'or (2003-2017)

#### Les années Rijkaard (2003-2008)

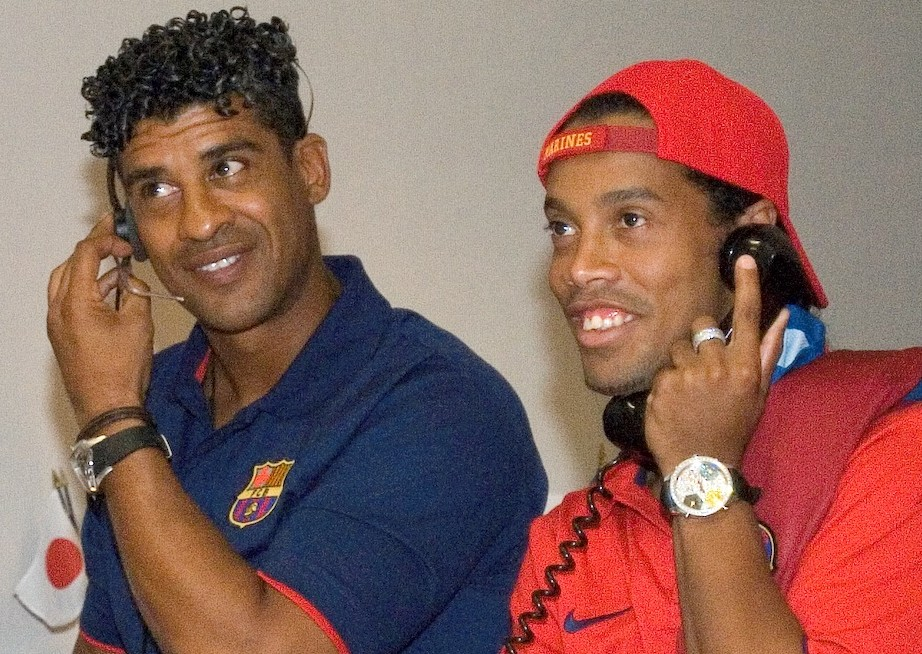
Rijkaard et Ronaldinho.

Opposé à son ancien associé Luis Bassat, Joan Laporta, secondé par Sandro Rosell, remporte les élections présidentielles à la surprise des observateurs. Conseillé par Johan Cruijff, le nouveau président nomme Frank Rijkaard comme entraîneur pour la saison 2003-2004 et fait venir l'attaquant brésilien Ronaldinho. Rijkaard cherche à mettre en place un jeu ambitieux, mélangeant le football total de Cruijff et l'art du pressing de son ancien entraîneur Arrigo Sacchi. Après une première moitié de saison décevante, son poste est menacé, mais le prêt d'Edgar Davids permet à l'équipe de trouver un certain équilibre et de remonter finalement à la deuxième place en championnat.
| Valdés Oleguer Márquez Puyol (C) Van Bronckhorst Deco Edmílson van Bommel Ronaldinho Giuly Eto'o |
| Onze initial en finale de la Ligue des champions 2005-2006 au Stade de France.                   |
| Valdés Oleguer Márquez Puyol (C) Van Bronckhorst Deco Edmílson van Bommel Ronaldinho Giuly Eto'o |

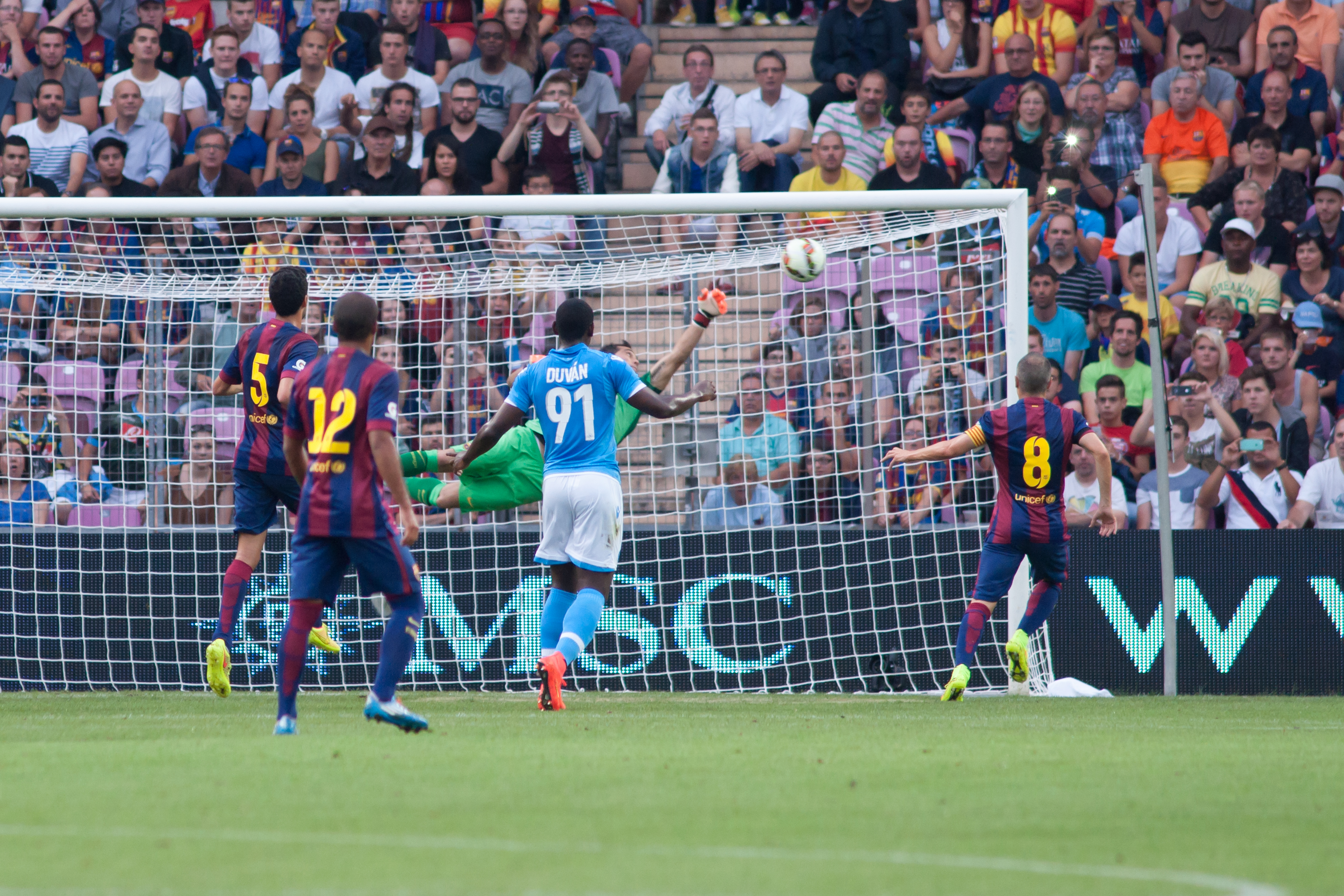
Les joueurs lors d'un match du Barça en 2014.

Efficacement renforcés la saison suivante, notamment par les arrivées de Deco et d'Eto'o, les Barcelonais dominent de bout en bout le championnat, qu'ils remportent brillamment après six saisons sans succès. Malgré un début de saison difficile, l'équipe, renforcée par l'éclosion de Lionel Messi, conserve son titre la saison suivante avec douze points d'avance sur le rival madrilène. Le FC Barcelone réussit même le doublé en remportant pour la deuxième fois de son histoire la Ligue des champions au Stade de France face aux Anglais d'Arsenal (2-1).
Au début de la saison suivante, l'équipe de Rijkaard remporte sa septième supercoupe d'Espagne face à l'Espanyol Barcelone et égale au passage le record détenu par le Real Madrid de victoires dans cette compétition. En supercoupe de l'UEFA, les Barcelonais s'inclinent contre Séville FC, vainqueur de la coupe UEFA, puis sont éliminés dès les huitièmes de finale de la Ligue des champions contre le FC Liverpool. En championnat, le Barça est longtemps en tête mais perd en fin de saison des points importants, ce qui permet au club madrilène de remporter finalement la Liga à la faveur d'une meilleure différence de buts dans les confrontations directes (2-0 et 3-3). Handicapé par le niveau déclinant de ses joueurs majeurs, le Barça connaît une saison 2007-2008 décevante : éliminés en demi-finale de Ligue des champions par Manchester United, les Blaugranes ne terminent qu'au troisième rang en Liga. Frank Rijkaard est finalement limogé par le président Laporta, et remplacé par Josep Guardiola, 37 ans, capitaine emblématique du club sous l'ère Johan Cruijff.

#### L'ère Guardiola (2008-2012)
| Valdés Puyol (C) Touré Piqué Sylvinho Xavi Busquets Iniesta Henry Messi Eto'o |
| Onze initial en finale de la Ligue des champions 2008-2009 à Rome.            |
| Valdés Puyol (C) Touré Piqué Sylvinho Xavi Busquets Iniesta Henry Messi Eto'o |

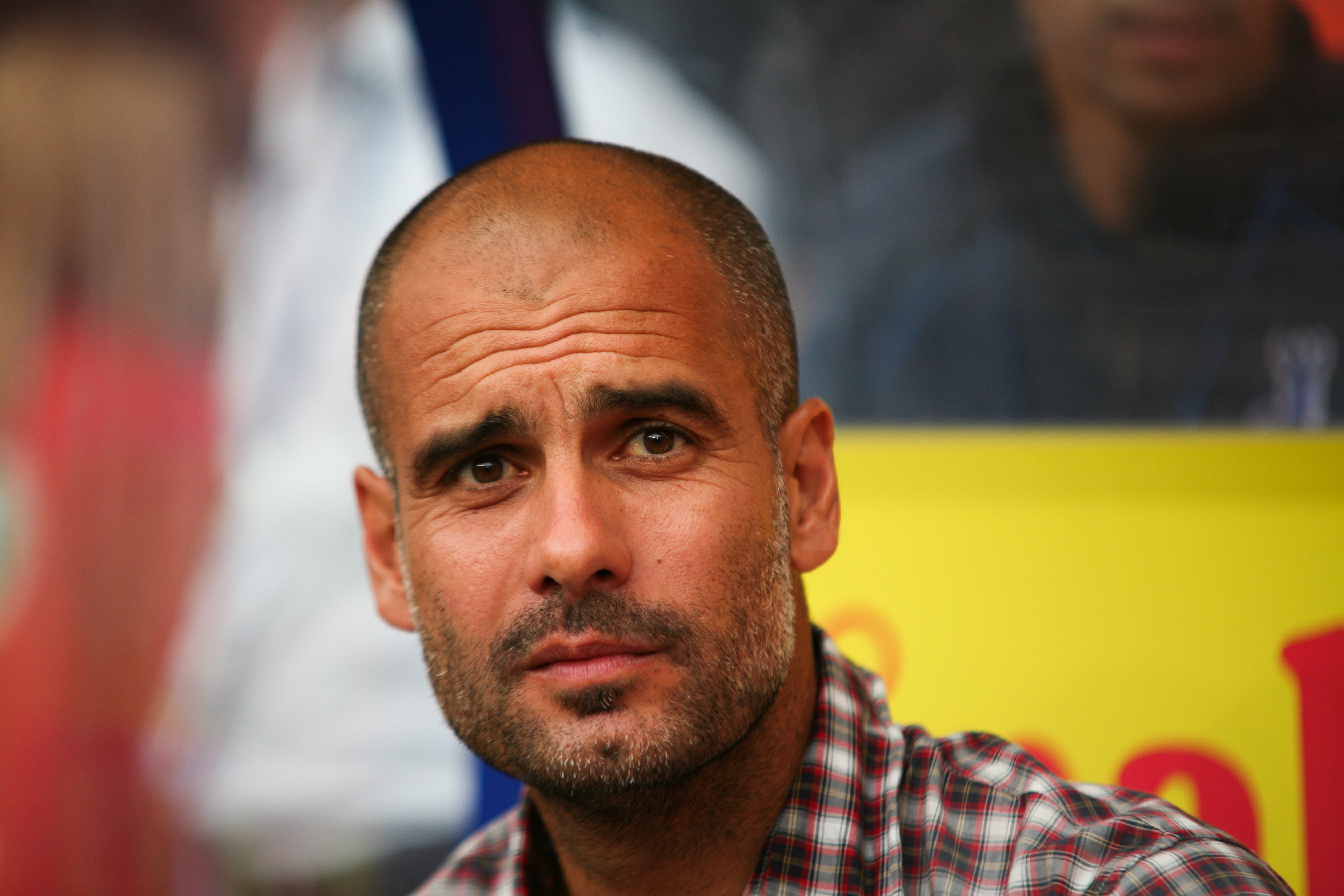
Josep Guardiola, entraîneur entre 2008 et 2012.

À son arrivée, Guardiola se sépare de Deco et Ronaldinho mais conserve le schéma de jeu de son prédécesseur, en imposant aux joueurs une discipline de fer,. Après deux matchs inauguraux sans victoire, son équipe enchaîne onze succès de rang en Liga. Guardiola mène finalement le club barcelonais dès sa première saison à un retentissant triplé Coupe du Roi-championnat-Ligue des champions, grâce à une victoire le 27 mai 2009 face à Manchester United (2-0). Cette performance est une première dans l'histoire du football espagnol. Tout au long de la saison, Pep remet au goût du jour le « football total », alliant pressing, engagement, récupération et fluidité.

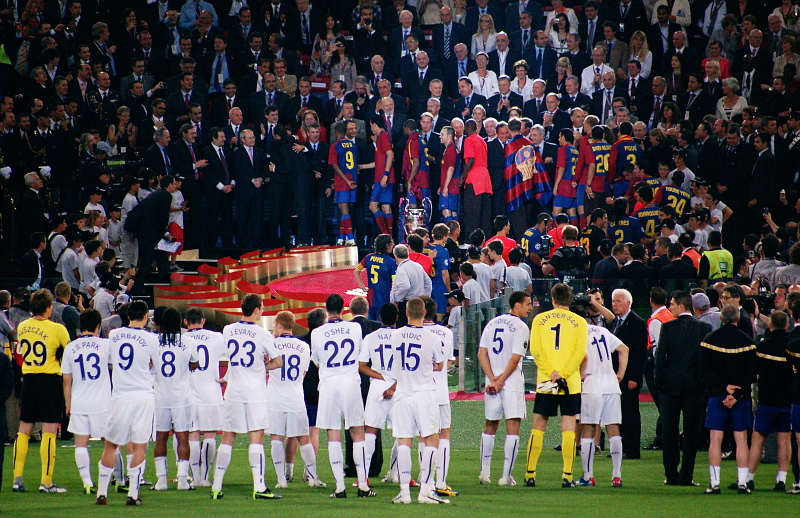
Les Barcelonais après la finale de la Ligue des champions 2009.

En 2009, le Barça crée la sensation en recrutant l'attaquant suédois de l'Inter Milan Zlatan Ibrahimović, pour un montant record de 46 millions d'euros plus le transfert de Samuel Eto'o. Vainqueur de la supercoupe d'Espagne et de la Supercoupe d'Europe, contre respectivement l'Athletic Bilbao et le FC Shakhtar Donetsk, le Barça remporte enfin la Coupe du monde des clubs le 19 décembre en battant Estudiantes de La Plata (2-1 a.p.), son sixième titre de l'année 2009, ce qui constitue une première dans l'histoire du football. L'attaquant Lionel Messi remporte logiquement le Ballon d'or 2009.
Éliminé par l'Inter Milan en demi-finale de la Ligue des champions début 2010, le Barça conserve sa couronne nationale avec un record de 99 points. Malgré ce succès le départ d'Ibrahimović est engagé et le club recrute l'attaquant international espagnol David Villa pour 40 millions d'euros. Un mois plus tard, l'Espagne remporte la finale de la Coupe du monde avec sept joueurs du Barça dans le onze initial, dont six formés à La Masía.
| Valdés Alves Mascherano Piqué Abidal Xavi (C) Busquets Iniesta Pedro Villa Messi |
| Onze initial en finale de la Ligue des champions 2010-2011 à Wembley.            |
| Valdés Alves Mascherano Piqué Abidal Xavi (C) Busquets Iniesta Pedro Villa Messi |

Le Barça commence la saison 2010-2011 en remportant une nouvelle supercoupe d'Espagne. Le 6 décembre, la FIFA et France Football annoncent que les trois finalistes du Ballon d'or 2010 sont Andrés Iniesta, Xavi Hernández et Lionel Messi, tous trois formés dans le centre de formation de la Masía, une première dans l'histoire du trophée. Messi remporte finalement son second Ballon d'or consécutif. Sur le terrain, le club réalise une série record de seize victoires d'affilée en championnat, dont une manita (un succès par cinq buts à zéro) sur le Real Madrid, qui lui permet de remporter finalement un vingt-et-unième titre de champion d'Espagne. L'équipe catalane remporte ensuite sa quatrième Ligue des champions en battant une nouvelle fois en finale Manchester United (3-1). Il s'agit du dixième trophée de l'ère Guardiola. La beauté du jeu déployé, la facilité avec laquelle l'équipe vient à bout de la plupart de ses adversaires, les trophées remportés et le talent de ses joueurs font du Barça de Pep Guardiola l'une des formations emblématiques de l'histoire du club. Symbole de l'importance qu'il accorde aux joueurs formés au club, Pep Guardiola fait débuter en équipe première dix-huit joueurs de la réserve en trois saisons,.
La saison suivante voit l'arrivée au club d'Alexis Sánchez et le retour de Cesc Fàbregas, qui contribuent aux nouveaux succès de l'équipe en Supercoupe d'Espagne face au Real Madrid, la Supercoupe d'Europe face au FC Porto et la Coupe du monde des clubs face au Santos FC. En finale de la Coupe du monde des clubs, Pep Guardiola aligne neuf joueurs formés au club dans le onze initial. En janvier 2012, Lionel Messi remporte le Ballon d'or 2011, son troisième consécutif. Deuxième du championnat derrière le Real Madrid, le Barça gagne la Coupe du Roi face à l'Athletic Bilbao. Cette victoire, obtenue lors du dernier match de Guardiola en tant qu'entraîneur, est le quatorzième et dernier titre obtenu sous sa direction.

#### Période de transition après le départ de Guardiola (2012-2014)

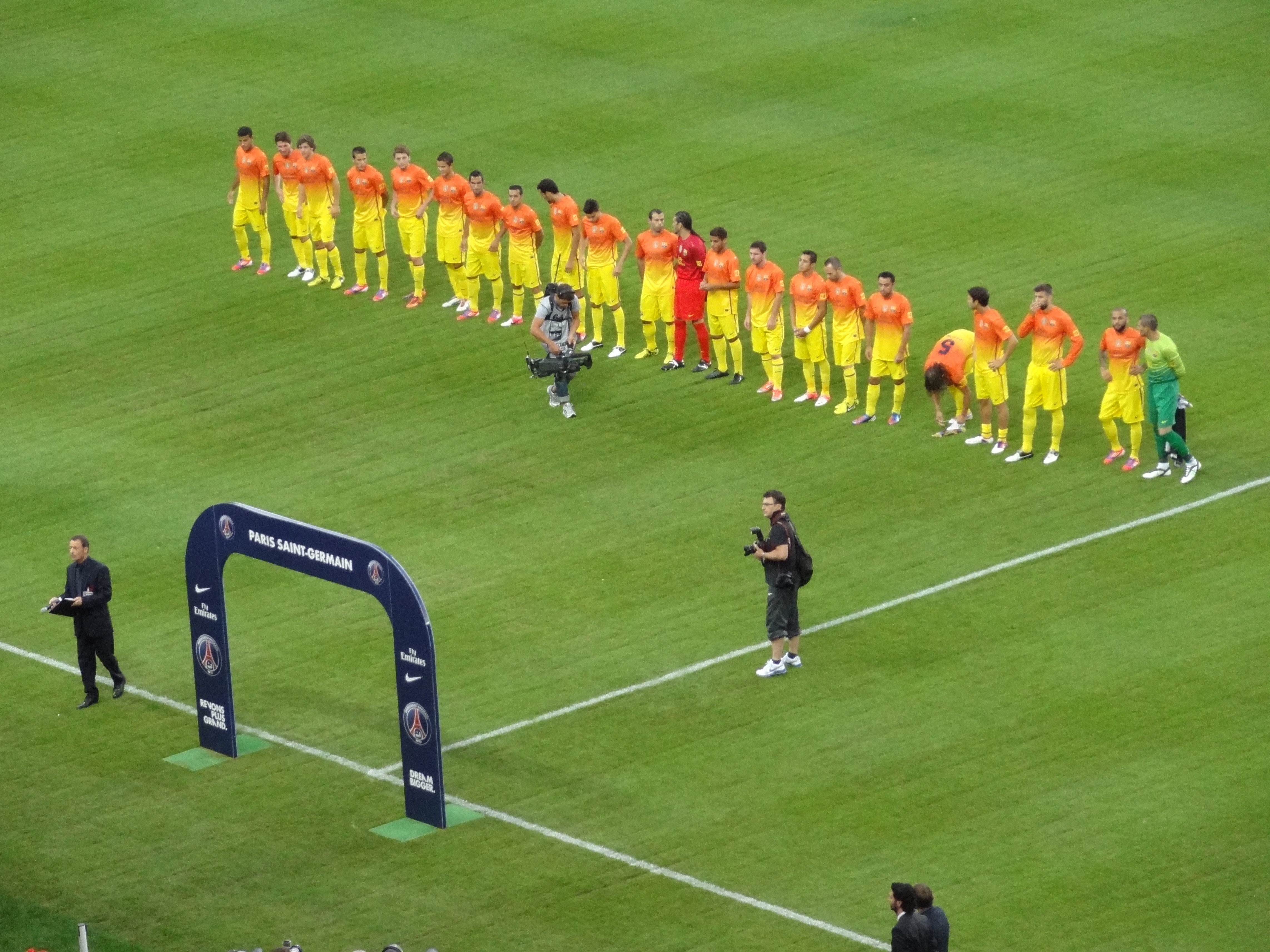
L'équipe du Barca lors de la saison 2012-2013 en déplacement au Parc des Princes à Paris.

Remplacé en 2012-2013 par son adjoint Tito Vilanova, le Barça voit Messi gagner pour la quatrième fois le Ballon d'or avant de remporter un titre en championnat en obtenant un total record de 100 points, à égalité avec le Real Madrid de 2011-2012. Le FC Barcelone est éliminé en demi-finale de la Ligue des champions par le futur vainqueur, le Bayern Munich, 7 à 0 sur l'ensemble des deux matchs.
La saison 2013-2014 débute avec l'arrivée de Gerardo Martino à la suite d'une détérioration de l'état de santé de Tito Vilanova. Le club achète Neymar à un prix estimé à 57 millions d'euros puis vend Thiago Alcántara au Bayern Munich et David Villa à l'Atlético Madrid. Il débute avec un succès en Supercoupe d'Espagne face à l'Atlético Madrid sur le score de deux buts à un sur les deux matchs. Ce trophée est le seul remporté lors de cette saison. Les Blaugranes sont éliminés de la Ligue des champions en quart de finale par l'Atlético Madrid, perdent la Coupe du Roi en finale face au Real Madrid et terminent deuxième du championnat derrière l'Atlético. Le club est également victime de problèmes internes. Les polémiques à propos du montant du transfert de Neymar, provoquant la démission de Sandro Rosell et l'arrivée de Josep Bartomeu,. La fin de saison est marquée par l'annonce de la retraite de Carles Puyol et la mort de Tito Vilanova.

#### Les années Enrique (2014-2017)
La saison 2014-2015 est marquée par la profonde rénovation de l'effectif avec le départ de joueurs tels que Cesc Fàbregas ou Alexis Sánchez et les arrivées de Luis Suárez (75 M€) et Ivan Rakitić. Pour des infractions concernant le transfert international de joueurs mineurs, le club est sanctionné par la FIFA en avril 2014 et se voit interdit de recrutement pendant les deux périodes de transfert suivantes. Il fait appel de cette sanction mais en décembre 2014, le tribunal arbitral du sport confirme la sanction en appel, ce qui entraîne pour le club une impossibilité de réaliser des transferts avant 2016.
| ter Stegen Alves Mascherano Piqué Alba Rakitić Busquets Iniesta (C) Neymar Messi Suárez |
| Onze initial en finale de la Ligue des champions 2014-2015 à Berlin.                    |
| ter Stegen Alves Mascherano Piqué Alba Rakitić Busquets Iniesta (C) Neymar Messi Suárez |

Le 12 mai 2015, Barcelone élimine le Bayern Munich de Pep Guardiola et se qualifie pour sa huitième finale de Ligue des champions. Quelques jours après, le 17 mai, Barcelone est sacré champion d'Espagne pour la 23e fois. Le 30 mai, Barcelone gagne sa 27e Coupe du Roi face à l'Athletic Bilbao. Le 6 juin, à Berlin, le club catalan remporte sa cinquième Ligue des champions sur le score de 3 à 1 face à la Juventus. C'est le deuxième triplé Championnat-Coupe-Ligue des champions après celui de 2009. Le club catalan gagne également la Supercoupe de l'UEFA et la Coupe du monde des clubs de la FIFA.
Lors de la saison 2015-2016, le FC Barcelone gagne à nouveau le championnat d'Espagne ainsi que la Coupe du Roi mais est éliminé de la Ligue des champions en quart de finale par l'Atlético Madrid futur finaliste.
La saison 2016-2017 commence avec une victoire en Supercoupe d'Espagne face au FC Séville. Le club connait une saison en demi-teinte. Après avoir réalisé l'exploit d'éliminer le Paris Saint-Germain en huitième de finale alors que le club parisien l'avait emporté quatre buts à zéro à l'aller, grâce à une victoire six buts à un au Camp Nou, il est éliminé au tour suivant par la Juventus en quart de finale. L'équipe termine deuxième de Liga derrière son rival le Real Madrid mais remporte néanmoins la Coupe du Roi en finale face au Deportivo Alavés.

### Fin de cycle et perte du statue de leadership européen (2017-2024)

#### Les années Valverde et le fiasco Setién (2017-2020)
Durant l'été, le club commence la saison 2017-2018 par deux défaites en finale de Supercoupe d'Espagne face au Real Madrid. Néanmoins, il réalise un excellent début de saison, enchainant sept victoires consécutives en Liga et terminant premier de son groupe en Ligue des champions devant la Juventus. En huitièmes de finale, le club élimine Chelsea (1-1, 3-0) mais va connaitre une grosse désillusion en quarts. Contre l'AS Rome, le Barça l'emporte 4-1 au Camp Nou lors du match aller avant de sombrer 3-0 au retour dans la capitale italienne. Le club est éliminé dès les quarts de finale pour la troisième saison successive, mais réalise sur le plan national un doublé en remportant la Coupe d'Espagne et le Championnat d'Espagne. Il bat, au cours de cette saison, le record d'invincibilité en Liga du Real Sociedad, record datant de 1980, avec 43 matchs sans défaite. La série s'interrompt face au Levante UD sur une défaite cinq buts à quatre.
Lors de la saison 2018-2019, Barcelone remporte la Supercoupe face à Séville. Le club retrouve son rival madrilène en demi finale de la Coupe du Roi (1-1 ; 3-0) et se qualifie pour la finale. Enfin, en championnat, le club s'impose une nouvelle fois (0-1) et passe devant au nombre de victoires entre les deux équipes. Le 6 avril 2019, Lionel Messi devient le recordman des victoires en Liga. Le 27 avril, après une victoire 1-0 face à Levante UD, Barcelone devient Champion d'Espagne pour la 26e fois de son histoire. C'est le huitième titre de champion du Barça en 11 ans. Cependant, le club essuie une nouvelle désillusion européenne, lors des demi-finales de la Ligue des champions. Vainqueurs 3-0 à l'aller le club catalan perd 0-4 à Anfield face au Liverpool FC et laisse le club de la Mersey se qualifier pour sa seconde finale d'affilée. Le FC Barcelone échoue ensuite en finale de Coupe du Roi face à Valence sur le score de 1-2. Malgré cette défaite, Valverde est maintenu à son poste d'entraîneur. Après un début de championnat en demi-teinte malgré une qualification facile en Coupe d'Europe, puis une défaite face à l'Atlético de Madrid en demi-finale de la Supercoupe d'Espagne, Valverde est limogé le 13 janvier 2020, Il est remplacé par Quique Setién.
L’entraîneur débute par une victoire 1 à 0 face à Grenade CF (20e journée du championnat d'Espagne) où il fait jouer le jeune Riqui Puig. En huitième de finale de la Ligue des Champions, le club arrache le match nul sur la pelouse de Naples.
Le 16 juillet 2020, le Barça encaisse un but à la toute dernière minute, Roberto Torres ayant inscrit le but de la victoire pour son équipe CA Osasuna, mais offre aussi le titre au Real, le FC Barcelone perd ainsi 2-1 à domicile mais aussi son titre pour la première fois depuis 2017.
Le 14 août 2020, le Barça s'incline 8 buts à 2 face au Bayern Munich en quart de finale de la Ligue des Champions. Quique Setién et le directeur sportif Éric Abidal sont limogés et remplacés respectivement par Ronald Koeman et Ramón Planes.

#### L'échec de Ronald Koeman (2020 - 2021) et départ de Lionel Messi (2021)
Le 19 août 2020, le club annonce l'arrivée de l'entraîneur Ronald Koeman, ancien joueur de la Dream Team de Johan Cruyff. Mais le début de saison devient rapidement très compliqué car Lionel Messi annonce dès la fin du mois d'août qu'il veut partir. Finalement, l'argentin reste pour la saison 2020-2021. En parallèle, le président Josep Maria Bartomeu démissionne. Les socios sont alors convoqués pour élire un nouveau président le 7 mars 2021. C'est Joan Laporta qui fait son retour, après un premier passage entre 2003 et 2010.
Le club est éliminé en 1/8 de finale de la Ligue des Champions par le Paris Saint-Germain le 10 mars (1-4, 1-1). C'est la première fois qu'il sort à ce stade de la compétition depuis 2007.
Le 17 avril 2021, le club remporte sa 31e Copa del Rey après une victoire écrasante 4-0 contre l'Athletic Club Bilbao au stade de la Cartuja à Séville.
Petit à petit, le nouveau projet de reconstruction du club semble se dessiner. Mais, le 5 août 2021, le club annonce que sa plus grande légende Lionel Messi, après 17 ans sous le maillot blaugrana, avec 672 buts en 778 matchs, ne renouvellera pas son contrat au sein du FC Barcelone pour la saison 2021-2022. Le club justifie ce départ en « raison d'obstacles économiques et structurels »
Le début de saison 2021-2022 est très compliqué pour le FCB malgré le recrutement de Memphis Depay et de Sergio Agüero. En LaLiga, il est 9e au 6 novembre (après le nul contre le Celta Vigo 3-3) avec 17 points (4 victoires, 5 nuls et 3 défaites) en 12 matches, loin derrière la Real Sociedad 1re avec 28 points. Le mercredi 27 octobre, après la défaite contre le Rayo Vallecano le club annonce le licenciement de Ronald Koeman. En attendant un nouvel entraineur, Sergi Barjuan assura l’intérim. Le 6 novembre, le Barça annonce l'arrivée de Xavi au poste d'entraineur. Sa présentation s'est déroulée le mardi 9 novembre 2021 au Camp Nou.
Les années contrastés de Xavi (2021-2024)
Lors de la saison 2022-2023, le FC Barcelone de Xavi remporte le Championnat d'Espagne.
Le 15 janvier 2024, Xavi perd en finale avec le Barça la quatorzième Supercoupe d'Espagne de l'histoire du club 4-1 face au Real.

### L'arrivée d'une nouvelle générationBlaugrana(depuis 2024)
Progressivement depuis 2024, le Barça connait un renouvellement progressif symbole d'une transition générationel de son effectif et de ses cadres titulaire avec l'arrivée d'une nouvelle génération formés à La Masia, comme Lamine Yamal, Ansu Fati, Gavi, Pau Cubarsi. Mais avec l'arrivée également de talents plus au moins jeunes et expérimentés ces quelques dernières années comme Dani Olmo, Ronald Araújo, Raphinha et Jules Koundé et Pedri s'ajoute à cela la présence de Robert Lewandowski comme figure plus âgé qui apporte toute son experience et l'arrivé de Hansi Flick au poste d'entraîneur.

## Palmarès

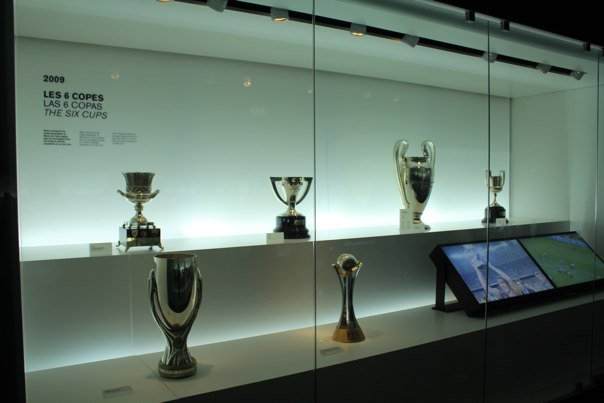
Les trophées du « sextuplé » de 2009 exposés au musée du club.

Si le FC Barcelone est considéré, avec 102 trophées (80 nationaux et 22 internationaux), comme le club le plus titré d'Espagne devant le Real Madrid, le nombre total de titres accumulés par le club blaugrana reste sujet à discussion. Plus précisément, ce débat porte d'abord sur la Coupe du Roi actuelle. Elle a été créée en 1902 alors que la RFEF a été fondée en 1909 ou 1913, selon des opinions divergentes. Ainsi, il peut y avoir jusqu'à treize éditions organisées par des fédérations régionales ce qui ne fait pas office de titres officiels en Espagne ainsi ne pourront pas être comptabilisés aux palmarès du club. Aussi, le débat porte sur le caractère officiel de la Coupe Eva Duarte, ancêtre de la Supercoupe d'Espagne.

### Compétitions nationales et internationales
| Compétitions nationales | Compétitions internationales |
| --- | --- |
| Compétitions actuelles - Championnat d'Espagne (28) - Champion : 1929, 1945, 1948, 1949, 1952, 1953, 1959, 1960, 1974, 1985, 1991, 1992, 1993, 1994, 1998, 1999, 2005, 2006, 2009, 2010, 2011, 2013, 2015, 2016, 2018, 2019, 2023 et 2025. - Vice-champion : 1930, 1946, 1954, 1955, 1956, 1962, 1964, 1967, 1968, 1971, 1973, 1976, 1977, 1978, 1982, 1986, 1987, 1989, 1997, 2000, 2004, 2007, 2012, 2014, 2017, 2020, 2022 et 2024. - Coupe d'Espagne (32) - Vainqueur : 1910, 1912, 1913, 1920, 1922, 1925, 1926, 1928, 1942, 1951, 1952, 1953, 1957, 1959, 1963, 1968, 1971, 1978, 1981, 1983, 1988, 1990, 1997, 1998, 2009, 2012, 2015, 2016, 2017, 2018, 2021 et 2025. - Finaliste : 1902, 1919, 1932, 1936, 1954, 1974, 1984, 1986, 1996, 2011, 2014 et 2019. - Supercoupe d'Espagne (15) - Vainqueur : 1983, 1991, 1992, 1994, 1996, 2005, 2006, 2009, 2010, 2011, 2013, 2016, 2018, 2023 et 2025. - Finaliste : 1985, 1988, 1990, 1993, 1997, 1998, 1999, 2012, 2015, 2017, 2021 et 2024. Anciennes compétitions - Coupe de la Ligue (de 1983 à 1986) (2) - Vainqueur : 1983 et 1986. - Coupe Eva Duarte (de 1947 à 1953) (3) - Vainqueur : 1948, 1952 et 1953. - Finaliste : 1949 et 1951. - Copa de Oro Argentina (de 1945 à 1946) (1) - Vainqueur : 1945. | Compétitions actuelles - Ligue des champions (5) - Vainqueur : 1992, 2006, 2009, 2011 et 2015 - Finaliste : 1961, 1986 et 1994. - Coupe du monde des clubs (3) - Vainqueur : 2009, 2011 et 2015. - Finaliste : 2006. - Supercoupe de l'UEFA (5) - Vainqueur : 1992, 1997, 2009, 2011 et 2015. - Finaliste : 1979, 1982, 1989 et 2006. Anciennes compétitions - Coupe intercontinentale (de 1960 à 2004) - Finaliste : 1992. - Coupe d'Europe des vainqueurs de coupe (de 1960 à 1999) (4) - Vainqueur : 1979, 1982, 1989 et 1997. - Finaliste : 1969 et 1991. - Coupe des villes de foires (de 1955 à 1971) (3) - Vainqueur : 1958, 1960 et 1966. - Finaliste : 1962. - Coupe Latine (de 1949 à 1957) (2) - Vainqueur : 1949 et 1952. |

### Compétitions catalanes
Avant la création du championnat d'Espagne en 1928, le Barça dispute comme compétition régulière le Championnat de Catalogne, dont la Coupe Macaya (remportée en 1902) et la Copa Barcelona (remportée en 1903) sont les précurseurs. De 1904 à 1940, les Blaugranes remportent le championnat à 21 reprises (1905, 1909, 1910, 1911, 1913, 1916, 1919, 1920, 1921, 1922, 1924, 1925, 1926, 1927, 1928, 1930, 1931, 1932, 1935, 1936 et 1938), loin devant les onze couronnes de l'Espanyol de Barcelone.
En 1984, une nouvelle compétition catalane est créée, la Copa Generalitat, qui s'ouvre aux clubs professionnels en 1990. Le Barça la remporte d'abord en 1991 et 1993, puis en 2000, 2004, 2005 et 2007 après qu'elle a été renommée officiellement Coupe de Catalogne. En 2014, le club remporte la première édition de la Supercoupe de Catalogne face à l'Espanyol Barcelone.

### Trophées amicaux
Le Barça a remporté en outre de nombreux tournois amicaux, disputé généralement en préparation de pré-saison. Le plus emblématique d'entre eux est le Trophée Joan Gamper, que le club organise chaque année en hommage à son fondateur et qu'il a remporté à 44 reprises. Plus tôt, les Blaugranes organisaient également la Coupe Martini Rossi dont ils remportent les six éditions de 1948 à 1953.
Historiquement, le premier tournoi amical de prestige auquel le club catalan participe est la Coupe des Pyrénées, dont il remporte les quatre premières éditions entre 1910 et 1913.
Parmi les classiques espagnols, le club enlève le Trophée Ramón de Carranza en 1961, 1962 et 2005, le Trophée Semana del Sol-Ciudad de Marbella en 1993 et cinq éditions du Trophée Teresa-Herrera en 1948, 1951, 1972, 1990 et 1993.
Enfin, au niveau international, on peut considérer comme notables les victoires en Pequeña Copa del Mundo en 1957, en Coupe Mohamed V en 1969, ou plus récemment au Tournoi d'Amsterdam en 2000, en Saitama City Cup en 2005, en Audi Cup (devenue Trophée Franz Beckenbauer) en 2007 et 2011.

### Trophées individuels
| Meilleurs joueurs | Meilleurs buteurs | Meilleurs gardiens de but |
| --- | --- | --- |
| Ballon d'or (12), : - Luis Suárez (1960) - Johan Cruyff (1973 et 1974) - Hristo Stoitchkov (1994) - Rivaldo (1999) - Ronaldinho (2005) - Lionel Messi (2009, 2010, 2011, 2012, 2015 et 2019) Joueur FIFA de l'année (11) : - Romário (1994) - Ronaldo (1996) - Rivaldo (1999) - Ronaldinho (2004 et 2005) - Lionel Messi (2009, 2010, 2011, 2012, 2015, 2019) | Soulier d'or européen (meilleur buteur d'Europe) (8) : - Ronaldo (1997) - Lionel Messi (2010, 2012, 2013, 2017, 2018 et 2019) - Luis Suárez (2016) Pichichi (meilleur buteur de Liga) (21) : - Mariano Martín (1943) - César (1949) - Cayetano Ré (1965) - Carles Rexach (1971) - Hans Krankl (1979) - Quini (1981 et 1982) - Romário (1994) - Ronaldo (1997) - Samuel Eto'o (2005, 2006) - Lionel Messi (2010, 2012, 2013, 2017, 2018, 2019, 2020 et 2021) - Luis Suárez (2016) - Robert Lewandowski (2023) | Trophée Zamora (meilleur gardien de Liga) (21) : - Velasco (1948) - Ramallets (1952, 1956, 1957, 1959 et 1960) - José Pesudo (1966) - Sadurní (1969, 1974 et 1975) - Miguel Reina (1973) - Artola (1978) - Urruti (1984) - Andoni Zubizarreta (1987) - Víctor Valdés (2005, 2009, 2010, 2011 et 2012) - Claudio Bravo (2015) - Marc-André ter Stegen (2023) |

### Records détenus par le club
Parmi les records détenus par le club, les suivants sont représentatifs de sa dimension sportive :
- en 2009, le FC Barcelone remporte six compétitions majeures en une seule année, un exploit inédit au plus haut niveau du football mondial[112], avec la Ligue des champions, le championnat d'Espagne et la coupe d'Espagne en mai, la Supercoupe d'Espagne et la Supercoupe de l'UEFA en août, et enfin la Coupe du monde de football des clubs en décembre[111]. Seul le Bayern Munich a réussi cet exploit en 2020.
- le FC Barcelone est le premier club européen à avoir remporté deux fois le triplé Championnat-Coupe nationale-Ligue des champions (2009 et 2015), seul le FC Bayern Munich a réussi cet exploit en 2013 et 2020 ;
- Le FC Barcelone est le seul club à avoir gagné 3 quintuplés (5 trophées en une année), en 2009, 2011 et 2015.
- Le FC Barcelone est le club avec le plus de doublés Championnat-Ligue des champions : 5 en 1992, 2006, 2009, 2011 et 2015
- Le FC Barcelone est le club espagnol ayant gagné le plus de doublés Championnat-Coupe: 8 en 1952, 1953, 1959, 1998, 2009, 2015, 2016 et 2018.
- le FC Barcelone est le deuxième club ayant remporté le plus de titres au niveau européen après le Real Madrid avec : cinq Ligues des champions, quatre Coupes des vainqueurs de coupe, trois Coupes des villes de foire, cinq Supercoupes de l'UEFA et 2 Coupe Latines.
- Le Barça est le club qui a disputé le plus de finales de la Supercoupe de l'UEFA (9) ;
- le FC Barcelone est le deuxième club au monde ayant remporté le plus de titres internationaux (22), derrière les (33) du Real Madrid ;
- le FC Barcelone est le seul club à avoir participé chaque année à une compétition européenne depuis leur création en 1955.
- il fait partie des trois seuls clubs espagnols, avec l'Athletic Bilbao et le Real Madrid, à n'avoir jamais quitté la Liga depuis sa création en 1929 (le pire classement du club est douzième - et premier non relégable - en 1942) ;
- le Barça termine la Liga en 2012-2013 avec quinze points d'avance sur son dauphin, soit un écart unique entre le champion et son dauphin dans l'histoire du Championnat d'Espagne[76]. Les 100 points inscrits dans cette saison constituent également un record, partagé avec le Real Madrid de la saison 2011-2012[76].
- Aujourd'hui, il détient le record du nombre de coupes d'Europe des vainqueurs de coupe remportées (4)[111], de coupes du Roi (32)[111], de supercoupes d'Espagne (14)[90], de coupes de la ligue d'Espagne (2), de Coupe Eva Duarte (3), de Coupe Latines (2) et de Coupe des villes de foires (3). Aucun club ne détient le record de titres dans plus de compétitions que le Barça (7).
- il détient le record de victoires d'affilée en championnat d'Espagne: 16[113],[114] ;
- Le club détient le record de match consécutifs avec la possession du ballon : 316 matchs consécutifs depuis le 12 mai 2008 jusqu'au 18 septembre 2013 contre l'Ajax d'Amsterdam, possession de balle perdue lors du match suivant le Rayo Vallecano le 21 septembre 2013.
- le Barça est le club dont les joueurs ont remporté le plus de fois le Ballon d'or : 12. Le Barça est le club qui a placé le plus de joueurs sur le podium du Ballon d'or : 32 podiums. Seul club au monde à avoir placé la même année trois joueurs formés au club sur le podium du Ballon d'or en 2010, le FC Barcelone est également le seul club à avoir placé au moins un joueur sur le podium du Ballon d'or pendant dix éditions consécutives, entre 2007 et 2016.
- le FC Barcelone est la seule équipe au monde à être restée invaincue sept matchs d'affilée sur le terrain du Real Madrid[115].
- le FC Barcelone détient le record de victoires sur une saison: 50 en 2014-2015.
- le FC Barcelone est le club le plus de fois désigné meilleur club de l'année par l'IFFHS : cinq fois (1997, 2009, 2011, 2012 et 2015). L'IFFHS a aussi désigné le Barça comme meilleur club depuis 1991, et meilleur club des décennies 2001-2010 et 2011-2020.
- le FC Barcelone détient le record du nombre de journées consécutives en tête du championnat d'Espagne : 59 journées[116],[117].
- Le Barça est le club le plus titré d'Espagne sur la scène nationale avec 77 trophées.
- le FC Barcelone est le premier et seul club de l'histoire à se qualifier pour le tour suivant d'une coupe d'Europe après avoir perdu le match aller 4-0. Cela se produit en 2017 : après avoir été battu par le Paris Saint Germain 4-0 au Parc des Princes en huitièmes de finale, le club catalan s'impose 6-1 au retour au Camp Nou[118].

## Identité

### Style de jeu
Le style de jeu du FC Barcelone est marqué par l'exigence de ses socios de voir l'équipe gagner en jouant un jeu attractif,. L'affirmation de cette exigence est attribuée à l'ère de László Kubala, qui pendant une décennie (1951-1961) mène avec brio le jeu blaugrana,. Helenio Herrera, qui se fera paradoxalement connaître dans les années 1960 en adaptant le catenaccio, une tactique basée sur une défense très solide, aligne au Barça entre 1958 et 1960 une équipe disposée en 4-2-4 particulièrement portée sur l'attaque et le beau jeu, qui compte en fers de lance des joueurs rapides et techniques : Kubala, Sándor Kocsis et Luis Suárez, le premier Espagnol à remporter le Ballon d'or en 1960.

Disposition en 4-3-3.

En 1971, après une décennie d'insuccès, le président Agustí Montal Costa fait venir l'entraîneur néerlandais Rinus Michels, qui vient de mener l'Ajax Amsterdam à la victoire en Coupe des clubs champions européens. Ce dernier importe à Barcelone ses principes de jeu connus comme le « football total », caractérisés par quelques fondamentaux techniques et tactiques : conservation du ballon, mobilité et jeu à une touche de balle. Davantage une façon de jouer qu'une stratégie, le football total vient d'une exigence : que les joueurs attaquent et défendent. Michels demande à ses joueurs d'ajuster leurs placements et leurs courses de façon à exploiter l'espace libre laissé par l'équipe adverse, grâce à des mouvements réfléchis, des automatismes travaillés et une excellente endurance. L’équipe évolue généralement en 4-3-3, tous les joueurs devant être capables de monter et descendre à volonté. Les ailiers, soutenus par des arrières latéraux offensifs, animent les couloirs et doivent pouvoir exploiter toute la largeur du terrain pour créer des failles dans la défense adverse.
Avec la signature du Ballon d'or néerlandais Johan Cruijff en 1973, le Barça trouve un joueur capable d'appliquer parfaitement ces principes de jeu et de mener son équipe à la conquête du championnat. Malgré un palmarès relativement restreint à leur départ en 1978, l'équipe de Michels et Cruijff est mythique aux yeux des supporteurs barcelonais car elle leur aura rendu leur fierté sportive, en parallèle de la renaissance de l'identité catalane après la chute de Franco.
Après les passages peu convaincants de Lucien Muller et Rife (qui mènent malgré tout le club à sa première victoire en Coupe des coupes) et les retours décevants d'Herrera et de Kubala en 1980-1981, le président Núñez fait venir l'Allemand Udo Lattek, l'un des plus glorieux entraîneurs du moment. Tacticien réputé cherchant à exploiter au mieux les failles de l'adversaire, il impose un jeu direct et agressif aux Barcelonais, dont il exige un travail athlétique astreignant et une culture de l'effort, qui plait peu au meneur blaugrana Maradona. Malgré la conquête de trois coupes, dont une Coupe d'Europe des vainqueurs de coupe, lors de sa première saison, Lattek est remplacé avant la fin de sa deuxième saison par l'Argentin César Luis Menotti, vainqueur de la Coupe du monde 1978. Ce dernier met en place un jeu plus construit et technique, visant la conservation du ballon, mais toujours basé sur une importante agressivité de la part de ses joueurs. Cette agressivité trouvera son apogée lors de la bagarre opposant les Barcelonais, Maradona en tête, aux joueurs de l'Athletic Bilbao en finale de la coupe du Roi 1984.
En 1984, c'est au tour de l'Anglais Terry Venables de tenter sa chance. Il met en place un bloc compact disposé en 4-4-2, solide voire rugueux, mais terriblement efficace, qui permet au Barça de remporter le championnat pour la première fois depuis 1974, puis d'atteindre la finale de Coupe des clubs champions européens la saison suivante. Mais la défaite du Barça aux tirs au but face au Steaua Bucarest, sans que son équipe ne parvienne à marquer une fois (0-0, 0-2 tirs au but), puis son échec face au Real Madrid en championnat la saison suivante, malgré les arrivées de Lineker et Hughes, lui vaudront d'être licencié en 1987.
Quelques mois plus tard, Johan Cruijff fait son retour au club, cette fois comme entraîneur. Il cherche à appliquer les mêmes recettes que son mentor Michels : circulation rapide du ballon, mouvement perpétuel des joueurs, couverture mutuelle et utilisation des ailes pour une occupation maximale du terrain. Il renouvelle profondément l'effectif en associant les jeunes du centre de formation à des stars étrangères de talent, qui adhèrent au système de jeu proposé. Les joueurs bénéficient d'une grande liberté, dont ils doivent faire usage pour trouver les meilleures solutions collectives. Le 4-3-3 de base, proche de celui de Michels, se mue en 3-4-3 lorsque le libéro Koeman monte prêter main-forte à ses milieux de terrain. Josep Guardiola est l'homme de base du milieu, capable de distribuer le jeu aux ailiers Laudrup et Stoitchkov et au buteur Salinas, bientôt remplacé par Romário. Après quatre saisons de domination, marquées par la première victoire du club en Coupe des clubs champions européens, l'équipe explose en finale de la Ligue des champions 1994 face au Milan AC. Cruijff est finalement licencié deux ans plus tard.
Après un intermède réussi de l'Anglais Bobby Robson, le Néerlandais Louis van Gaal, auréolé de sa victoire en Coupe d'Europe des clubs champions en 1995 avec l'Ajax Amsterdam, est recruté. Il met en place le même système qui lui a tant réussi, un 3-4-3 assez rigide pratiquant un pressing haut et jouant sur les ailes, assez proche dans sa disposition de la Dream team de Cruijff. Porté par le talent offensif des Figo, Rivaldo et Luis Enrique, bientôt rejoints par Kluivert et de nombreux autres joueurs néerlandais, l'équipe remporte brillamment le championnat en 1998 et 1999, mais peine à concrétiser sa domination en Coupe d'Europe, où sa défense trop démunie lui coûte des éliminations précoces. N'ayant pas su s'adapter à la vie catalane, van Gaal est finalement licencié en 2000.
En 2003, le nouveau président Laporta engage Frank Rijkaard. L'entraîneur s'inspire largement des leçons de Cruijff, son ancien entraîneur à l'Ajax et conseiller de Laporta, et de celles de son ancien entraîneur italien Arrigo Sacchi - pressing très haut et resserrement des lignes, pour une récupération du ballon la plus rapide possible. Le jeu barcelonais rappelle également le toque sud-américain, fait de passes courtes et rapides. Il opte pour une composition en 4-3-3 proche de celles de Michels, avec pour pierre angulaire un milieu à trois joueurs techniques, endurants et dotés d'une excellente vision du jeu (Deco, Xavi, Edmílson, etc.) chargés de donner le rythme à leur équipe et d'ouvrir sur les ailiers Messi et Ronaldinho, soutenus par les défenseurs latéraux, ou sur le buteur Eto'o. Du fait de leur très haut niveau individuel, ces deux derniers sont volontairement laissés très libres dans leurs mouvements, le reste de l'équipe étant chargé de les couvrir. L'équipe obtient d'excellents résultats de 2004 à 2006, année de la consécration européenne, puis s'effondre avec la baisse du niveau de ses joueurs majeurs.

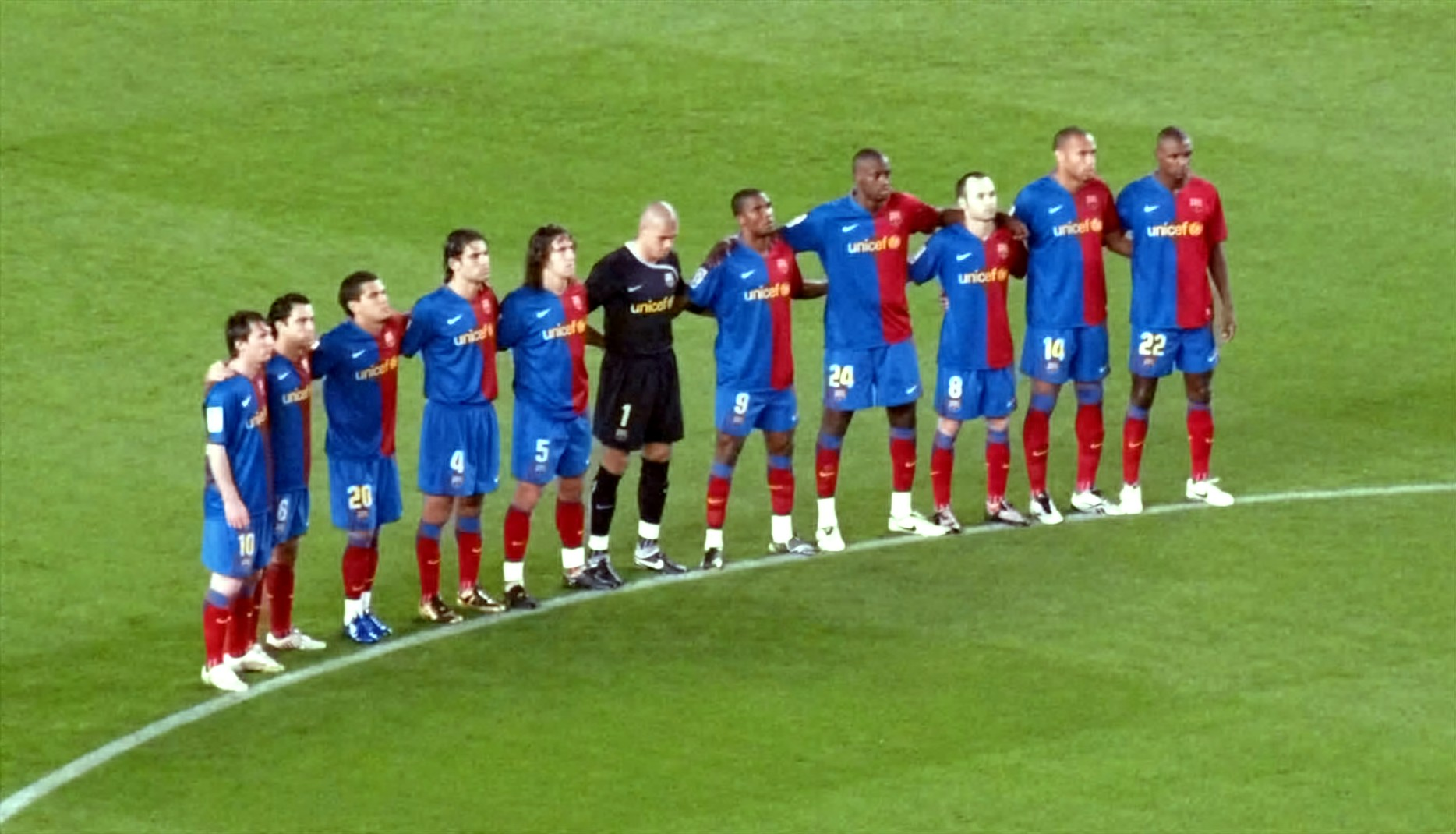
L'équipe du Barça en 2008-2009.

Rijkaard est remplacé en 2008 par Josep Guardiola, qui comme joueur fut le cœur de la Dream Team de Cruijff avant de terminer sa carrière en Italie. Il reprend largement les principes de jeu de son prédécesseur, auquel il ajoute une discipline de fer et une grande exigence. Iniesta et Busquets rejoignent Xavi au milieu, tandis que le départ de Ronaldinho est compensé par l'éclosion des jeunes Pedro et Bojan qui mènent le club à des résultats exceptionnels la première saison. Carlos Alberto Parreira, sélectionneur du Brésil vainqueur de la Coupe du monde 1994, considère en décembre 2010 que le FC Barcelone est la meilleure équipe du monde car elle a inventé avec le temps une nouvelle façon de concevoir le football. Pour Parreira, les succès du Barça sont basés sur six aspects essentiels : le leadership du capitaine Carles Puyol sur le terrain de jeu, le leadership de Pep Guardiola en dehors du terrain, le talent de deux meneurs de jeu comme Xavi et Iniesta, l'efficacité face aux buts de Messi et Villa, le travail de Pedro Rodríguez et finalement le fait d'imposer son jeu quel que soit l'adversaire.
Sous la direction de Luis Enrique, l'équipe garde les préceptes hérités de la période Guardiola. En sus, l'attaque, composée du trio Messi, Neymar et Luis Suárez, devient la clé de l'équipe par rapport au milieu de terrain. Le jeu du Barça, plus rapide, vise à servir les attaquants par le milieu en un minimum de passes pour leur permettre d'utiliser leur capacité d'élimination de l'adversaire en un contre un et leur capacité de buteur.

### Couleurs

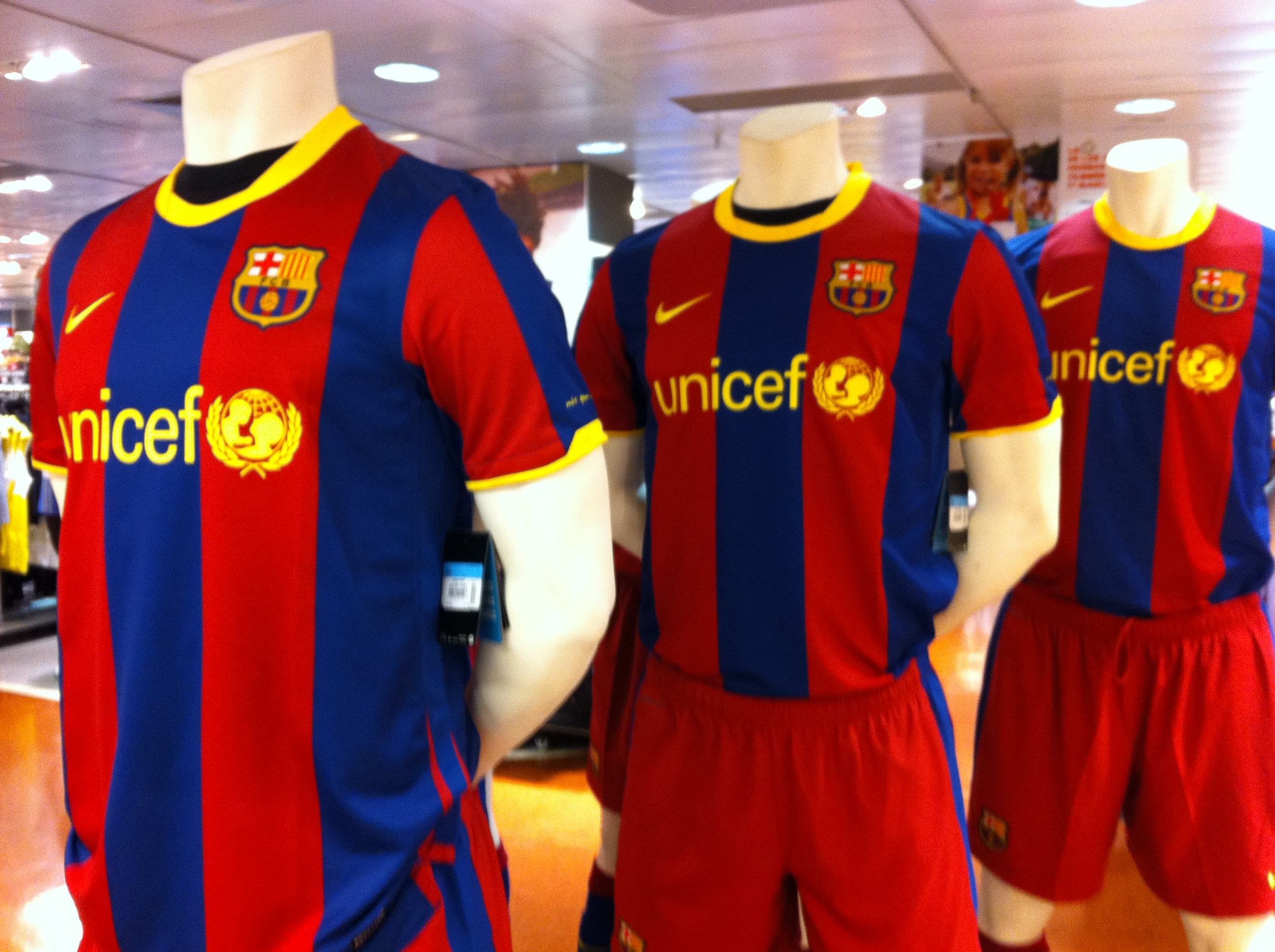
Le maillot de la saison 2010-2011.

Les couleurs bleu et grenat sont portées pour la première fois par les joueurs barcelonais lors d'un match contre Hispania en 1900.
Plusieurs versions existent pour expliquer ce choix : le fils du premier président, Arthur Witty, expliquera que son père avait eu l'idée de reprendre les couleurs de l'équipe de la Merchant Taylors' School, une école anglaise dont il était originaire. L'auteur Toni Strubell explique que ces couleurs sont celles de la Première République française de Robespierre. Enfin, l'explication la plus communément admise est que le choix est celui de Joan Gamper, qui reprend les couleurs de son ancien club le FC Bâle.
Le maillot blaugrana est longtemps réalisé par l'entreprise textile catalane Meyba, remplacé en 1992 par l'Italien Kappa, puis depuis 1998 par l'Américain Nike. Il reste longtemps vierge de tout sponsor, alors que cet usage se généralise à travers le monde du football professionnel depuis les années 1970. Pendant les années 2000, les difficultés économiques connues par le club alimentent les rumeurs sur la fin de cette spécificité, qui disparaît finalement en 2006 une fois l'équilibre économique retrouvé, lorsque le président Laporta annonce la signature d'un contrat de cinq ans avec l'Unicef auquel le club verse plus de 1,5 million d'euros. Ce partenariat « vise en réalité à rendre plus digeste la pilule marketing qui s’annonce » : quatre ans plus tard, Sandro Rosell signe le premier contrat de sponsoring du maillot avec la Fondation du Qatar, dont le nom apparaîtra sur le maillot à partir de la saison 2011-2012. À partir de la saison 2013-2014, c'est le nom de la compagnie aérienne Qatar Airways qui apparaît sur le maillot.
Lors de la saison 2015-2016, les bandes sont horizontales pour la première fois.
Le maillot de la saison 2019-2020 est pour la première fois bleu à damiers grenats, semblable dans la forme à celui de l'équipe de Croatie.
| Maillot original | Centenaire (1999) | 2009-2010 | 2010-2011 |

### Écusson

Drapeau de Barcelone.

Le blason du Barça s'inspire depuis toujours du drapeau de Barcelone, qui associe la croix de saint Georges et le drapeau catalan. Le premier écusson du maillot blaugrana est d'ailleurs le blason de Barcelone en forme de losange en vigueur entre 1800 et 1931, surmonté de la couronne d'Aragon, avec sa chauve-souris, et entouré de deux branches de laurier et de palme.
En 1910, le club organise un concours pour réaliser son nouveau blason ; le joueur Carlos Comamala l'emporte avec un dessin en forme de marmite, composé d'une croix de saint Georges en haut à gauche, les rayures rouges et jaunes de la couronne d'Aragon à ses côtés (remplacé dans les années 1940 par le drapeau espagnol), et les couleurs de Barcelone en dessous. Sous Franco, le sigle « FCB » est remplacé par un « CFB » répondant au nouveau nom castillan du club. En 1974, à l’occasion des 75 ans du club et alors que le régime franquiste touche à sa fin, l’emblème du club retrouve son sigle.
En 2002, l’écusson est modernisé par le designer Claret Serrahima, qui supprime des pointes à la marmite et les points entre les lettres F, C et B.
Le 27 septembre 2018, le club présente un nouvel écusson d'où les lettres FCB ont été supprimées. Le nombre de barres bleues et grenats passe de sept à cinq. Le nouvel écusson est utilisé à partir de juin 2019.
Le Barcelona Sporting Club, basé à Guayaquil en Équateur, reprend l'exact écusson du FC Barcelone, de même que le GS Consolat Marseille, ce dernier l'adaptant à ses couleurs.

1899-1906.
1906-1920.
1920-1936.
1936-1939.
1939-1946.
1946-1960.
1960-1974.
1974-1975.
1975-2002.
Depuis 2002.

### Hymne
Le club a connu plusieurs hymnes officiels au cours de son histoire. Celui qui est actuellement utilisé, connu comme El Cant del Barça en français : « le chant du Barça », est écrit en 1974 pour les célébrations du 75e anniversaire du club. Josep Maria Espinás et Jaume Picas sont chargés d'en écrire les paroles en catalan, tandis que la composition musicale est confiée à Manuel Valls i Gorina,,. L'hymne rappelle le caractère ouvert et intégrateur du club : « Peu importe d’où nous venons, du sud ou du nord, […] Un drapeau nous rassemble ».

### Identité socio-politique

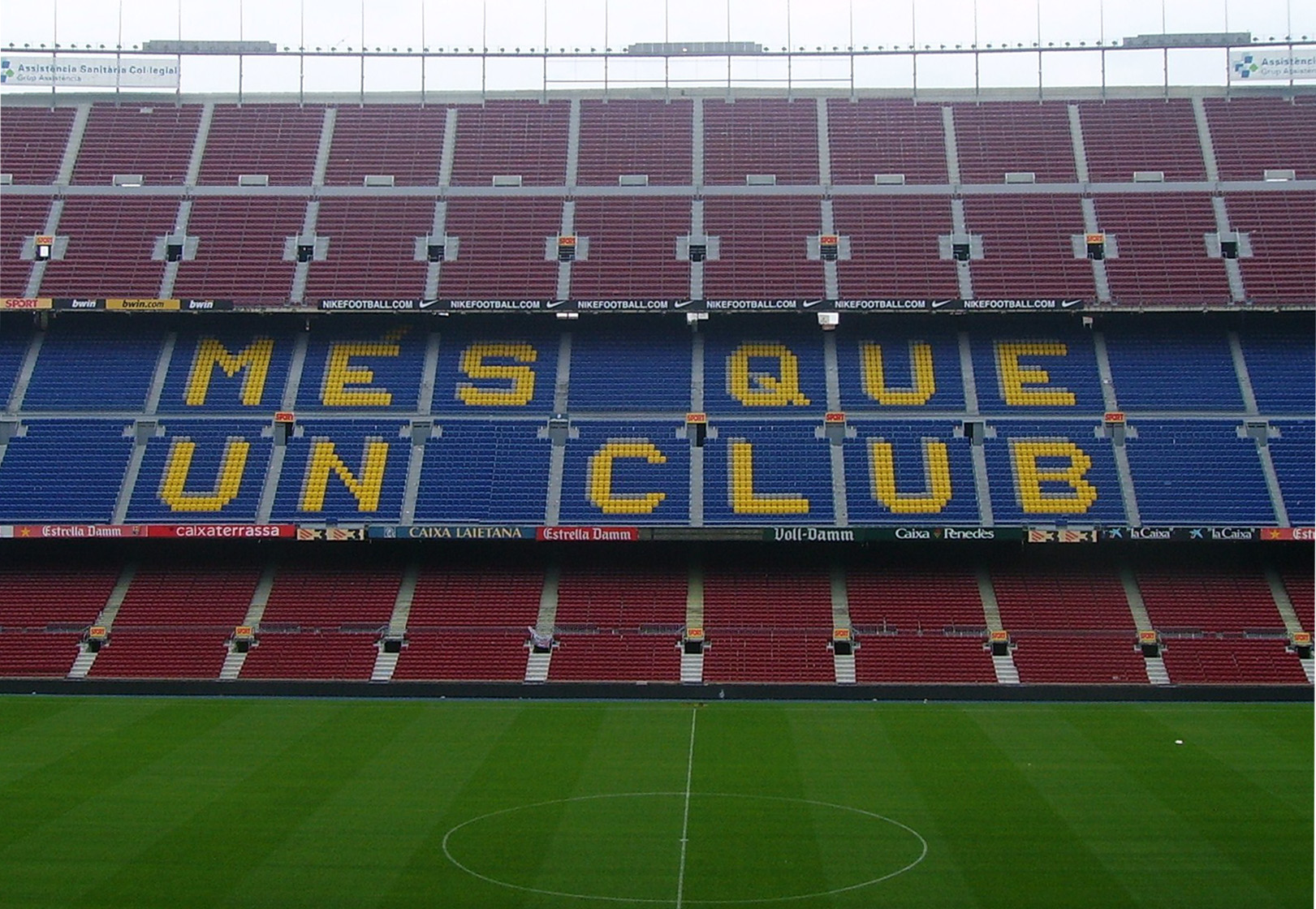
La devise du club écrite dans les tribunes du Camp Nou.

Le club rassemble officiellement des supporteurs de toutes origines, sans distinction politique ou religieuse. Cependant, les historiens et sociologues s'accordent à dire que la majorité des sympathisants du FC Barcelone ne l'est pas devenue pour de simples raisons sportives mais également pour ce que représente le club sur le plan politique et social,.
De fait, le club nourrit traditionnellement une attache très forte au catalanisme et plus généralement à tout ce qui se rattache à sa région de Catalogne, en opposition au centralisme de Madrid. Organisation catalane parmi les plus célèbres dans le monde, le club est vu comme un héros de la défense de la culture et de la langue catalane, utilisée dans tous les documents officiels du club. Le drapeau de la Catalogne apparaît sur l'écusson, sur le maillot ou encore sur le brassard de capitaine. Enfin, le club a publiquement apporté son soutien à l'adoption de la loi sur le statut d'autonomie de la Catalogne, en 1932, 1979 et 2006. Cet engagement continu est reconnu officiellement le 21 décembre 1992 par la Généralité de Catalogne présidée par Jordi Pujol, qui lui attribue la Creu de Sant Jordi en français : « Croix de Saint-Georges », la plus haute distinction de la région.
Certains historiens, comme Manuel Vázquez Montalbán, considèrent que le FC Barcelone est pour de nombreux Catalans l'alternative d'une sélection catalane sur la scène internationale. Dans cette optique, le club a soutenu la mise en place de sélections sportives catalanes, et notamment l'équipe de Catalogne de football relancée depuis la fin des années 1990. La sélection, dont Johan Cruijff prend la direction en novembre 2009, a pu compter récemment sur la participation de nombreux joueurs du club (Víctor Valdés, Carles Puyol, Gerard Piqué, Xavi Hernández, Sergio Busquets, Cesc Fàbregas ou encore Bojan Krkić). Le président Laporta, catalaniste militant, déclare pendant son mandat : « La Catalogne est une nation à part entière. Un jour viendra où l’oppression espagnole touchera à sa fin. J’espère voir de mon vivant un match de coupe du monde entre la Catalogne et l’Espagne ».
Par ailleurs, le Barça a également servi de point de ralliement aux républicains espagnols, notamment lors de la première moitié du XXe siècle. Cette spécificité est illustrée par le fait que le club n'a jamais demandé la reconnaissance ou le patronage de la monarchie espagnole, contrairement à de nombreux clubs (et particulièrement ses rivaux traditionnels du Real Madrid CF et du Reial Club Deportiu Espanyol de Barcelona). Cette défiance envers le centralisme espagnol atteint son paroxysme en juin 1925, lorsque les supporteurs du club sifflent avant un match la Marcha Real, l'hymne espagnol, ce qui vaudra au stade d'être fermé six mois par les autorités. Cette dimension politique disparaît en partie avec le rétablissement de la démocratie et la fin de l’Espagne franquiste en 1977, le club normalisant par la suite ses relations avec la couronne d'Espagne. Ce rapprochement est symbolisé en 1997 par le mariage du joueur de handball du club Iñaki Urdangarin avec l'infante Cristina de Borbón, fille du roi Juan Carlos, ou encore lorsque le roi se déplace à Paris pour soutenir le Barça en finale de la Ligue des champions 2005-2006, aux côtés de José Luis Zapatero, Premier ministre espagnol et supporteur notoire du club barcelonais. Les supporteurs marquent cependant encore volontiers leur rejet du centralisme espagnol, comme lors de la finale de la Coupe du Roi 2009 opposant le Barça à l'Athletic Bilbao au cours de laquelle l'entrée du roi et l'hymne espagnol sont sifflés.

## Infrastructures

### Le Camp Nou et les autres stades

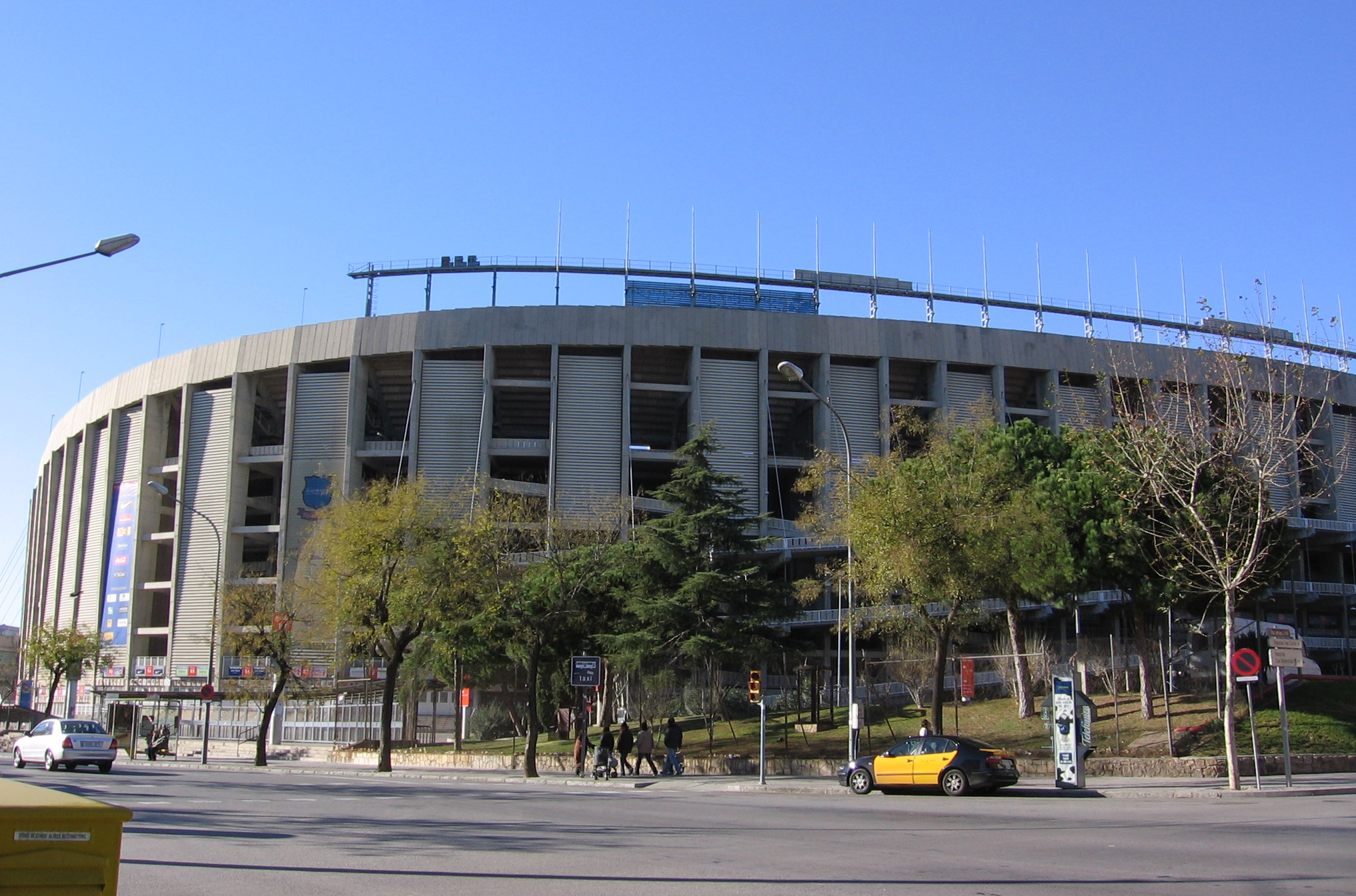
Façade du Camp Nou.

Le club est résident et propriétaire du Camp Nou, un stade de 99 354 places parmi les plus célèbres au monde, situé dans le quartier Les Corts, à l'ouest de Barcelone.
Le Camp Nou est considéré comme l'enfant de László Kubala : c'est en effet le formidable élan donné au club catalan par l'arrivée du célèbre joueur hongrois en 1950 qui oblige les dirigeants de l'époque à se lancer dans la construction d'un nouveau stade pour remplacer le vieillissant stade des Corts, surnommé le « Vell Camp » en français : « le vieux stade ». Ce dernier, inauguré en 1922 pour remplacer le précédent Camp de la Indústria, atteint une capacité de 60 000 places après plusieurs agrandissements successifs, mais apparaît trop vétuste par rapport aux ambitions du club.

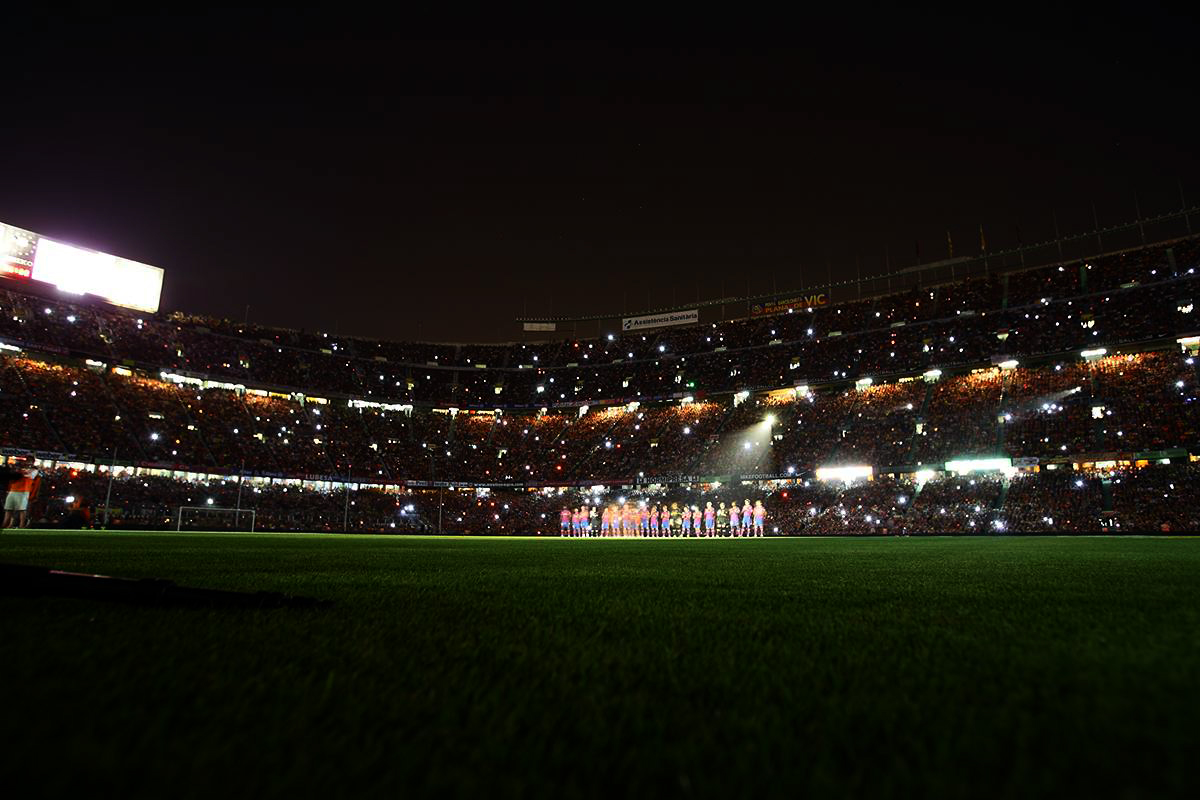
Présentation des équipes au Camp Nou

Fin 1950, le club achète des terrains près du stade, dans le quartier Les Corts mais des divergences font traîner le début des travaux pendant plus de trois années. En mars 1954, le président Francesc Miró-Sans pose la première pierre du futur stade dessiné par les architectes catalans Fransec Mitjans, Josep Soteras et Lorenzo Garcia Borbon, devant 60 000 supporteurs venus pour l'événement. Le 24 septembre 1957, la nouvelle enceinte est finalement inaugurée en grande pompe lors d'un match contre une équipe de Varsovie, remporté 4-2 devant 93 053 spectateurs.
Agrandi pour la Coupe du monde de 1982, le Camp Nou atteint alors sa capacité maximale de 120 000 places. Elle est réduite en 1998-1999 à un peu moins de 100 000, afin de pouvoir répondre au plus haut niveau des normes de sécurité édictées par l'UEFA, soit le niveau « élite ». En septembre 2007, un projet de transformation du stade est présenté sous l'égide de Joan Laporta et de l'architecte anglais Norman Foster pour 250 millions d'euros. En 2010, le nouveau président Sandro Rosell juge le projet Foster trop coûteux et propose en contrepartie un projet de modernisation du Camp Nou et de ses alentours, baptisé Espai Barça. Le 20 janvier 2014, Sandro Rosell présente lors d'une conférence de presse le projet de rénovation complète du Camp Nou dont toutes les places seraient couvertes et atteindrait une capacité pour 105 000 spectateurs. Selon Sandro Rosell, il s'agit en fait d'un nouveau stade qui serait construit à la même place que le Camp Nou actuel, en vidant progressivement les éléments actuels et n'en conservant que la structure. Ce projet appelé Espai Barça ("Espace Barça") dont le coût s'élève à 600 M€ est approuvé par les socios à travers un référendum le 5 avril 2014. Le stade continuera à être utilisable pour les matchs du Barça durant les travaux qui s'étaleront entre juin 2018 et 2022.
Une très grande partie du stade est réservée aux abonnés, officiellement au nombre de 86 200 lors de la saison 2008-2009. Ces derniers ont la possibilité de libérer leur place s'ils ne l'utilisent pas grâce au système Seient Lliure, ce qui permet au club de vendre plus de places que les 8 000 systématiquement mises en vente aux guichets.
Par ailleurs, le Camp Nou abrite également le siège social du club, ses bureaux administratifs et son musée, qui doit déménager à la Masía en 2011. Le musée du FC Barcelone, ouvert en 1984, est l'un des plus populaires de la région, avec plus d'un million de visiteurs en 2009.
À proximité se trouve enfin le Mini Estadi, enceinte d'environ 15 000 places où évolue le FC Barcelone B, l’équipe de football réserve.

### La Masia

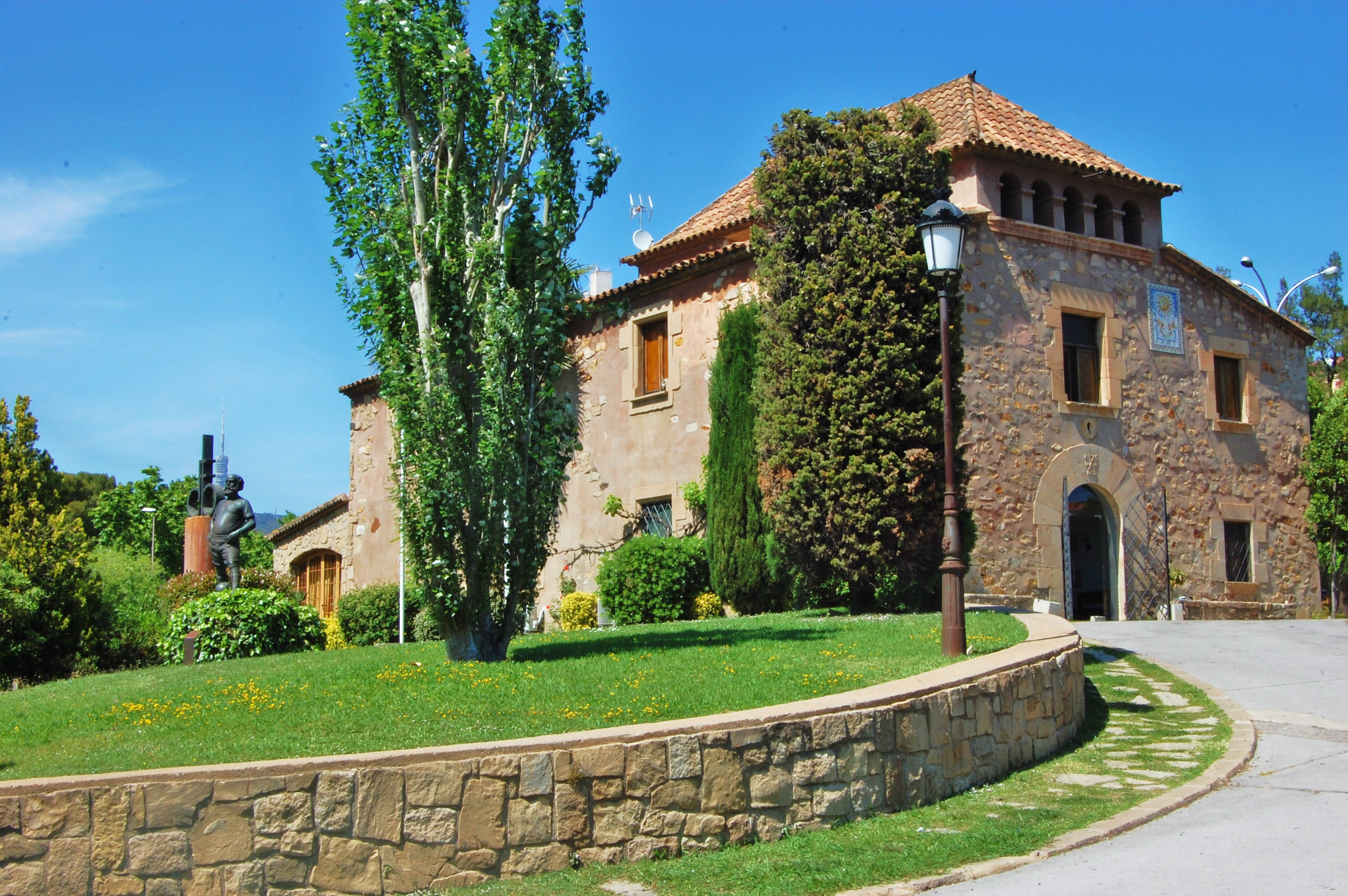
La Masia du FC Barcelone.

La Masia en français : « le mas » est un mas traditionnel catalan datant de 1702, appartenant au club et situé à proximité du Camp Nou. De 1966 à 1979, le bâtiment héberge le siège du club avant que son président Josep Lluís Núñez ne le transforme en centre de formation sur les conseils de Rinus Michels, qui souhaite mettre en place une structure sur le modèle de celle existant à l'Ajax Amsterdam.
Le centre de formation du Barça vise à former des joueurs polyvalents, dont le talent permet d'appliquer au mieux les principes de jeu barcelonais : conservation du ballon, mobilité et jeu à une touche de balle. Le recrutement de la cinquantaine de pensionnaires se fait avant tout sur la Catalogne, puis sur le reste de l'Espagne, l'Afrique et l'Amérique du Sud. Le centre de formation est dirigé par Carles Folguera depuis 2002, Guillermo Amor étant spécifiquement directeur technique de la formation des footballeurs depuis juillet 2010.
Parmi les anciens pensionnaires célèbres de la Masia, la première génération compte Luis Milla, puis Josep Guardiola, Guillermo Amor et Albert Ferrer, qui intègrent la fameuse Dream team de Cruijff… Depuis la fin des années 1990, la « cantera » en français : « la mine » a formé de nombreux joueurs du meilleur niveau mondial, dont les Espagnols Carles Puyol, Xavi Hernández, Andrés Iniesta, Gerard Piqué, Sergio Busquets, Cesc Fàbregas et Pedro Rodríguez, tous les sept présents en équipe d'Espagne en finale de la Coupe du monde 2010, et l'Argentin Lionel Messi, sextuple vainqueur du Ballon d'or en 2009, 2010, 2011, 2012, 2015 et 2019.
En 2011, le centre de formation s'installe dans de nouveaux locaux situés dans la cité sportive Joan Gamper et s'appelle désormais La Masia-Centre de formation Oriol Tort. La Masia accueillera le musée du club.

### Cité sportive Joan Gamper

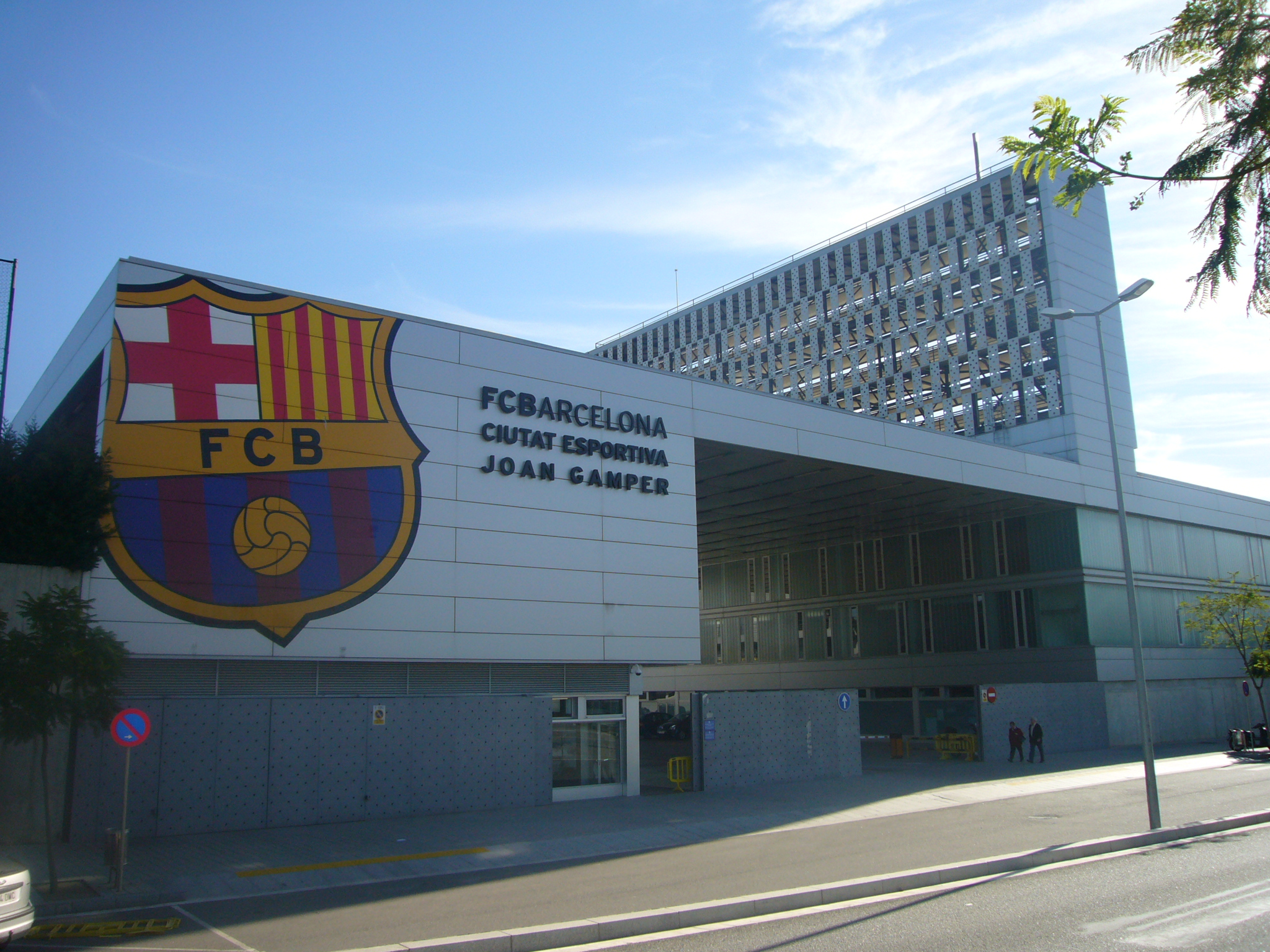
Cité sportive Joan Gamper.

La cité sportive Joan Gamper est le centre d'entraînement du club, baptisé en hommage au fondateur du club Joan Gamper. Inauguré le 1er juin 2006, c'est un ensemble ultramoderne de seize hectares, situé à Sant Joan Despí. Il compte notamment trois salles omnisports, un terrain d'entraînement pour les gardiens de but et neuf terrains de football. Des infrastructures existent également pour les autres disciplines du club omnisports.
La cité reçoit aussi les pensionnaires du centre de formation depuis 2011.

## Aspects juridiques et économiques

### Statut juridique et légal
De la même façon que le Real Madrid, l'Athletic Bilbao et le CA Osasuna, le FC Barcelone est une société civile sans but lucratif, dont il n'est pas possible d'acheter la propriété, comme c'est le cas des autres clubs enregistrés en tant que sociétés anonymes, mais seulement d'en devenir adhérent, pour un montant minimum de 157 euros annuels.
Ces adhérents (en catalan : socis, en espagnol : socios), au nombre de 170 000 en 2010, forment une assemblée de délégués qui détient le pouvoir sur le club et élit le président depuis 1978, pour des mandats de deux ans et demi. En novembre 2010, face à l'augmentation exponentielle du nombre d'adhérents, le club décide de réserver la procédure d'adhésion aux membres des familles des adhérents actuels,[source insuffisante].

### Éléments comptables
Le tableau ci-dessous résume les différents budgets prévisionnels du FC Barcelone saison après saison.
| Saison | 2010-2011 | 2011-2012 | 2012-2013 | 2013-2014 | 2014-2015 | 2015-2016 | 2016-2017 | 2017-2018 | 2018-2019 | 2019-2020 |
| Budget | 420 M€    | 428 M€    | 470 M€    | 508 M€    | 509 M€    | 600 M€    | 585 M€    | 897 M€    | 633 M€    | 880 M€    |

Légende : M€ = millions d'euros.
En 2010, le magazine Forbes évalue le club à hauteur d'un milliard de dollars (752 millions d'euros) pour la saison 2008-2009, au quatrième rang derrière Manchester United, Real Madrid et Arsenal FC. D'après le cabinet Deloitte, le FC Barcelone génère cette même saison un revenu de 365,9 millions d'euros, au deuxième rang derrière le Real Madrid (à 401 millions d'euros).
Ce montant, calculé hors indemnités de transferts, provient de trois sources :
- les droits de télévision pour 158,4 millions d'euros (soit 43 %), issus d'une part du contrat individuel signé par le club avec le groupe catalan Mediapro à hauteur d'un milliard d'euros pendant sept ans[175],[176], et d'autre part du parcours triomphal du club en Ligue des champions[177]. Notons que le Real Madrid et le FC Barcelone bénéficient à plein de la vente individuelle des droits de télévision des matchs de Liga[178]: pour la saison 2008-2009, ces deux clubs captaient plus de 50 % des droits de retransmission des matchs du championnat espagnol ;
- Le 18 février 2015, le club a annoncé sur son site internet céder ses droits télévisions pour la saison 2015-2016 à Telefonica, le géant espagnol des télécommunications[179]. L'accord prévoit également un partenariat de trois ans sur les marchés d’Amérique latine où le club veut se développer.
- le marchandisage (ou merchandising) pour 112 millions d'euros, dont 27 % provient de l'accord avec son équipementier Nike. Cette performance économique, seulement dépassée par le Real Madrid et le Bayern Munich lors de la saison 2008-2009[177], sera significativement améliorée à partir de 2011 à la suite de l'accord de sponsoring du maillot signé avec la Fondation du Qatar ;
- enfin, les recettes au guichet, pour 95,5 millions d'euros. Comme pour les droits télévisés, ce montant profite du parcours réalisé en coupe d'Europe par le club[177]. Ces recettes pourraient encore augmenter avec la rénovation et l’agrandissement du Camp Nou annoncés par le président Laporta puis gelés par son successeur en 2010, qui permettraient au club d'augmenter l'affluence moyenne au stade.

Les revenus du club connaissent une très forte hausse sous le mandat du président Laporta, portés notamment par l'explosion du montant des droits de diffusion télévisée. Cela permet au club de maintenir depuis 2003 la masse salariale à un niveau de 50 à 55 % du revenu du club hors transferts, contre 39 % à la fin du mandat de Núñez, réputé pour sa modération salariale, et 77 % à la fin de celui de Gaspart :
|                         | 2002-2003 | 2003-2004 | 2004-2005 | 2005-2006 | 2006-2007 | 2007-2008 | 2008-2009 | 2009-2010 |
| Revenus hors transferts | 123,4     | 169,2     | 207,9     | 259,1     | 290       | 308       | 366,5     | 398,1     |
| Revenus totaux          | -         | 174,2     | 246,4     | 266,9     | 298,5     | 333,8     | 384,8     | 445,1     |

Pour autant la situation financière du club n'est pas si brillante. À son départ en 2010, le président Laporta annonce un revenu record de 445,5 millions d'euros pour sa dernière saison et un bénéfice de neuf millions. Quelques mois plus tard, le cabinet Deloitte conduit à la demande du nouveau président un audit qui indique que le club n'a généré la dernière saison « que » 409 millions d'euros de revenu et enregistré surtout un déficit de 79 millions d'euros portant la dette à un montant de 442 millions d'euros, soit 58 % de la valeur évaluée par Forbes. Cette découverte provoque le dépôt d'une plainte du club contre son ancien président. Cette situation économique difficile, qui pourrait s'accentuer avec le rééquilibrage des droits télévisés exigé par les autres clubs espagnols, conduit le club à rechercher à l'été 2010 un prêt de 150 millions d'euros auprès des banques.
En 2013, le magazine Forbes évalue le club avec une valeur financière estimée à 2 milliards d’euros, au troisième rang derrière le Real Madrid et Manchester United. En outre, la même année, la société Brand Finance évalue l'image de marque du club à 439,7 millions d'euros, soit le quatrième plus haut rang mondial. Cette donnée permet de mieux vendre son nom aux annonceurs et aux investisseurs.
De plus, des chercheurs de l’Observatoire du football de Neuchâtel, en Suisse, soulignent que le FC Barcelone détient un alignement de joueurs avec la plus forte valeur économique au monde, celle-ci est estimée à 900 millions de dollars. En 2013, il s'agit d'une valeur trois fois plus élevée que la somme dépensée pour recruter les joueurs utilisés lors de la dernière saison (la saison 2012-2013). La même année, le FC Barcelone a la troisième masse salariale la plus élevée au monde derrière Manchester City et le Real Madrid. Celle-ci s'élève à 5,481 millions d’euros par an et par joueur.

### Sponsors
Longtemps, les dirigeants du Barça se sont faits forts de ne pas signer de contrat de sponsoring avec des entreprises privées, en dépit de la généralisation de cette pratique à travers le monde du football professionnel depuis les années 1970. Le maillot blaugrana, porte-drapeau de la Catalogne, était ainsi placé à l'égal de ceux des sélections nationales restés également vierges de publicité commerciale.

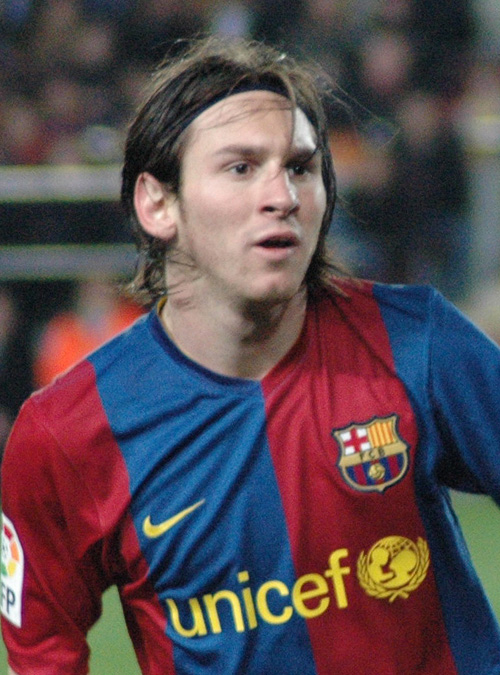
Sponsor Unicef sur le maillot de 2007.

Au début des années 2000, les difficultés économiques connues par le club alimentent les rumeurs sur la fin de cette spécificité. En 2003, devant les difficultés financières du club, ses dirigeants du club soumettent officiellement la question aux socis, qui en valident le principe, ouvrant ainsi la porte aux spéculations des médias sur le sujet. Trois ans plus tard, après avoir largement amélioré la situation du club, le président Joan Laporta surprend les observateurs en annonçant la signature d'un contrat de sponsoring inversé avec l'Unicef, qui prévoit l'inscription du nom de l'agence sur les maillots barcelonais et une donation du club à son sponsor à hauteur de 7 millions d'euros sur cinq ans. En communiquant leur projet d'aider à mettre en place des programmes de coopération internationale et de soutenir ainsi les Objectifs du millénaire pour le développement, les dirigeants annoncent vouloir inscrire le Barça dans une perspective plus large que celle d'un simple club de football, « sociale et universelle », en écho à sa devise.
En 2010, alors que le FC Barcelone est en contrat avec de nombreux entreprises en tant que sponsors (Nike, l'équipementier avec qui est signé en 2008 un contrat estimé à plus de 30 millions d'euros par an, Estrella Damm, TV3, Audi, La Caixa, Turkish Airlines, etc.), le nouveau président Sandro Rosell annonce la signature d'un contrat traditionnel de sponsoring maillot, à hauteur de 165 millions d'euros sur cinq ans, avec la Fondation du Qatar dont le nom apparaît sur le maillot à partir de la saison 2011-2012, tandis que la marque Unicef est transférée au dos. Cette fondation est une organisation non gouvernementale à but non lucratif qui promeut l'éducation, la recherche et le développement au Qatar, pays organisateur de la Coupe du monde 2022. Le maillot du Barça devient du même coup le plus « cher » au monde devant ceux du Bayern Munich, de Manchester United, de Liverpool FC et du Real Madrid.

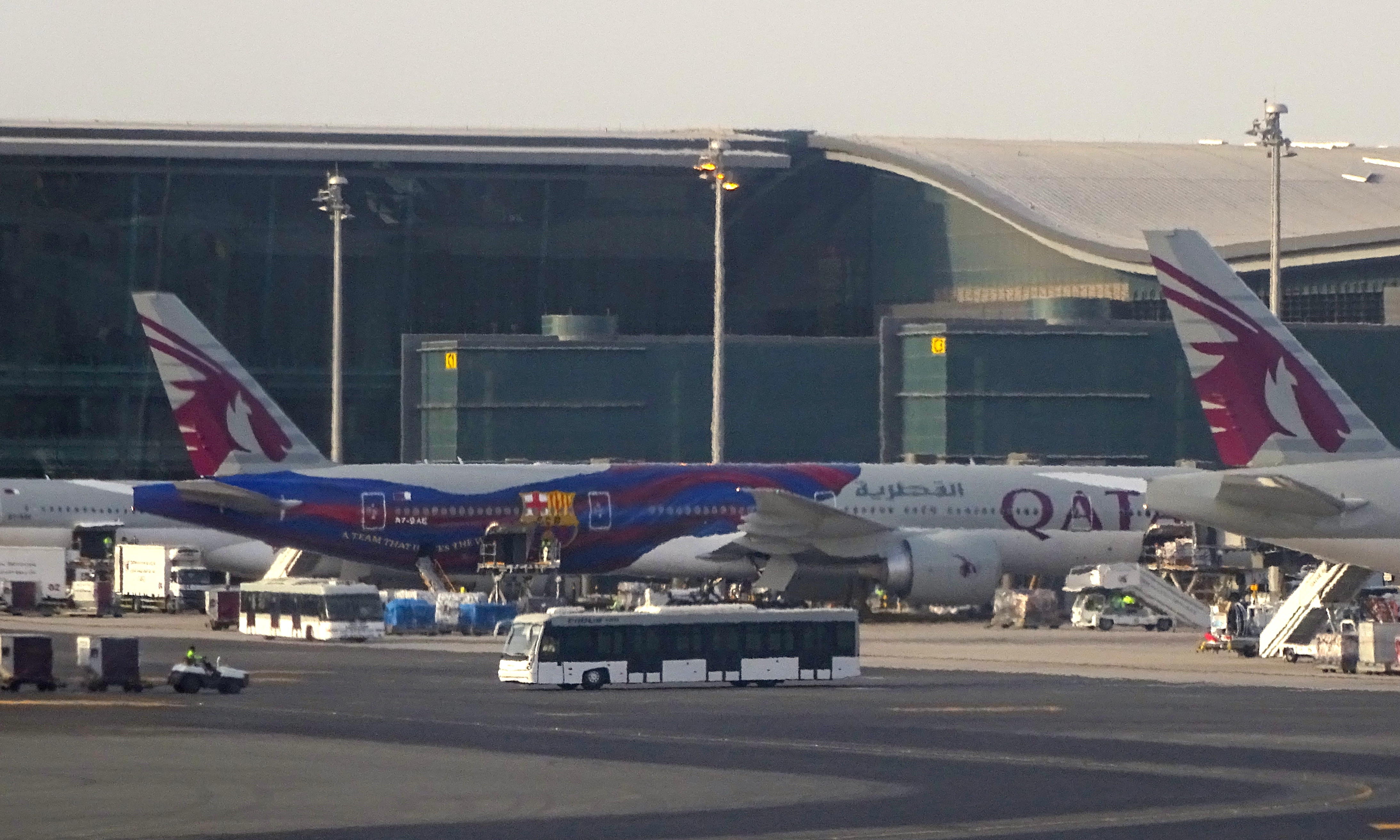
Avion Qatar Airways aux couleurs du FC Barcelone (à Doha).

À partir de la saison 2013-2014, le logo de la Fondation du Qatar est remplacé par celui de la compagnie aérienne Qatar Airways. Avec ce partenariat, les passagers de la compagnie découvrent un film avec les joueurs du Barça qui leur indiquent les consignes de sécurité à bord des avions. Le sponsor principal du maillot est rejoint en 2013 par le logo d'Intel (placé à l'intérieur du maillot), puis en 2014 par celui de Beko, une entreprise turque (sur la manche gauche du maillot). Le club signe également en 2014 un premier contrat avec une société chinoise, Suning.
À l'été 2016, le club annonce la prolongation de son contrat avec la compagnie aérienne du Qatar, jusqu'au 30 juin 2017. Cet accord de sponsoring doit rapporter 40 millions d'euros au club. Durant la même période, le club officialise également un partenariat avec la franchise de jeux vidéo Pro Evolution Soccer de Konami. En octobre 2016, le renouvellement de contrat avec Nike permet au club d'encaisser 150 millions d'euros par an à partir de 2018-2019.
La compagnie japonaise Rakuten devient le principal sponsor à partir de juin 2017 en remplacement de Qatar Airways. Rakuten verse un minimum de 55 millions d'euros par saison jusqu'en 2021. Le 21 novembre 2016, Nestlé signe un accord de sponsoring (marques Nesquik et Milo). C'est la première fois que la multinationale suisse sponsorise un club sportif.
En mars 2022, le service de musique en streaming suédois Spotify et les Blaugrana trouvent un accord pour sponsorisé le club sur 3 ans : Ce partenariat devrait rapporter 280 M€ sur trois ans (93 M€ / an). Le Camp Nou se renommera par la même occasion "Spotify Camp Nou". Ceci prendra effet sur les maillots du barça dès la saison 2022-2023.

#### Collaboration avec des artistes musicaux
Pour la collaboration Spotify–FC Barcelone, l'équipe ont changé le logo de la marque au logo d'un artiste musical qui sponsorise le Clasico depuis 2022. La première collaboration musicale était avec le rappeur et chanteur canadien Drake en octobre 2022. C'était plus tard suivi avec d'autres collaborations avec des artistes comme Rosalía, The Rolling Stones, Karol G, Coldplay et Travis Scott,,,,.

## Personnalités historiques du club

### Joueurs emblématiques
Fondé par un groupe d'étrangers installés à Barcelone, l'équipe comporte à l'origine une majorité de joueurs anglais, suisses et allemands, parmi lesquels Hans Gamper, le fondateur. Le club s'intègre cependant rapidement à la vie locale, et très vite ce sont surtout des joueurs espagnols qui marquent l'histoire du club, tels que les attaquants Paulino Alcántara (1912-1927) et Josep Samitier (1919-1937) ou le gardien de but Ricardo Zamora (1919-1922), bientôt remplacé par le Hongrois Ferenc Platko (1923-1930), et qui le mènent notamment à une grande période de succès à la fin des années 1920. En 1926, l'Uruguayen Héctor Scarone joue une vingtaine de matchs avec le Barça.
Après une période de grande instabilité due entre autres aux événements politiques, le retour du club au plus haut niveau au cours des années 1940 est notamment le fait des internationaux espagnols Josep Escolà (1934-1937 puis 1940-1948), César Rodríguez (1939-1955), Mariano Martín (1939-1948), du gardien de but Juan Velasco (1942-1954). Dans les années 1950, l'éclosion de l'attaquant Estanislao Basora (1946-1958) et du gardien de but Antoni Ramallets (1947-1962, vainqueur à cinq reprises du Trophée Zamora), le recrutement du célèbre attaquant hongrois László Kubala (1951-1961) et des Espagnols Moreno (1951-1955) et Eduardo Manchón (1950-1957), assurent au Barça une longue période d'invincibilité en 1952-1953, où il remporte championnats, coupes et Coupe Latine (deux fois).
À la fin de la décennie, le talent du milieu de terrain Luis Suárez (1954-1961), premier Blaugrana vainqueur du Ballon d'or en 1960, la rigueur du défenseur Ferran Olivella (1956-1969) et le recrutement de l'attaquant brésilien Evaristo de Macedo (1957-1962) puis des ailiers du Onze d'or hongrois Sándor Kocsis (1958-1966) et Zoltán Czibor (1958-1961) conduisent le club à de nouveaux titres nationaux et à la victoire lors des deux premières éditions de la Coupe des villes de foires.

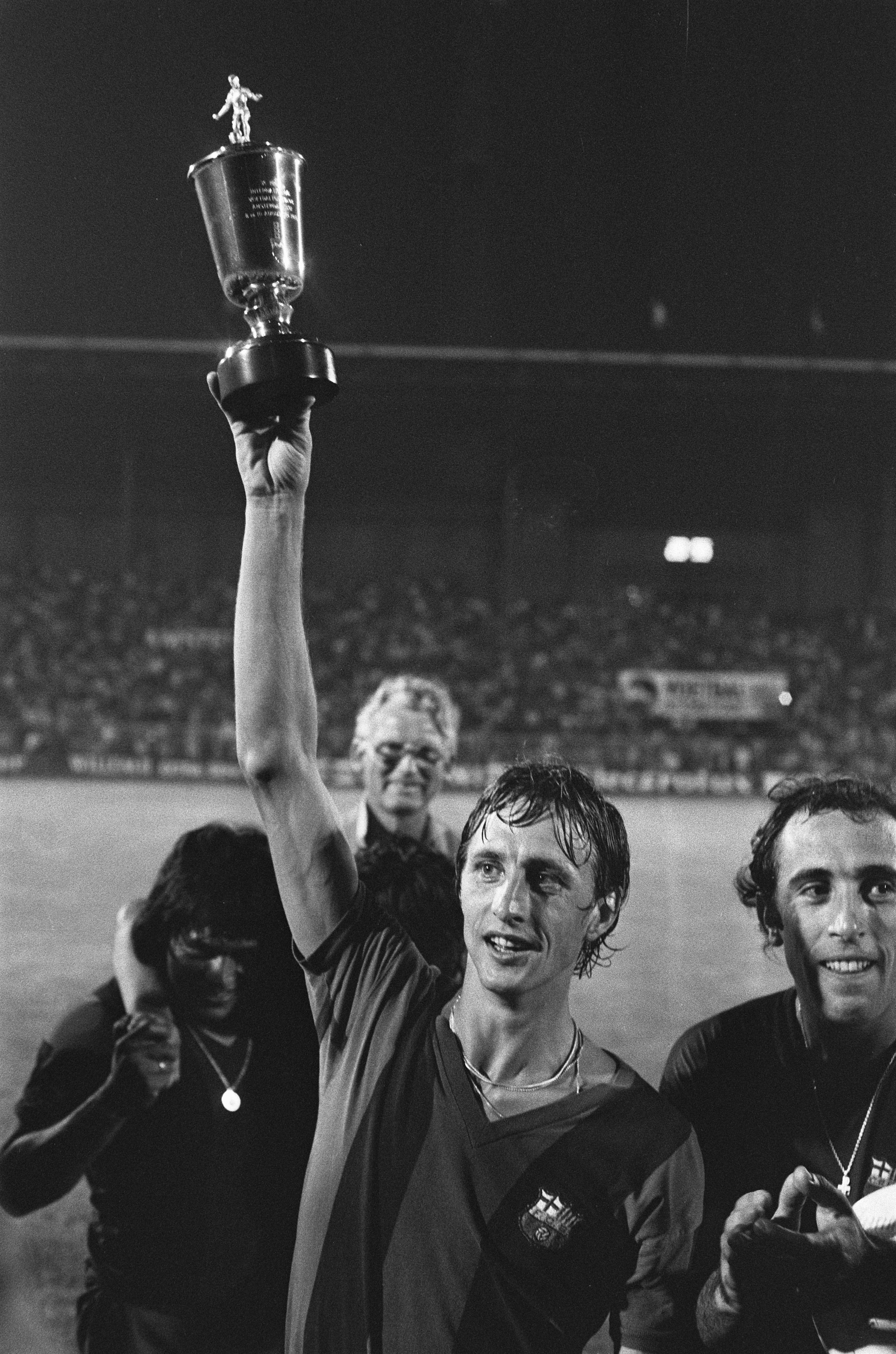
Cruijff sous le maillot barcelonais en 1975.

C'est à partir des années 1970, lorsque le recrutement de joueurs étrangers se généralise dans le football espagnol, que le club, qui compte déjà dans ses rangs les internationaux espagnols Carles Rexach (1965-1981), Miguel Reina (1966-1973) (gardien détenteur du record d'invincibilité sous les couleurs du Barça jusqu'au 1er novembre 2011), Juan Manuel Asensi (1970-1980) et Migueli (1973-1989), fait signer de grandes figures internationales, et notamment les milieux de terrain néerlandais Johan Cruijff (1973-1978), triple ballon d'or en 1971, 1973 et 1974, et Johan Neeskens (1974-1979), ou encore le buteur péruvien Hugo Sotil (1973-1976).
À la fin des années 1970 et dans les années 1980, le club recrute régulièrement des joueurs du meilleur niveau international, tels que l'attaquant autrichien Johann Krankl (1978-1981), Soulier d'or européen en 1978, le Danois Allan Simonsen (1979-1982), Ballon d'or 1977, le caractériel milieu de terrain allemand Bernd Schuster (1980-1988), le meneur de jeu argentin Diego Maradona (1982-1984), objet du transfert le plus cher de l'histoire à son arrivée puis à son départ, ou le buteur anglais Gary Lineker (1986-1989), meilleur buteur de la Coupe du monde 1986. Ces vedettes étrangères viennent renforcer un groupe formé des internationaux espagnols Francisco José Carrasco (1978-1989), Quini (1980-1984), Víctor Muñoz (1981-1988), Urruti (1981-1987), Julio Alberto Moreno (1982-1991), Luis Milla (1984-1989) ou José Ramón Alexanko (1980-1993).

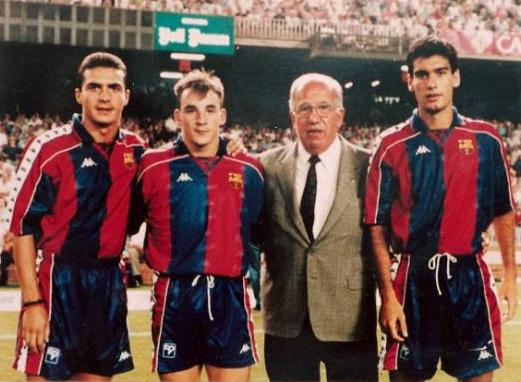
Amor, Ferrer et Guardiola, formés à la Masía.

Ce dernier fera le lien avec la génération connue comme la « Dream team » de Cruijff, qui réunit Andoni Zubizarreta (1986-1994), gardien de but et capitaine, le défenseur Albert Ferrer (1990-1998), les milieux Eusebio Sacristán (1988-1995), Guillermo Amor (1988-1998), Josep Guardiola (1990-2001) et Jon Andoni Goikoetxea (1990-1994), les ailiers Txiki Begiristain (1988-1995) et José María Bakero (1988-1997) et l'attaquant Julio Salinas (1988-1994), auxquels sont adjoints le meneur de jeu danois Michael Laudrup (1989-1994), le libero néerlandais Ronald Koeman (1989-1995), l'attaquant bulgare Hristo Stoitchkov (1990-1995 et 1996-1998), vainqueur du Ballon d'or en 1994, puis l'attaquant brésilien Romário (1993-1995), élu la même année Meilleur footballeur de l'année FIFA.
Avec l'arrêt Bosman, le nombre d'étrangers européens n'est plus limité dans les équipes européennes. Aux côtés des internationaux espagnols, tels que le défenseur gauche Sergi Barjuán (1993-2002) ou le polyvalent Luis Enrique (1996-2004), on voit briller au Camp Nou le meneur de jeu portugais Luís Figo (1995-2000), les attaquants brésiliens Ronaldo (1996-1997) et Rivaldo (1997-2002) (élus Meilleurs footballeurs de l'année FIFA respectivement en 1996 et 1999, le second étant également Ballon d'or cette même année), puis plusieurs internationaux néerlandais venus avec l'entraîneur Louis van Gaal tels que le milieu de terrain Philip Cocu (1998-2004) et l'avant-centre Patrick Kluivert (1998-2004).

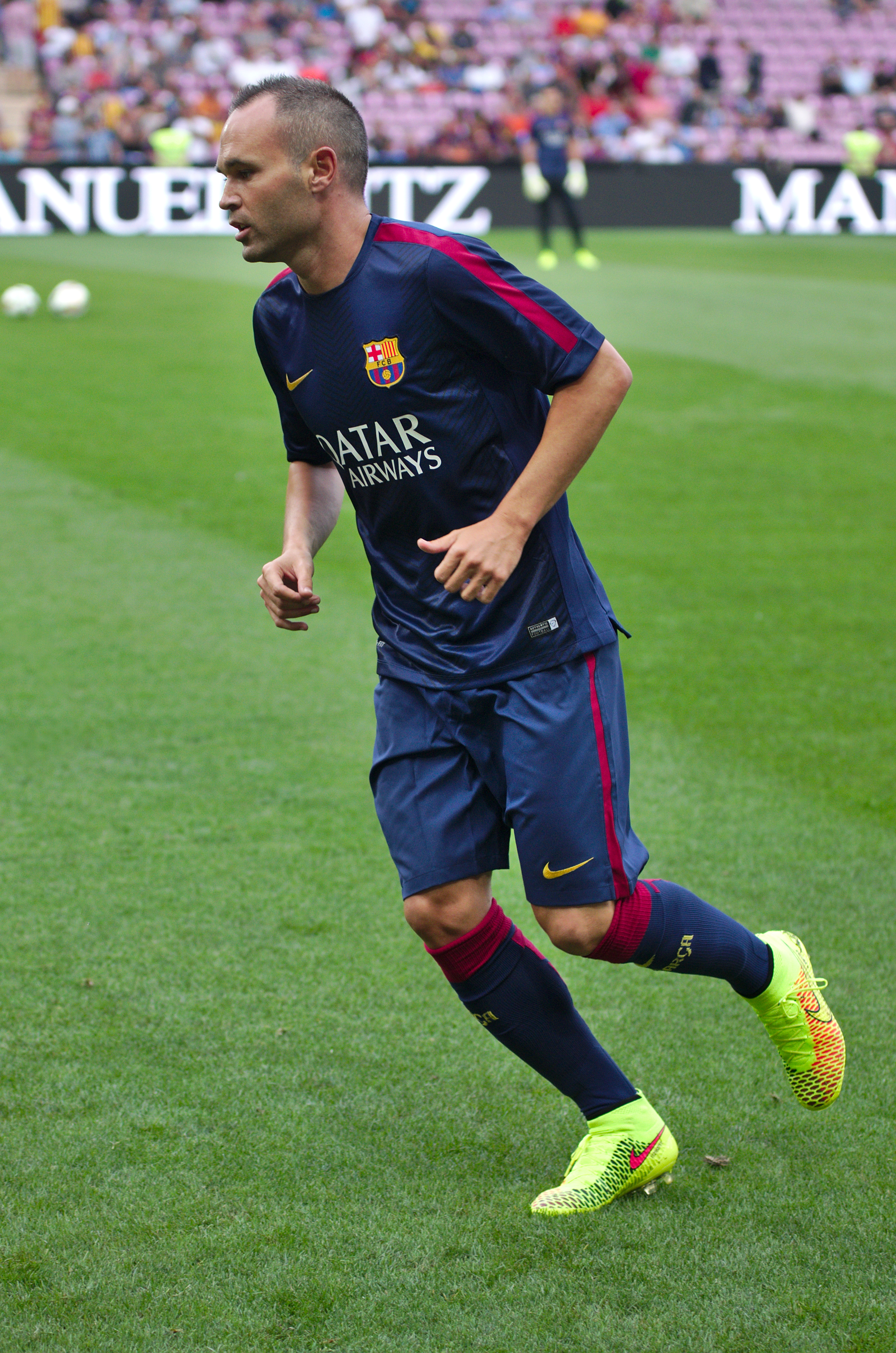
Don Andrés Iniesta.

Le début des années 2000 voit l'éclosion en équipe première de trois joueurs espagnols de grand talent issus de La Masía : le défenseur Carles Puyol (1999-2014) et les milieux de terrain Xavi Hernández (1998-2015), troisième du Ballon d'or en 2009 et 2010, et Andrés Iniesta (2002-2018),deuxième du Ballon d'or 2010. Ils connaîtront l'ère Rijkaard, avec pour coéquipiers étrangers le meneur de jeu brésilien Ronaldinho (2003-2008), Ballon d'or 2005 et Meilleur footballeur de l'année FIFA en 2004 et 2005, le milieu de terrain portugais Deco (2004-2008), le buteur camerounais Samuel Eto'o (2004-2009) ou encore l'ailier français Ludovic Giuly (2004-2007). Les champions du monde français Lilian Thuram (2006-2008) et Thierry Henry (2007-2010) viendront également y terminer leur carrière européenne. La fin des années 2000 est enfin marquée par l'explosion de l'attaquant argentin Lionel Messi (2004-2021), également issu de la Masía, élu meilleur footballeur de l'année FIFA en 2009, 2019 et 2023 et vainqueur du Ballon d'or en 2009, 2010, 2011, 2012, 2015, 2019 et 2021. En 2014-2015, Messi et ses compères d'attaque Luis Suárez et Neymar inscrivent à eux trois un total de 122 buts dans la saison.

#### Joueurs les plus titrés
Le joueur blaugrana ayant remporté le plus de titres de champion d'Espagne est Lionel Messi (2005-2021) lauréat à dix reprises. Suivent ensuite avec neuf trophées Andrés Iniesta (2005-2018) et huit trophées Xavi Hernández (1998-2015), Gerard Piqué (2008-) et Sergio Busquets (2008-).
Avec six trophées : Antoni Ramallets (de 1948 à 1960), Josep Guardiola (de 1991 à 1999), Víctor Valdés et Carles Puyol (2005-2013) ainsi que Daniel Alves (2009-2016). Juan Velasco, Josep Seguer, Gonzalvo III et César (entre 1945 et 1953), les membres de la génération de la Dream Team Guillermo Amor, Albert Ferrer, Hristo Stoitchkov et Miguel Ángel Nadal (1991-1998), ainsi que Pedro (2009-2015) et Marc Bartra (2010-2016) sont titrés à cinq reprises.
Par ailleurs, Andrés Iniesta, Xavi Hernández et Lionel Messi ont remporté la Ligue des champions à quatre reprises, en 2006, 2009, 2011 et 2015.

### Joueurs internationaux

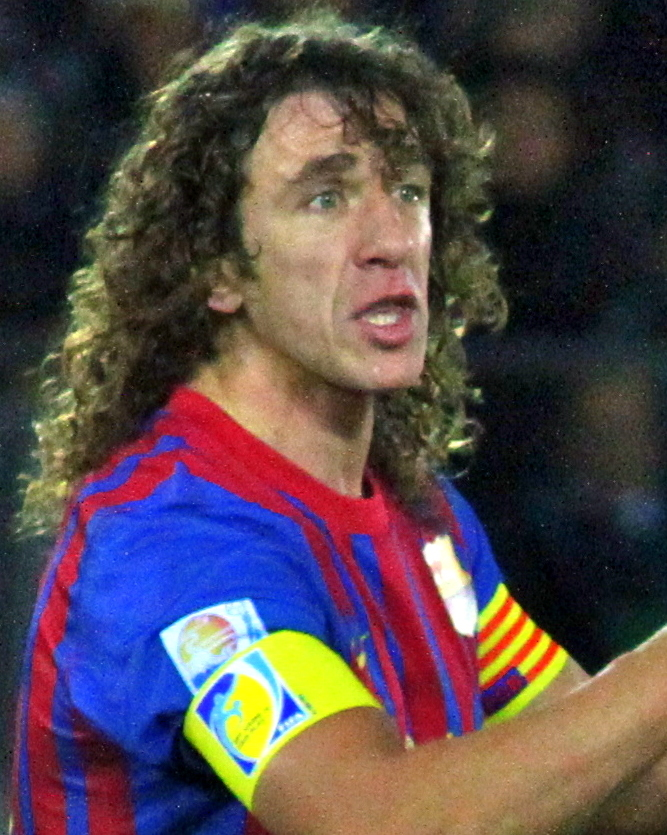
Carles Puyol, ancien capitaine du Barça, ayant joué pour la Roja et gagné la Coupe du monde 2010.

Avec le Real Madrid, Barcelone a historiquement accueilli les meilleurs joueurs espagnols et fait partie des clubs qui fournissent le plus de footballeurs à l'équipe d'Espagne. Le joueur du FC Barcelone qui a le plus souvent évolué avec sa sélection nationale est l'attaquant Lionel Messi, avec 180 matchs pour l'équipe d'Argentine. Le milieu de terrain Xavi Hernandez (137) le gardien Andoni Zubizarreta (126), le milieu Andrés Iniesta (131) le défenseur Gérard Piqué (105) et le défenseur Carles Puyol (100) sont les autres Barcelonais les plus sélectionnés en équipe nationale.
Par conséquent, un certain nombre de joueurs du Barça a remporté des titres majeurs avec leur sélection. En 1964, l'équipe espagnole qui remporte le Championnat d'Europe des nations compte trois joueurs du Barça, tous titulaires : le défenseur et capitaine Ferran Olivella, ainsi que les milieux de terrain Josep Maria Fusté et Jesús Pereda, buteur en finale. La sélection compte également l'ancien attaquant blaugrana Luis Suárez, parti quelques années plus tôt en Italie.
En 1980, l'Allemand Bernd Schuster remporte le Championnat d'Europe des nations quelques semaines avant son transfert à Barcelone. Le premier blaugrana à remporter une Coupe du monde est l'attaquant brésilien Romário en 1994, imité huit ans plus tard par son compatriote Rivaldo.
Enfin, le FC Barcelone est largement représenté au sein de la génération dorée du football espagnol de la fin des années 2000 : le défenseur Carles Puyol et les milieux de terrain Andrés Iniesta et Xavi Hernández, tous trois formés au club, remportent le Championnat d'Europe 2008 comme titulaires. Lors du triomphe de la Coupe du monde de football de 2010, ils sont rejoints dans l'équipe de départ par le défenseur Gerard Piqué, le milieu de terrain Sergio Busquets et l'ailier Pedro, également formés au club, ainsi que par l'attaquant David Villa, recruté quelques semaines avant la compétition. Enfin, le gardien de but Víctor Valdés, resté sur le banc, complète le groupe champion du monde. En août 2011, un autre champion du monde en la personne de Cesc Fàbregas rejoint les rangs du Barça. Sept joueurs de l'équipe font partie de l'équipe d'Espagne victorieuse du Championnat d'Europe 2012. On y retrouve le gardien Valdés, le défenseur Piqué, les milieux Busquets, Xavi Hernández, Iniesta et Fàbregas ainsi que l'ailier Pedro. Jordi Alba, joueur du FC Valence lors de la saison 2011-2012 et également vainqueur, est transféré au Barça pendant ce championnat d'Europe.
Le FC Barcelone est le seul club à avoir apporté à l'équipe d'Espagne des joueurs de son équipe réserve, le FC Barcelone B (Thomas Christiansen et Martín Montoya).

### Palmarès international des joueurs du club
| Liste de joueurs champions du monde qui ont évolué au FC Barcelone (en gras les joueurs qui sont devenus champions du monde en étant sous contrat avec le FC Barcelone) | Liste de joueurs champions du monde qui ont évolué au FC Barcelone (en gras les joueurs qui sont devenus champions du monde en étant sous contrat avec le FC Barcelone) |
| Nom | Année(s) |
| --- | --- |
| Héctor Scarone | 1930 |
| Diego Maradona | 1986 |
| Romário | 1994 |
| Ronaldo | 1994 et 2002 |
| Thierry Henry | 1998 |
| Christophe Dugarry | 1998 |
| Emmanuel Petit | 1998 |
| Laurent Blanc | 1998 |
| Lilian Thuram | 1998 |
| Rivaldo | 2002 |
| Ronaldinho | 2002 |
| Edmílson | 2002 |
| Juliano Belletti | 2002 |
| Gianluca Zambrotta | 2006 |
| Víctor Valdés | 2010 |
| Carles Puyol | 2010 |
| Gerard Piqué | 2010 |
| Xavi | 2010 |
| Andrés Iniesta | 2010 |
| Pedro | 2010 |
| David Villa | 2010 |
| Sergio Busquets | 2010 |
| Cesc Fàbregas | 2010 |
| Pepe Reina | 2010 |
| Samuel Umtiti | 2018 |
| Ousmane Dembélé | 2018 |
| Antoine Griezmann | 2018 |
| Lionel Messi | 2022 |

### Records

#### Meilleurs buteurs en compétitions officielles
Depuis mars 2014, le meilleur buteur de l'histoire du FC Barcelone est Lionel Messi, avec 672 buts inscrits à ce jour en matchs officiels.
Le meilleur buteur du club sur une saison de Liga est Lionel Messi avec 50 buts inscrits en 2011-2012.
Le meilleur buteur du club sur une saison toutes compétitions confondues est Lionel Messi avec 73 buts inscrits en 2011-2012.
| Pos° | Nom               | Carrière au club | Liga      | Copa    | Europe    | Autres    | Total     |
| ---- | ----------------- | ---------------- | --------- | ------- | --------- | --------- | --------- |
| 1    | Lionel Messi      | 2004-2021        | 474 (520) | 56 (80) | 123 (153) | 19 (25)   | 672 (778) |
| 2    | César Rodríguez   | 1942-1955        | 190 (287) | 36 (57) | 3 (4)     | 1 (2)     | 230 (350) |
| 3    | Luis Suárez       | 2014-2020        | 147 (190) | 19 (27) | 26 (55)   | 6 (9)     | 198 (283) |
| 4    | Ladislao Kubala   | 1950-1961        | 131 (186) | 49 (48) | 13 (20)   | 1 (2)     | 194 (256) |
| 5    | Josep Samitier    | 1919-1932        | 21 (28)   | 64 (75) | 0 (0)     | 102 (129) | 187 (232) |
| 6    | Josep Escolà      | 1934-1948        | 86 (151)  | 35 (38) | 0 (0)     | 37 (29)   | 158 (218) |
| 7    | Paulino Alcántara | 1912-1927        | 0 (0)     | 35 (33) | 0 (0)     | 108 (108) | 143 (141) |
| 8    | Samuel Eto'o      | 2004-2009        | 108 (144) | 2 (10)  | 18 (40)   | 2 (5)     | 130 (199) |
| 9    | Rivaldo           | 1997-2002        | 86 (157)  | 13 (20) | 31 (54)   | 0 (4)     | 130 (235) |
| 10   | Angel Arocha      | 1926-1933        | 49 (60)   | 30 (33) | 0 (0)     | 48 (52)   | 127 (145) |

#### Joueurs les plus capés en compétitions officielles

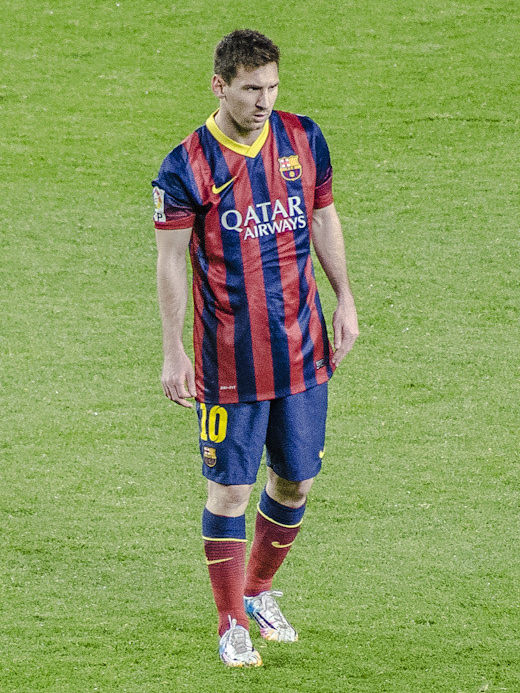
Leo Messi, joueur le plus capé de l'histoire du club.

Depuis le 21 mars 2021, le joueur le plus capé de l'histoire du FC Barcelone est Lionel Messi, avec 778 matchs officiels joués à ce jour.
| Pos° | Nom             | Carrière au club | Liga | Copa | Europe | Autres | Total |
| ---- | --------------- | ---------------- | ---- | ---- | ------ | ------ | ----- |
| 1    | Lionel Messi    | 2004-2021        | 520  | 80   | 153    | 25     | 778   |
| 2    | Xavi Hernandez  | 1998-2015        | 505  | 70   | 173    | 19     | 767   |
| 3    | Sergio Busquets | 2008-2023        | 481  | 77   | 139    | 25     | 722   |
| 4    | Andrés Iniesta  | 2002-2018        | 442  | 73   | 138    | 21     | 674   |
| 5    | Gerard Piqué    | 2008-2022        | 397  | 65   | 133    | 21     | 616   |
| 6    | Carles Puyol    | 1999-2014        | 392  | 58   | 131    | 12     | 593   |
| 7    | Migueli         | 1973-1989        | 391  | 60   | 85     | 13     | 549   |
| 8    | Víctor Valdés   | 2002-2014        | 387  | 12   | 118    | 18     | 535   |
| 9    | Jordi Alba      | 2012-2023        | 313  | 47   | 84     | 15     | 459   |
| 10   | Carles Rexach   | 1965-1981        | 328  | 59   | 63     | 0      | 450   |

Mise à jour le 8 avril 2025.

### Entraîneurs
Le premier entraîneur appointé du FC Barcelone est l'Anglais John Barrow, nommé en 1917 et remplacé après seulement quatre mois par son compatriote Jack Greenwell, qui conserve la fonction pendant sept ans. Ce dernier initie la longue tradition de reconversion d'anciens joueurs emblématiques du Barça au sein du club, notamment comme entraîneur (Forns, Samiter, Platko, Kubala, César, Cruijff, Rexach, Guardiola, etc.).
Il faut attendre décembre 1926 pour voir un Espagnol et Catalan, Romà Forns, également ancien joueur du club, prendre le poste et mener les Blaugranes, avec l'aide de l'Anglais James Bellamy, à leur premier titre de champion en 1929. À la fin des années 1940, l'ancien attaquant emblématique Josep Samitier fait remporter au club une deuxième couronne espagnole, avant que l'Uruguayen Enrique Fernández puis le Slovaque Ferdinand Daučík, beau-frère du meneur de jeu Kubala, ne le mènent de plus à ses premiers titres internationaux en Coupe Latine.
Lors des décennies 1960 et 1970, le Barça traverse une longue période d'insuccès. Seuls deux entraîneurs d'exception parviennent à mener le club au titre de champion : le Franco-Argentin Helenio Herrera en 1959 et 1960 d'abord, dont les exigences physiques, les compétences tactiques et la capacité à motiver ses joueurs passent pour être révolutionnaires ; le Néerlandais Rinus Michels en 1973 ensuite, théoricien du « football total », élu en 1999 meilleur entraîneur du XXe siècle par la FIFA. Quelques années plus tard, l'Allemand Udo Lattek, un des entraîneurs les plus glorieux des années 1970, remporte la Coupe des coupes 1982 pour sa première saison sur le banc, ce qui ne l'empêche pas d'être licencié au cours de sa deuxième saison.

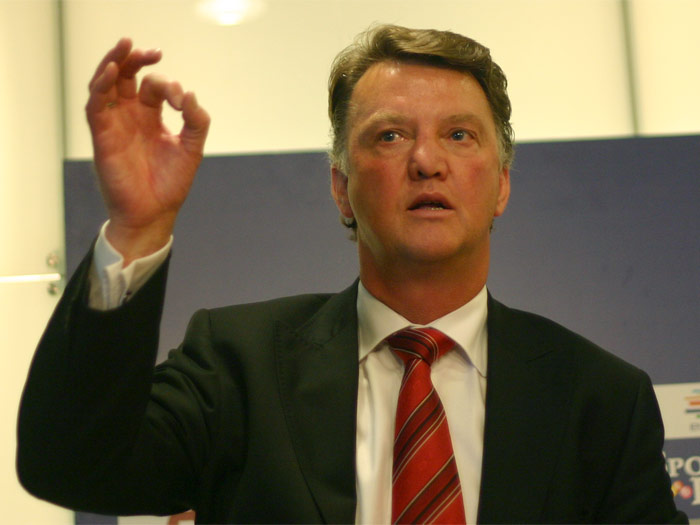
Portrait de Louis van Gaal (1997-2000 et 2002-2003).

En 1988, l'ancienne idole barcelonaise Johan Cruijff entame un mandat de huit ans à la tête d'une équipe qu'on appellera bientôt Dream team. Pratiquant un jeu offensif et attrayant, l'équipe remporte un nombre de trophées inédit dans l'histoire du club : quatre Liga, la première Coupe des clubs champions européens du club en 1992, une Coupe des coupes, une Supercoupe d'Europe, etc. Au départ de Cruijff, le vétéran anglais Bobby Robson est recruté. Il réalise un triplé de coupes (coupe et supercoupe d'Espagne, et Coupe des coupes) mais doit malgré tout laisser sa place la saison suivante au Néerlandais Louis van Gaal qui remporte notamment deux fois la Liga en trois ans mais ne parvient pas à concrétiser ces succès sur la scène continentale.
Après une certaine instabilité politique et plusieurs saisons blanches sur le plan sportif, le succès revient avec l'arrivée du Néerlandais Frank Rijkaard en 2003, qui mène le club à deux nouveaux titres de champion et surtout à une deuxième victoire en Ligue des champions en 2006. Après deux dernières années plus difficiles, il laisse sa place en 2008 à Josep Guardiola, le quarante-neuvième entraîneur de l'histoire du FC Barcelone. L'ancien joueur formé à la Masia amasse lors de ses quatre saisons à la tête de l'équipe un palmarès exceptionnel, avec trois Liga, deux nouvelles Ligue des champions en 2009 et 2011 ainsi que la première Coupe du monde des clubs du Barça. En juin 2012, Guardiola quitte le club, il est remplacé par son adjoint Tito Vilanova. Ce dernier, atteint d'un cancer des glandes salivaires, ne reste en poste qu'une saison avant de démissionner et d'être remplacé par l'Argentin Gerardo Martino. Celui-ci ne reste qu'un an en poste avant de céder sa place à Luis Enrique.
| Nom                            | Période   |
| ------------------------------ | --------- |
| John Barrow                    | 1917      |
| Jack Greenwell                 | 1917-1923 |
| Alf Spouncer                   | 1923-1924 |
| Jesza Poszony                  | 1924-1925 |
| Ralph Kirby                    | 1925-1926 |
| Richard Kohn, alias Jack Domby | 1926-1927 |
| Romà Forns                     | 1927-1929 |
| James Bellamy                  | 1929-1931 |
| Jack Greenwell (2)             | 1931-1933 |
| Richard Kohn (2)               | 1933-1934 |
| Ferenc Platko                  | 1934-1935 |
| Patrick O'Connell              | 1935-1940 |
| Josep Planas                   | 1940-1941 |
| Ramon Guzmán                   | 1941-1942 |
| Juan José Nogués               | 1942-1944 |
| Josep Samitier                 | 1944-1947 |
| Enrique Fernández              | 1947-1950 |
| Ramon Llorens                  | 1950      |
| Ferdinand Daučík               | 1950-1954 |
| Sandro Puppo                   | 1954-1955 |
| Ferenc Platko (2)              | 1955-1956 |
| Domènec Balmanya               | 1956-1958 |

| Nom                 | Période   |
| ------------------- | --------- |
| Helenio Herrera     | 1958-1960 |
| Enric Rabassa       | 1960      |
| Ljubisa Brocic      | 1960-1961 |
| Enrique Orizaola    | 1961      |
| Luis Miró           | 1961-1962 |
| Ladislao Kubala     | 1962      |
| Josep Gonzalvo      | 1962-1963 |
| Cesar Rodriguez     | 1963-1964 |
| Vicenç Sasot        | 1964-1965 |
| Roque Olsen         | 1965-1967 |
| Salvador Artigas    | 1967-1969 |
| Josep Seguer        | 1969-1970 |
| Vic Buckingham      | 1970-1971 |
| Rinus Michels       | 1971-1975 |
| Hennes Weisweiler   | 1975-1976 |
| Laureano Ruiz       | 1976      |
| Rinus Michels (2)   | 1976-1978 |
| Lucien Muller       | 1978-1979 |
| Joaquim Rifé        | 1979-1980 |
| Ladislao Kubala (2) | 1980      |
| Helenio Herrera (2) | 1980-1981 |
| Udo Lattek          | 1981-1983 |

| Nom                  | Période   |
| -------------------- | --------- |
| José Luis Romero     | 1983      |
| César Luis Menotti   | 1983-1984 |
| Terry Venables       | 1984-1987 |
| Luis Aragonés        | 1987-1988 |
| Johan Cruijff        | 1988-1996 |
| Bobby Robson         | 1996-1997 |
| Louis van Gaal       | 1997-2000 |
| Lorenzo Serra Ferrer | 2000-2001 |
| Carles Rexach        | 2001-2002 |
| Louis van Gaal (2)   | 2002-2003 |
| Radomir Antic        | 2003      |
| Frank Rijkaard       | 2003-2008 |
| Josep Guardiola      | 2008-2012 |
| Tito Vilanova        | 2012-2013 |
| Gerardo Martino      | 2013-2014 |
| Luis Enrique         | 2014-2017 |
| Ernesto Valverde     | 2017-2020 |
| Quique Setién        | 2020      |
| Ronald Koeman        | 2020-2021 |
| Xavi                 | 2021-2024 |
| Hansi Flick          | 2024-     |

### Présidents
Le président du FC Barcelone a la responsabilité de l'ensemble de la gestion du club, et notamment de la signature des contrats des joueurs et du personnel, sur les différentes sections. Le premier président de l'histoire du club est Walter Wild, le doyen du groupe des fondateurs, désigné le 29 novembre 1899. Alors que le club vit des heures agitées sur le plan sportif et financier, le Suisse Hans Gamper, initiateur et fondateur du club, en devient pour la première fois président en 1908 et réalise finalement cinq mandats à la tête du club, œuvrant ardemment et généreusement pour son développement et son autonomie financière, jusqu'à son exil forcé en 1925 pour son adhésion à la cause catalaniste. Gamper est le dernier président non-espagnol qu'ait connu le club. Jusqu'à la guerre civile de 1936, la charge de président est confiée au cours d'une assemblée générale des socis, généralement par consensus, sans processus électoral.
Dans les premières années de la dictature de Franco, le club est vu comme un facteur potentiel d'instabilité par les autorités, qui imposent donc leur choix de président. En 1953, le président Enric Martí démissionne pour protester contre le rôle joué par les autorités dans le transfert au Real Madrid d'Alfredo Di Stéfano, dont le Barça détient les droits. Des élections, ouvertes à tous les socis majeurs et de sexe masculin, sont organisées, sous le contrôle discret des autorités. Francesc Miró-Sans, ancien adjoint d'Enric Martí et favori du régime, remporte la majorité des votes après un scrutin marqué par un certain nombre d'irrégularités. Son programme prévoit la construction d'un nouveau stade : le Camp Nou. Les élections suivantes sont contrôlées de façon plus visible : le suffrage est indirect, seuls les socios compromisarios, considérés comme des représentants des socios, ayant le droit de vote. De 1928, année de création du championnat d'Espagne, à 1978, le club connaît vingt présidents (soit la longévité moyenne de deux ans et demi) sans parvenir à disputer la domination domestique du Real Madrid.
Avec la chute du régime franquiste, le club met en place en 1978 un système d'élection du président par les socis majeurs, hommes et femmes, ayant au moins un an d'ancienneté. Pour pouvoir se présenter, les candidats doivent rassembler un certain nombre de signatures de parrainage parmi les adhérents (1 804 en 2006, 2 095 en 2010). La durée du mandat est fixée à quatre ans, sans limitation du nombre de réélections. Le premier élu est Josep Lluís Núñez, dont l'objectif est d'élever le club au plus haut niveau mondial en lui apportant de la stabilité, sur et en dehors du terrain. Il réalise finalement un mandat d'une durée record de 22 ans, marqué par une gestion rigoureuse et couronnée de nombreux succès, en particulier sous la direction sportive de Johan Cruijff avec lequel il nourrit pourtant des relations orageuses. Avec le licenciement de Cruijff et un certain décrochage économique par rapport aux principaux clubs européens, la fin de son règne est cependant plus difficile, comme l'illustre la motion de censure menée par ses opposants en 1998 connue comme l'Elefant Blau. Son adjoint Joan Gaspart prend sa succession en 2000, mais ses résultats catastrophiques sur les plans sportifs et financiers le conduisent à quitter son poste avant la fin de son mandat. Sous sa direction, le club limite le nombre maximum de mandats présidentiels à deux.
En 2003, Joan Laporta, ancien porte-parole de l’Elefant Blau, est élu à la surprise des observateurs. Il mène une politique audacieuse, qui conduit le club à une période de succès et de développement économique inédite dans son histoire, avec douze trophées majeurs en sept ans (2003-2010) (dont le célèbre sextuplé de l'année 2009,). Par ailleurs, il réaffirme la dimension politique du club, comme vitrine du catalanisme à travers le monde, ce qui ne va pas sans engendrer un certain nombre de polémiques.
Sandro Rosell, l'ancien adjoint de Laporta avec lequel il s'est brouillé, devient le trente-neuvième président du FC Barcelone en 2010 avec plus de 60 % des voix,. Depuis une réforme actée en 2009, son mandat est de six ans.
Le 23 janvier 2014, le président Sandro Rosell présente sa démission à la suite de l'ouverture d'une enquête judiciaire visant de possibles irrégularités financières dans le transfert de Neymar. Sandro Rosell est remplacé par Josep Maria Bartomeu qui était jusqu'alors vice-président.
Le 18 juillet 2015, Josep Maria Bartomeu bat Joan Laporta lors de l'élection présidentielle.
Le 27 octobre 2020, le président Josep Maria Bartomeu annonce sa démission et celle du comité de direction. Il est remplacé par le président de la commission économique, Carles Tusquets, qui assume l'intérim jusqu'à la prochaine élection.
Le 7 mars 2021, l'ancien président Joan Laporta remporte l'élection présidentielle en battant Victor Font et Toni Freixa. Il récupère son fauteuil de président du club après l'avoir laissé en 2010 et après un cuisant échec face à Josep Bartomeu en 2015.

### Effectif professionnel actuel
Ce tableau liste l'effectif professionnel du FC Barcelone actuel pour la saison 2025-2026. Le second recense les prêts effectués par le club lors de cette même saison.
En grisé, les sélections de joueurs internationaux chez les jeunes mais n'ayant jamais été appelés aux échelons supérieurs une fois l'âge-limite dépassé ou les joueurs ayant pris leur retraite internationale.

## Autres équipes

### Équipe réserve
L'équipe réserve du FC Barcelone, connue de 2008 à 2010 comme le FC Barcelona Atlètic et renommée depuis FC Barcelona B, évolue au Mini Estadi, une enceinte de 15 276 places située à proximité du Camp Nou à Barcelone.
Championne de la Segunda División B (la troisième division espagnole) à quatre reprises (1982, 1991, 1998 et 2002), cette équipe est un passage obligé pour les meilleurs éléments issus du centre de formation du club. L'équipe obtient en juin 2010 sa promotion en Segunda División, le deuxième échelon du football espagnol, sous la direction de l'ancien capitaine blaugrana Luis Enrique, en poste depuis 2008.
À partir de juillet 2011, Eusebio Sacristán succède à Luis Enrique comme entraîneur du FC Barcelone B. En février 2015, Jordi Vinyals devient l'entraîneur du Barça B.

### Équipe féminine
La section de football féminin du FC Barcelone est créée en 2001, sur les bases du Club Femení Barcelona, fondé dans les années 1980 et vainqueur de la Coupe de la Reine en 1994.
L'équipe, qui réside à la cité sportive Joan Gamper, remporte, pour la première fois, lors de la saison 2011-2012, la Primera División Femenina, la première division du Championnat d'Espagne féminin de football. La section féminine a remporté le championnat à 8 reprises, la Coupe de la Reine à 9 reprises, la Supercoupe d'Espagne à 3 reprises et, enfin, la Ligue des champions à une reprise. Ce sacre, obtenu en 2021, fait du FC Barcelone la seule équipe à avoir remporté la Ligue des champions avec la section masculine et féminine.

## Culture populaire

### Rivalités

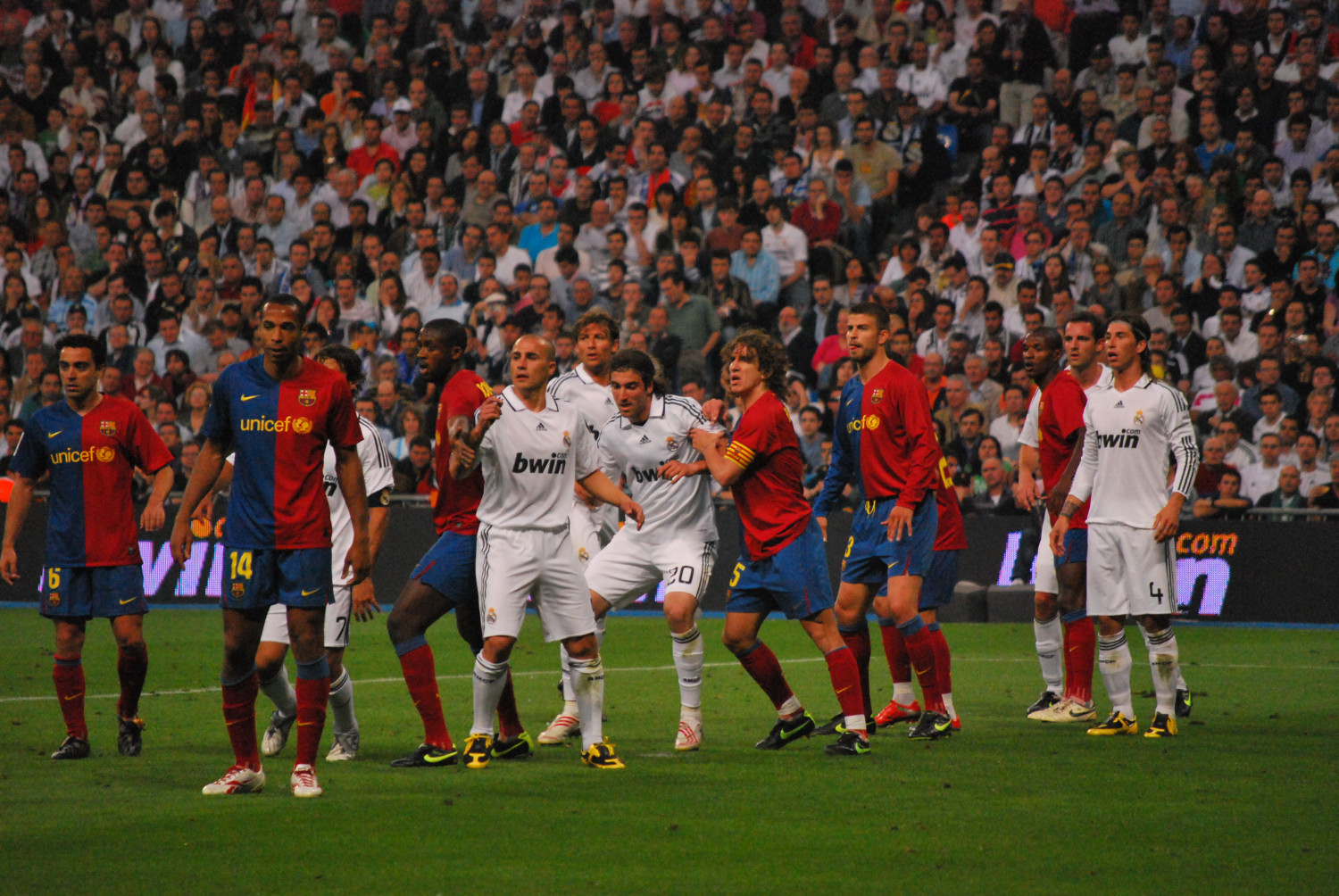
Scène du Clásico 2008-2009.

El clásico en français : « le classique » oppose le Barça au Real Madrid CF, l'autre grand club espagnol. Cette rencontre entre deux des clubs les plus titrés au monde est un évènement en Espagne mais aussi dans le monde entier. L'opposition historique entre les clubs de ces deux villes est à trouver dans l'histoire de l'Espagne, et particulièrement à sa période franquiste, où Madrid est le siège du gouvernement d'une Espagne que Franco voulait unitaire, tandis que Barcelone luttait pour la démocratie, la liberté, et l'indépendance de la Catalogne.
Le Barça nourrit également une grande rivalité historique avec l'autre club important de la ville de Barcelone, le RCD Espanyol, avec lequel il dispute El derbi barceloní en français : « le derby barcelonais ». Outre la proximité géographique, les deux clubs s'opposent dès leur création sur l'origine et l'orientation politique de leurs fondateurs (des étrangers acquis au catalanisme pour le Barça, des Espagnols fidèles à la couronne d'Espagne de l'autre). Cependant la rivalité n'existe pas sur un plan strictement sportif, l'Espanyol n'ayant jamais pu prétendre concurrencer son glorieux voisin aussi bien en termes de palmarès que de popularité.

### Supporteurs

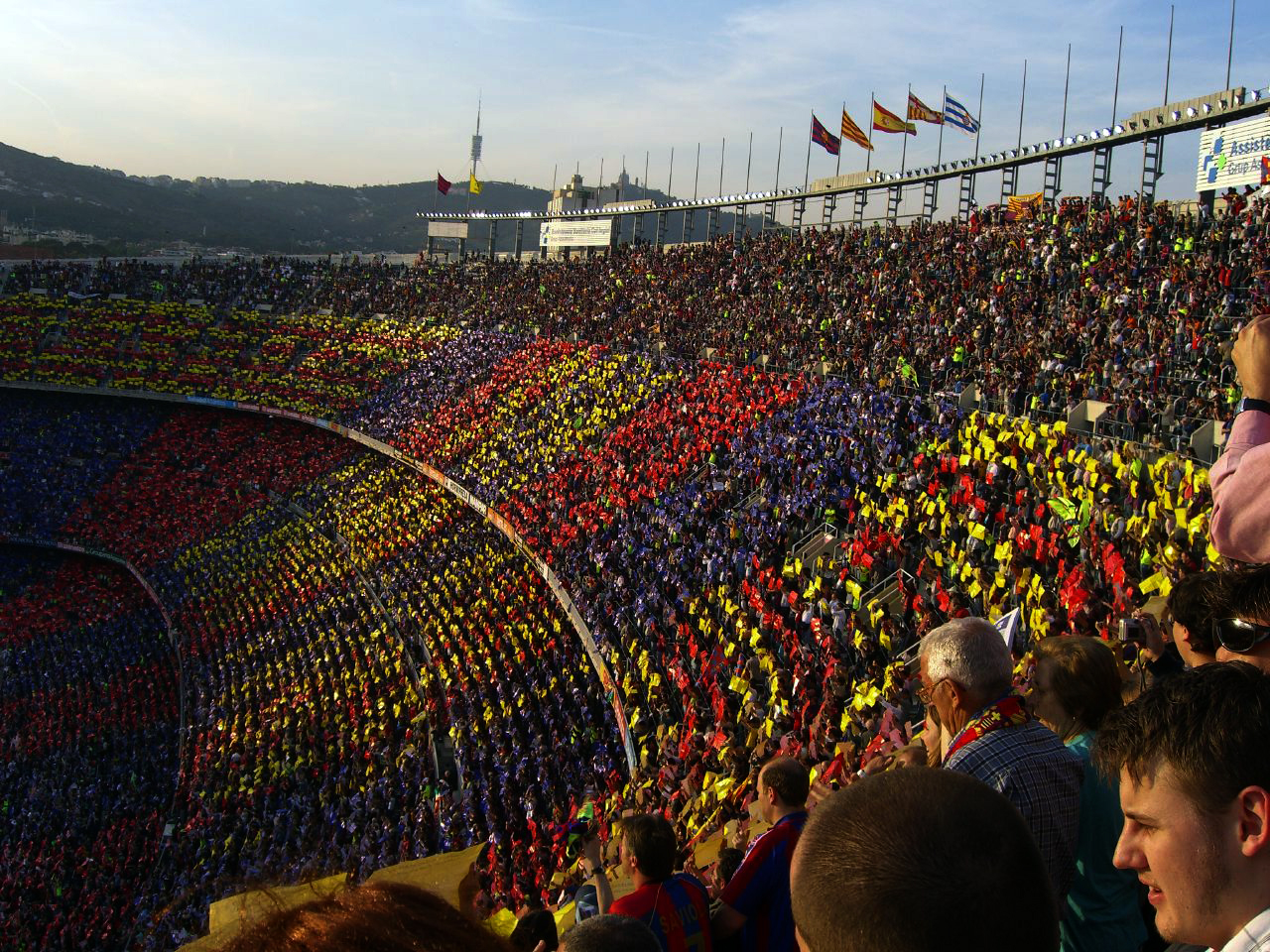
Supporteurs pendant un match au Camp Nou

Les supporteurs du club ont joué un rôle dans le développement du club et l'affirmation de son identité catalane. Sous les régimes autoritaires et centralistes de Primo de Rivera puis de Franco, le club apparaît comme un symbole de rébellion à l'oppression culturelle. Après la transition démocratique de 1978, plusieurs groupes de supporteurs se créent, et notamment les Boixos Nois en français : « Garçons fous ». Cette organisation devient un groupe de supporteurs hooligans revendiquant ouvertement son nationalisme catalan et rejetant violemment les symboles du centralisme de Madrid, tel que le drapeau espagnol, au point d'être exclus du stade en 2003 par le président Joan Laporta. Les excellents résultats sportifs connus par le club depuis 2003, et le recrutement de Ronaldinho notamment, accroissent fortement le nombre de supporteurs, bien au-delà de la Catalogne. Le club compte, par exemple, de nombreux supporteurs au Japon et dans les pays du Moyen-Orient. En Équateur, le Barcelona de Guyaquil, fondé en 1925, doit son nom et son écusson à la passion que ressentaient ses fondateurs pour le club catalan.
Selon son implication, le supporteur du Barça appartient à l'une ou l'autre des trois catégories suivantes :
1. le « soci » est un adhérent du club, qui bénéficie notamment du droit de vote lors des élections présidentielles. En novembre 2010, face à l'explosion de leur nombre (passés de 100 000 à 170 000 entre 2003 et 2009[250]), le club réserve l'adhésion à la famille des adhérents actuels[161]. Le FC Barcelone est le club possédant le plus de soci à travers le monde[251].
2. le « penyista » est un membre d'un des nombreux groupes de supporteurs officiels (appelés penyes, au singulier penya) existant à travers le monde. Ces groupes de soutien, lancés en 1944 par le club[62], sont au nombre de 1 335 en juin 2010[252]. Leur rôle dans l'histoire du club, par exemple lors du financement de la construction du Camp Nou, leur assure encore aujourd'hui un prestige et une influence importants[62] ;
3. enfin, le sympathisant qui ne possède pas de lien formel avec le club est le « culer » (ou « culé » en castillan). Le surnom vient du catalan « cul » en français : « cul », en référence à la façon dont étaient assis les spectateurs sur la balustrade du premier stade du club, le Camp del Carrer Indústria[62].

En Espagne, environ un quart de la population se dit sympathisant du Barça, ce qui en fait le deuxième club le plus soutenu du pays derrière le Real Madrid CF. Selon plusieurs enquêtes, le FC Barcelone serait le club le plus médiatique au monde, le plus populaire d'Europe, et le plus apprécié en Espagne.
Le FC Barcelone est en 2013 le club européen avec plus de fans au Brésil, suivi par le Real Madrid et le Milan AC, selon un sondage publié par le journal Lance. Le sondage indique que l'arrivée de Neymar à Barcelone contribue à rendre le FC Barcelone, le club européen préféré par 24,9 pour cent des supporters brésiliens.
L'affluence moyenne au Camp Nou en championnat est comprise entre 50 000 et 75 000 spectateurs, soit entre 55 et 80 % de la capacité maximale du stade. Il apparaît logiquement au cours de la dernière décennie que l'affluence dépend largement des résultats de l'équipe première :
|                   | 1999-2000 | 2000-2001 | 2001-2002 | 2002-2003 | 2003-2004 | 2004-2005 | 2005-2006 | 2006-2007 | 2007-2008 | 2008-2009 | 2009-2010 | 2010-2011 |
| Affluence moyenne | 65 526    | 62 632    | 53 306    | 65 309    | 66 603    | 73 015    | 73 199    | 74 391    | 67 560    | 69 864    | 77 033    | 79 390    |
| Classement        | 2e        | 4e        | 4e        | 6e        | 2e        | 1er       | 1er       | 2e        | 3e        | 1er       | 1er       | 1er       |

Lors des matchs prestigieux, en Coupe d'Europe ou lors du Clásico notamment, l'affluence peut dépasser les 90 000 spectateurs, un seuil de capacité qu'il n'est possible de dépasser en Europe qu'au Camp Nou, le plus grand stade du continent. Le record d'affluence du FC Barcelone s'élève à 120 000 spectateurs, réunis face à la Juventus en quart de finale de la Coupe des clubs champions européens 1985-1986.

### Relations avec les médias
L'actualité du FC Barcelone est couverte généralement par tous les médias catalans, et en particulier les deux journaux quotidiens sportifs El Mundo Deportivo, fondé en 1906, et Diario Sport, fondé en 1979, diffusés chacun à une centaine de milliers d'exemplaires (ce qui en fait les titres les plus lus en Espagne après les Madrilènes As et Marca). Les quotidiens généralistes catalans El Punt, fondé en 1979, Avui, El Periódico et La Vanguardia, fondé en 1881, consacrent également une part importante de leur actualité au Barça.
En ce qui concerne la télévision, le groupe a vendu ses droits de diffusion au groupe catalan Mediapro, propriétaire de la chaîne de télévision LaSexta, qui diffuse ses rencontres à domicile et crée avec le club une chaîne de télévision officielle, baptisée Barça TV. À l'extérieur, le club est diffusé soit par LaSexta, soit par les chaînes de Prisa TV.
Par ailleurs, la chaîne catalane TV3, du groupe Televisió de Catalunya, est un partenaire officiel du club, ainsi que la station de radio publique catalane Catalunya Ràdio.